# Handball-Europameisterschaft der Männer 2010

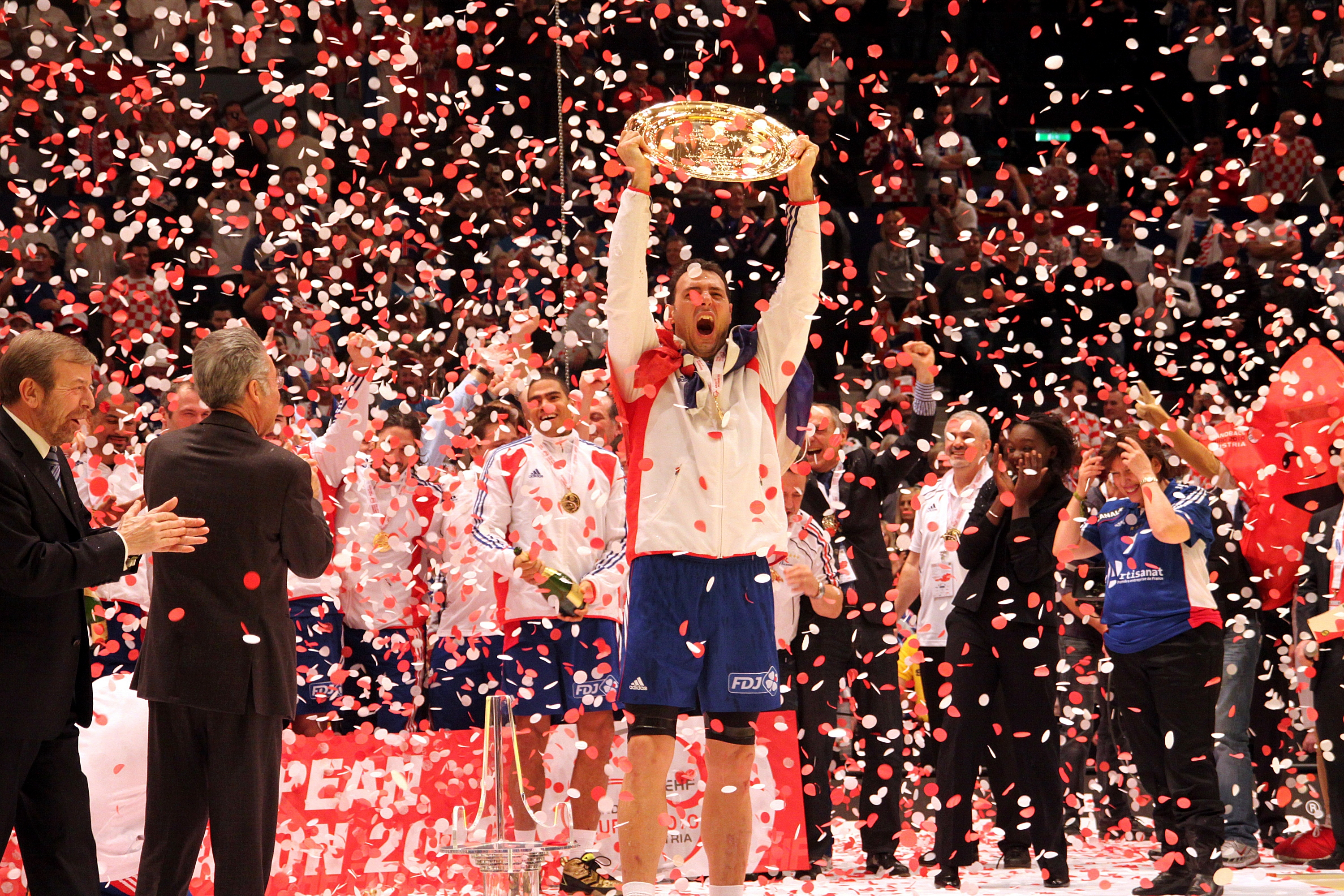
Männer-Handballeuropameister 2010: Frankreich

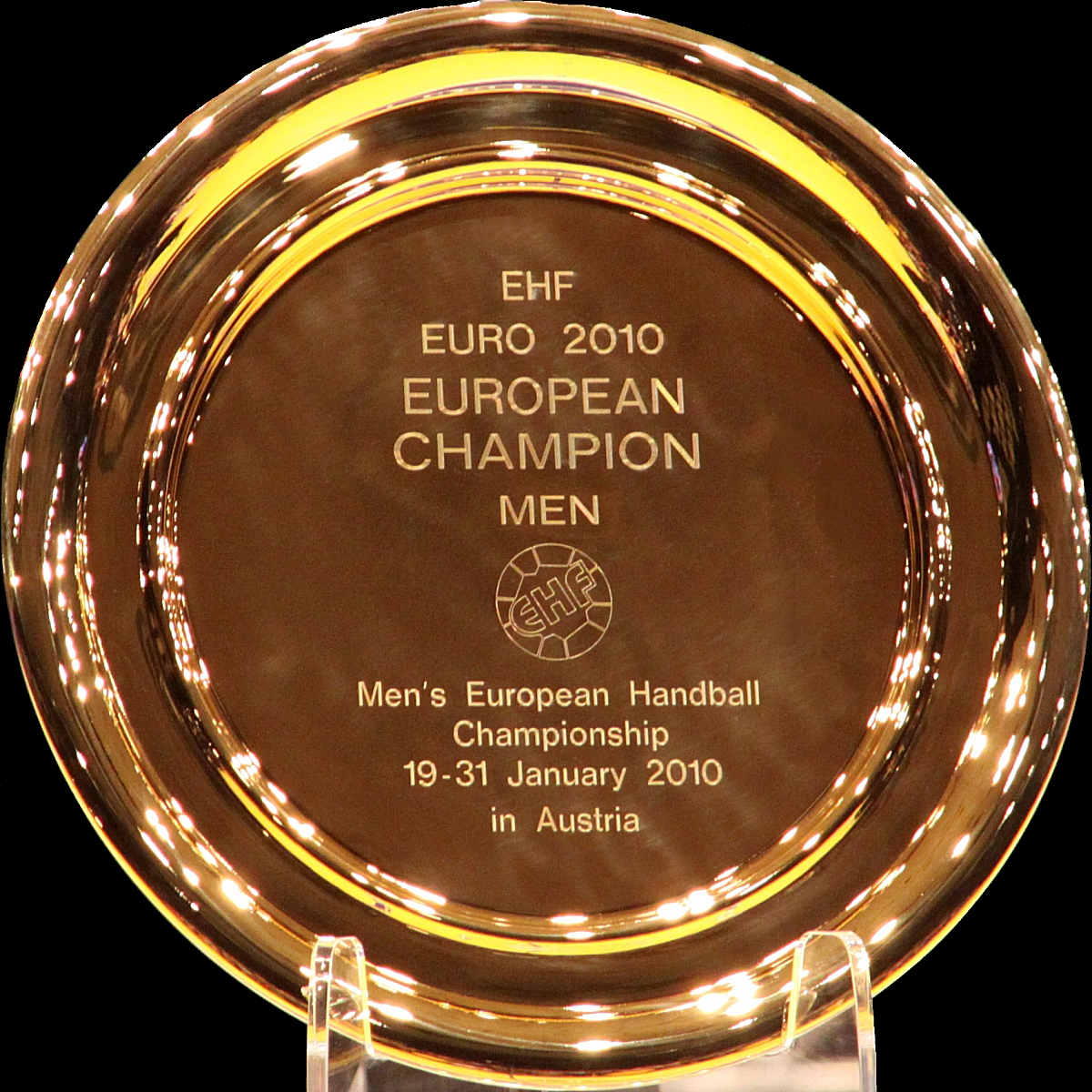
Siegerteller der Handball-Europameisterschaft der Männer 2010

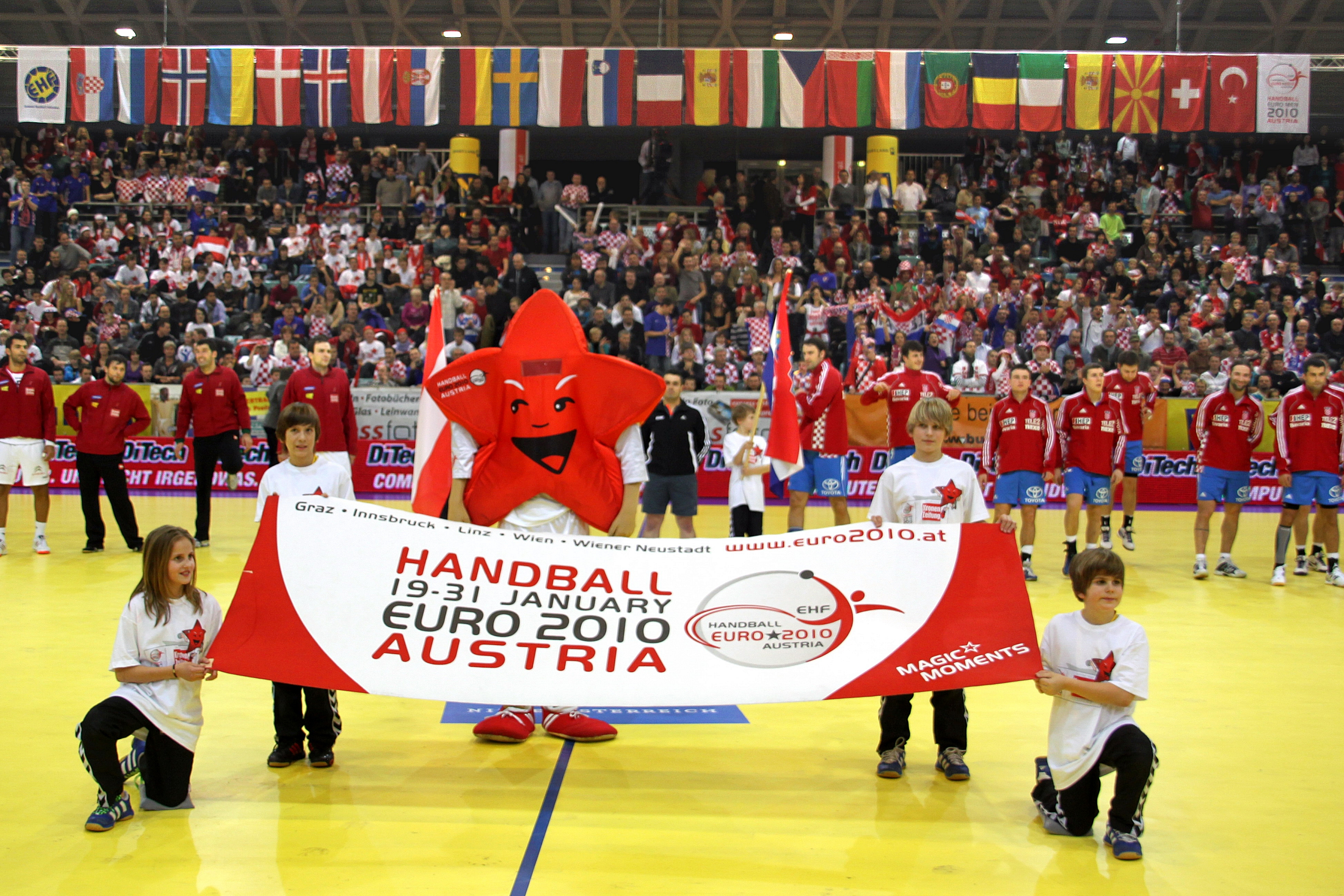
Offizielles Logo und Maskottchen der 9. Handball-Europameisterschaft 2010 in Österreich

Die 9. Handball-Europameisterschaft der Männer fand vom 19. bis zum 31. Januar 2010 in Österreich statt.

## Ausrichter
Der Kongress der Europäischen Handballföderation (EHF) vergab die Veranstaltung während seiner Sitzung am 5. Mai 2006 in Vilamoura. Die Kandidatur des Österreichischen Handballbundes setzte sich in der finalen Abstimmung mit 28:18 Stimmen gegen die Bewerbung Griechenlands durch. Zuvor waren die Kandidaturen aus Deutschland, Island, Kroatien, Mazedonien und Ungarn gescheitert.

## Qualifikation
Siehe Handball-Europameisterschaft 2010/Qualifikation
Für die Teilnahme am Turnier qualifizierten sich folgende Mannschaften:
| Land        | Qualifiziert als   | Datum der Qualifikation | Bisherige Teilnahmen an Europameisterschaften      |
| ----------- | ------------------ | ----------------------- | -------------------------------------------------- |
| Österreich  | Gastgeber          | 5. Mai 2006             | 0 (Debüt)                                          |
| Dänemark    | Europameister 2008 | 27. Januar 2008         | 7 (1994, 1996, 2000, 2002, 2004, 2006, 2008)       |
| Schweden    | Sieger Gruppe 1    | 11. Juni 2009           | 7 (1994, 1996, 1998, 2000, 2002, 2004, 2008)       |
| Polen       | Zweiter Gruppe 1   | 20. Juni 2009           | 4 (2002, 2004, 2006, 2008)                         |
| Russland    | Sieger Gruppe 2    | 18. Juni 2009           | 8 (1994, 1996, 1998, 2000, 2002, 2004, 2006, 2008) |
| Serbien     | Zweiter Gruppe 2   | 18. Juni 2009           | 5 (1996, 1998, 2002, 2004, 2006)                   |
| Island      | Sieger Gruppe 3    | 17. Juni 2009           | 5 (2000, 2002, 2004, 2006, 2008)                   |
| Norwegen    | Zweiter Gruppe 3   | 17. Juni 2009           | 3 (2000, 2006, 2008)                               |
| Kroatien    | Sieger Gruppe 4    | 17. Juni 2009           | 8 (1994, 1996, 1998, 2000, 2002, 2004, 2006, 2008) |
| Ungarn      | Zweiter Gruppe 4   | 21. Juni 2009           | 6 (1994, 1996, 1998, 2004, 2006, 2008)             |
| Deutschland | Sieger Gruppe 5    | 13. Juni 2009           | 8 (1994, 1996, 1998, 2000, 2002, 2004, 2006, 2008) |
| Slowenien   | Zweiter Gruppe 5   | 21. Juni 2009           | 7 (1994, 1996, 2000, 2002, 2004, 2006, 2008)       |
| Frankreich  | Sieger Gruppe 6    | 17. Juni 2009           | 8 (1994, 1996, 1998, 2000, 2002, 2004, 2006, 2008) |
| Tschechien  | Zweiter Gruppe 6   | 17. Juni 2009           | 5 (1996, 1998, 2002, 2004, 2008)                   |
| Spanien     | Sieger Gruppe 7    | 17. Juni 2009           | 8 (1994, 1996, 1998, 2000, 2002, 2004, 2006, 2008) |
| Ukraine     | Zweiter Gruppe 7   | 18. Juni 2009           | 4 (2000, 2002, 2004, 2006)                         |

## Gruppenauslosung
| Gruppe A Graz | Gruppe B Linz | Gruppe C Innsbruck | Gruppe D Wiener Neustadt |
| ------------- | ------------- | ------------------ | ------------------------ |
| Kroatien      | Dänemark      | Deutschland        | Frankreich               |
| Russland      | Island        | Schweden           | Spanien                  |
| Norwegen      | Österreich    | Polen              | Ungarn                   |
| Ukraine       | Serbien       | Slowenien          | Tschechien               |

Die Gruppenauslosung für das Turnier fand am 24. Juni 2009 in Wien statt. Als Gruppenköpfe waren Kroatien, Dänemark, Deutschland und Frankreich gesetzt.

## Kader der teilnehmenden Mannschaften
Für die Teilnahme an der Europameisterschaft mussten die qualifizierten Verbände bis zum 15. Dezember 2009 ihre maximal 28 Spieler benennen. Von diesen 28 Spielern mussten die nationalen Verbände spätestens einen Tag vor Turnierbeginn maximal 16 Spieler benennen. Nach der Vorrunde durften maximal zwei Spieler der 16 ausgewählten durch aus dem Kreis der 28 Benannten stammende Spieler ersetzt werden. Nach der Hauptrunde darf noch ein weiterer Spieler ersetzt werden.

### Dänemark

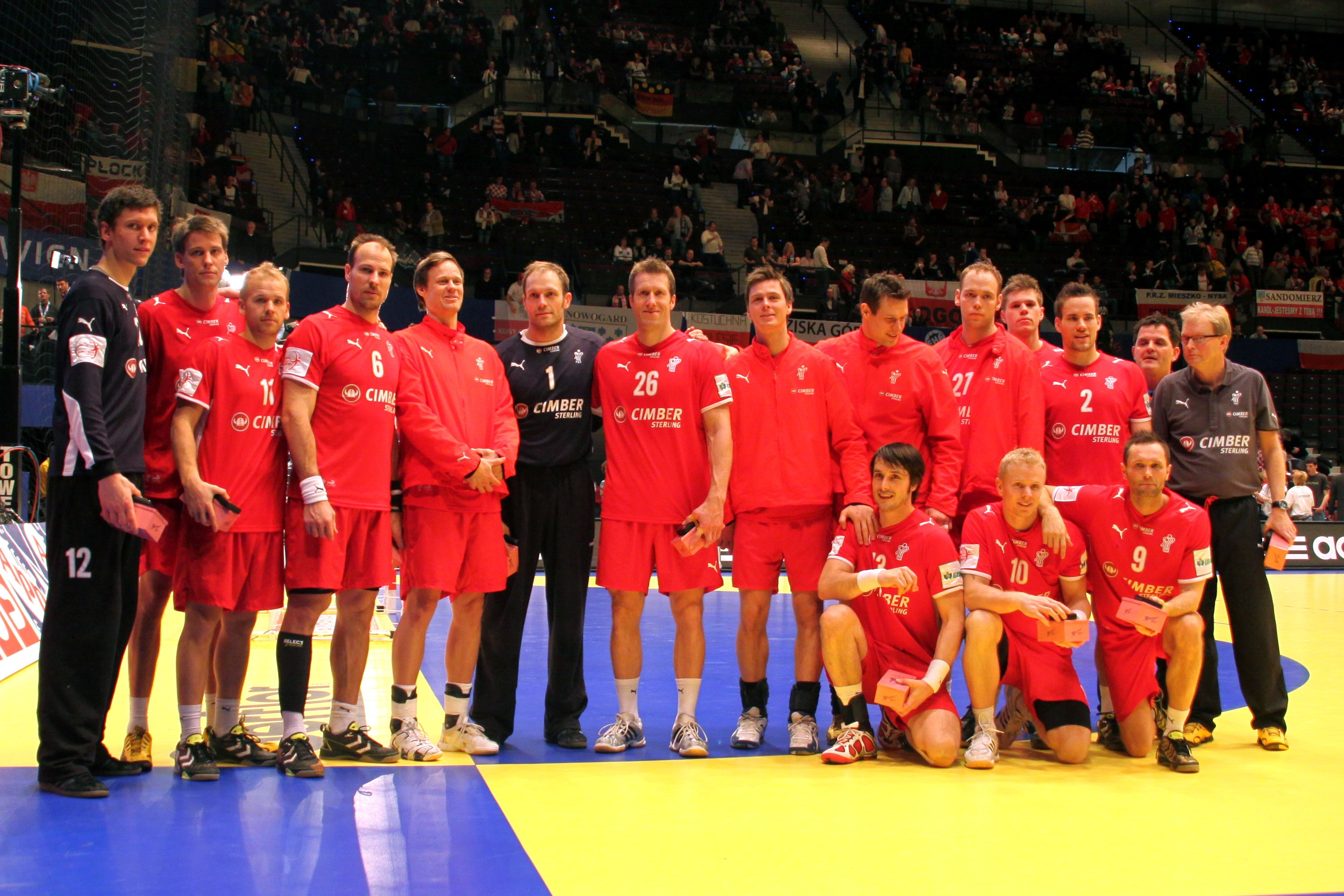
Die dänische Handballnationalmannschaft bei der EM

Teamchef Ulrik Wilbek nominierte folgenden Kader: Kasper Hvidt (FCK Håndbold), Niklas Landin Jacobsen (GOG Svendborg TGI), Thomas Mogensen (SG Flensburg-Handewitt), Torsten Laen (Füchse Berlin), Lars Jørgensen (AG Håndbold), Lars Christiansen (SG Flensburg-Handewitt), Anders Eggert Jensen (SG Flensburg-Handewitt), Bo Spellerberg (KIF Kolding), Michael V. Knudsen (SG Flensburg-Handewitt), Henrik Knudsen (KS Vive Kielce), Lasse Svan Hansen (SG Flensburg-Handewitt), Hans Lindberg (HSV Hamburg), Kasper Søndergaard Sarup (KIF Kolding), Mikkel Hansen (FC Barcelona), Kasper Nielsen (GOG Svendborg TGI), Mads Ø. Nielsen (Bjerringbro-Silkeborg); Reserve: René Toft Hansen (KIF Kolding), Nikolaj Markussen (Nordsjælland Håndbold)

### Deutschland
Der Mannschaftskader des Deutschen Handballbundes bestehend aus Bundestrainer: Heiner Brand Co-Trainer: Martin Heuberger Teamkoordinator: Tom Schneider und folgenden Spielern: Silvio Heinevetter (Füchse Berlin), Johannes Bitter (HSV Hamburg), Carsten Lichtlein (TBV Lemgo), Stefan Kneer (TV Großwallstadt), Manuel Späth (FA Göppingen), Holger Glandorf (TBV Lemgo), Michael Müller (Rhein-Neckar Löwen), Martin Strobel (TBV Lemgo), Arne Niemeyer (TuS N-Lübbecke), Sven-Sören Christophersen (HSG Wetzlar), Patrick Groetzki (Rhein-Neckar Löwen), Christian Schöne (FA Göppingen), Dragoș Oprea (FA Göppingen), Christian Sprenger (THW Kiel), Michael Kraus (TBV Lemgo), Nikolas Katsigiannis (TSV GWD Minden), Andreas Rojewski (SC Magdeburg), Lars Kaufmann (FA Göppingen), Stefan Schröder (HSV Hamburg), Matthias Flohr (HSV Hamburg), Steffen Weinhold (TV Großwallstadt), Michael Haaß (FA Göppingen), Timo Salzer (HSG Wetzlar), Torsten Jansen (HSV Hamburg), Uwe Gensheimer (Rhein-Neckar Löwen), Oliver Roggisch (Rhein-Neckar Löwen), Christoph Theuerkauf (SC Magdeburg)

### Frankreich
Teamchef Claude Onesta nominierte folgenden Kader: Jérôme Fernandez (BM Ciudad Real), Rémi Calvel (Toulouse HB), Daniel Narcisse (THW Kiel), Daouda Karaboué (Montpellier HB), Nikola Karabatić (Montpellier HB), Franck Junillon (MT Melsungen), Thierry Omeyer (THW Kiel), Didier Dinart (BM Ciudad Real), Luc Abalo (BM Ciudad Real), Cédric Sorhaindo (Toulouse HB), Michaël Guigou (Montpellier HB), Xavier Barachet (Chambéry Savoie HB), Sébastien Bosquet (Dunkerque HB), Sébastien Ostertag (Tremblay en France), Grégoire Detrez (Chambéry Savoie HB), Cyril Dumoulin (Chambéry Savoie HB), Damien Waeghe (US Créteil HB), Bertrand Gille (HSV Hamburg), Guillaume Joli (Chambéry Savoie), Audray Tuzolana (HBC Nantes), Yohann Ploquin (ST Raphael VAR HB), Bertrand Roine (Chambéry Savoie), William Accambray (Montpellier HB), Guillaume Gille (HSV Hamburg), Cédric Paty (Chambéry Savoie), Olivier Marroux (US Ivry HB), Samuel Honrubia (Montpellier HB), Igor Anic (THW Kiel)

### Island
Teamchef Guðmundur Guðmundsson nominierte folgenden Kader: Björgvin Páll Gústavsson (Kadetten Schaffhausen), Hreiðar Guðmundsson (TV Emsdetten), Vignir Svavarsson (TBV Lemgo), Logi Geirsson (TBV Lemgo), Ásgeir Örn Hallgrímsson (GOG Svendsborg TGI), Arnór Atlason (FCK Håndbold), Guðjón Valur Sigurðsson (Rhein-Neckar Löwen), Snorri Guðjónsson (Rhein-Neckar Löwen), Ólafur Stefánsson (Rhein-Neckar Löwen), Alexander Petersson (SG Flensburg-Handewitt), Sverre Andreas Jakobsson (TV Großwallstadt), Róbert Gunnarsson (VfL Gummersbach), Ingimundur Ingimundarson (GWD Minden), Sturla Ásgeirsson (HSG Düsseldorf), Þórir Ólafsson (TuS Nettelstedt-Lübbecke), Aron Pálmarsson (THW Kiel), Ólafur Guðmundsson (FH Hafnarfjörður), Rúnar Kárason (Füchse Berlin) (nachnominiert)

### Kroatien

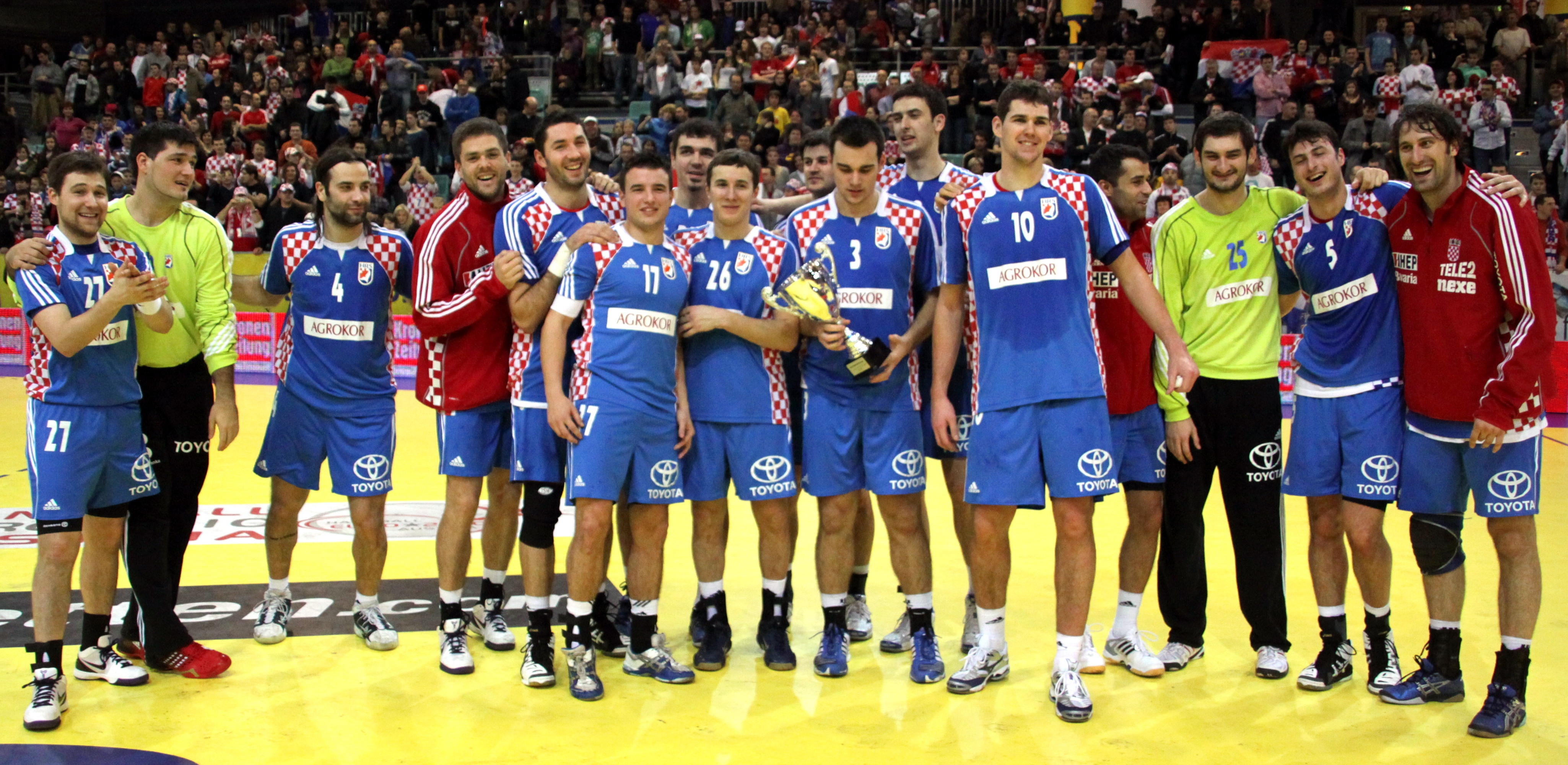
Die kroatische Handballnationalmannschaft beim Sieg im Interwetten-Cup in Wiener Neustadt am 9. Januar 2010

Teamchef Lino Červar nominierte folgenden Kader: Torhüter: Mirko Alilović (Ademar León), Goran Čarapina (RK Poreč), Marin Šego (RK Zagreb); Feldspieler: Ivano Balić (RK Zagreb), Damir Bičanić (Ademar León), Vladimir Božić (BM Ciudad Encantada), Ivan Čupić (RK Velenje), Domagoj Duvnjak (HSV Hamburg), Jakov Gojun (RK Zagreb), Nikola Kedžo (HSG Düsseldorf), Marko Kopljar (RK Zagreb), Denis Buntić (Ademar León), Antonijo Kovačević (Dubrava), Blaženko Lacković (HSV Hamburg), Marino Marić (RK Zagreb), Vedran Mataija (RK Poreč), Petar Metličić (BM Ciudad Real), Duje Miljak (TV Emsdetten), Marko Mrđenović (RK Nexe), Željko Musa (RK Trimo Trebnje), Ivan Pešić (KC Veszprém), Luka Raković (RK Bjelovar), Manuel Štrlek (RK Zagreb), Tonči Valčić (RK Zagreb), Igor Vori (HSV Hamburg), Ljubo Vukić (RK Zagreb), Drago Vuković (VfL Gummersbach), Vedran Zrnić (VfL Gummersbach).

### Norwegen
Teamchef Robert Hedin nominierte folgenden Kader: Steinar Ege (FCK Håndbold), Ole Erevik (KIF Kolding), Magnus Dahl (Fyllingen Håndball), Håvard Tvedten (Pevafersa BM Valladolid), Thomas Skoglund (GOG Svendborg TGI), Lars Erik Bjørnsen (Team Tvis Holstebro), Christian Spanne (Drammen HK), Stian Vatne (Füchse Berlin), Erlend Mamelund (FCK Håndbold), Kristian Kjelling (AaB Håndbold), Espen Lie Hansen (Drammen HK), Børge Lund (THW Kiel), Vegard Samdahl (Wisła Płock), Kjetil Strand (Füchse Berlin), Christoffer Rambo (IL Runar), Thomas Drange (FCK Håndbold), Bjarte Myrhol (Rhein-Neckar Löwen), Frank Løke (RK Zagreb), Einar Sand Koren (FCK Håndbold)

### Österreich

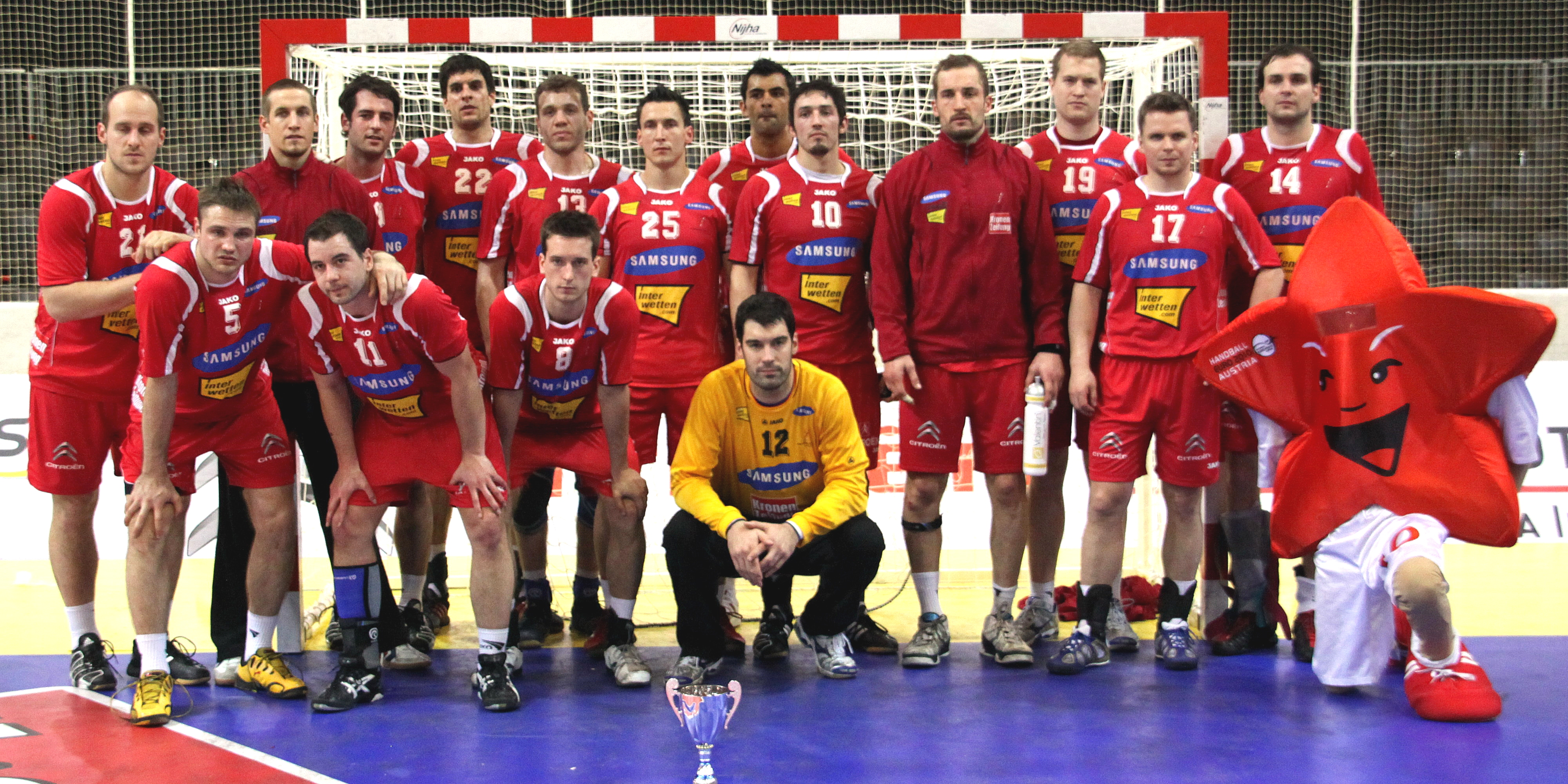
Die österreichische Handballnationalmannschaft beim Interwetten-Cup in Wiener Neustadt am 9. Januar 2010

Cheftrainer Dagur Sigurðsson nominierte folgenden Vorkader: Torhüter: Thomas Bauer (TV Korschenbroich), Wolfgang Filzwieser (UHK Krems), Nikola Marinovic (HBW Balingen/Weilstetten); Feldspieler: Martin Abadir (aon Fivers), Damir Djukic (BM Alcobendas), Patrick Fölser (HSG Düsseldorf), Bernd Friede (TSV Otmar St. Gallen), Gregor Günther (A1 Bregenz), Matthias Günther (A1 Bregenz), Mare Hojc (HBW Balingen/Weilstetten), Michael Jochum (Alpla HC Hard), Klemens Kainmüller (HIT Innsbruck), Michael Knauth (Alpla HC Hard), Markus Kolar (aon Fivers), Stefan Lehner (HC Linz AG), Lucas Mayer (A1 Bregenz), Fabian Posch (A1 Bregenz), Roland Schlinger (A1 Bregenz), Tobias Schopf (UHK Krems), Viktor Szilágyi (VfL Gummersbach), Ibish Thaqi (aon Fivers), Kristof Vizvary (UHK Krems), Mario Vizvary (SPIGO West Wien), Markus Wagesreiter (HBW Balingen/Weilstetten), Robert Weber (SC Magdeburg), Konrad Wilczynski (Füchse Berlin), Richard Wöss (TUSEM Essen), Vytautas Žiūra (Viborg HK).
Nach dem Spiel gegen Deutschland am 5. Januar 2010 in Innsbruck (29:30) wurde der Kader um acht Spieler – Damir Djukic, Gregor Günther, Klemens Kainmüller, Markus Kolar, Stefan Lehner, Tobias Schopf, Ibish Thaqi und Mario Vizvary wurden aus dem Kader entlassen – reduziert.

### Polen
Teamchef Bogdan Wenta nominierte folgenden Kader: Torhüter: Adam Malcher (MKS Zagłębie Lubin), Sławomir Szmal (Rhein–Neckar Löwen), Piotr Wyszomirski (KS Azoty Puławy); Feldspieler: Michał Adamuszek (MMTS Kwidzyn), Karol Bielecki (Rhein–Neckar Löwen), Rafał Gliński (KS Vive Targi Kielce), Piotr Grabarczyk (KS Vive Targi Kielce), Mateusz Jachlewski (KS Vive Targi Kielce), Bartłomiej Jaszka (Füchse Berlin), Mariusz Jurasik (KS Vive Targi Kielce), Bartosz Jurecki (SC Magdeburg), Michał Jurecki (TuS N-Lübbecke), Mariusz Jurkiewicz (Reyno de Navarra San Antonio), Damian Kostrzewa (AZS AWFiS Gdańsk), Kamil Krieger (KS Vive Targi Kielce), Patryk Kuchczyński (KS Vive Targi Kielce), Krzysztof Lijewski (HSV Hamburg), Marcin Lijewski (HSV Hamburg), Arkadiusz Miszka (Wisła Płock SA), Jarosław Paluch (SPR Chrobry Głogów), Paweł Piwko (KS Vive Targi Kielce), Paweł Podsiadło (KS Vive Targi Kielce), Tomasz Rosiński (KS Vive Targi Kielce), Artur Siódmiak (TuS N-Lübbecke), Tomasz Tłuczyński (TuS N-Lübbecke), Adam Twardo (Wisła Płock SA), Marcin Wichary (Wisła Płock S.A.), Daniel Żółtak (KS Vive Targi Kielce).

### Russland
Teamchef Nikolai Tschigarjow nominierte folgenden Kader: Oleg Grams (Medwedi Tschechow), Wassili Filippow (Medwedi Tschechow), Oleg Sotow (Medwedi Tschechow), Dmitri Kowaljow (Medwedi Tschechow), Jegor Jewdokimow (BM Ciudad Real), Oleg Skopinzew (Medwedi Tschechow), Alexander Tschernoiwanow (Medwedi Tschechow), Anton Mersljutin (Sarja Kaspija Astrachan), Wadim Bogdanow (Universität-Newa St. Petersburg), Alexei Rastworzew (Medwedi Tschechow), Alexei Kostygow (Universität-Newa St. Petersburg), Alexei Kamanin (Medwedi Tschechow), Samwel Aslanjan (Medwedi Tschechow), Michail Tschipurin (Medwedi Tschechow), Eduard Kokscharow (RK Celje), Timur Dibirow (Medwedi Tschechow), Sergei Predybailow (Sarja Kaspija Astrachan), Konstantin Igropulo (FC Barcelona), Andrei Starych (Medwedi Tschechow), Witali Iwanow (Medwedi Tschechow), Dmitri Jerochin (Kaustik Wolgograd), Iwan Pronin (Universität-Newa St. Petersburg), Eldar Nassyrow (Universität-Newa St. Petersburg), Alexei Kainarow (Sarja Kaspija Astrachan), Alexei Schindin (SKIF Krasnodar), Daniil Schischkarjow (Medwedi Tschechow), Alexander Kaschirin (Medwedi Tschechow), Jewgeni Pewnow (TSG Friesenheim)

### Schweden
Teamchef Staffan Olsson nominierte folgenden Kader: Mattias Andersson (TV Großwallstadt), Dan Beutler (SG Flensburg-Handewitt), Anders Persson (Bjerringbro-Silkeborg), Per Sandström (HSV Hamburg), Johan Sjöstrand (SG Flensburg-Handewitt), Jonas Källman (BM Ciudad Real), Fredrik Petersen (GOG Svendborg TGI), Rasmus Wremer (AaB Håndbold), Robert Arrhenius (BM Aragón), Olof Ask (GOG Svendborg TGI), Nicklas Grundsten (BM Granollers), Mattias Gustafsson (AaB Håndbold), Niclas Ekberg (Ystads IF), Marcus Enström (Alingsås HK), Jan Lennartsson (AaB Håndbold), Kristian Bliznac (Alingsås HK), Kim Ekdahl Du Rietz (Lugi), Tobias Karlsson (SG Flensburg-Handewitt), Fredrik Larsson (BM Aragón), Jonathan Stenbäcken (IK Sävehof), Tobias Varvne (LIF Lindesberg), Dalibor Doder (Ademar León), Patrik Fahlgren (SG Flensburg-Handewitt), Lukas Karlsson (KIF Kolding), Kim Andersson (THW Kiel), Oscar Carlén (SG Flensburg Handewitt), Johan Jakobsson (IK Sävehof), Albin Tingsvall (Hammarby IF)

### Serbien
Teamchef Sead Hasanefendić nominierte folgenden Kader: Darko Stanić (Cimos Koper), Dimitrije Pejanović (Torrevieja), Dragan Počuča (Tremblay), Ivan Nikčević (Navarra SA), Dobrivoje Marković (Cuenca 2016), Marko Ćuruvija (Metalurg), Nikola Kojić (Celje Pivovarna), Dragan Tubić (Partizan), Momir Ilić (THW Kiel), Žarko Šešum (KC Veszprém), Momir Rnić (Gorenje), Petar Đorđić (HSG Wetzlar), Mladen Bojinović (Montpellier HB), Danijel Anđelković (SC Szeged), Nenad Vučković (MT Melsungen), Uroš Mitrović (US Créteil HB), Petar Nenadić (SC Szeged), Aleksandar Stojanović (Kadetten Schaffhausen), Ivan Stanković (BM Aragon), Vukašin Rajković (FCK Håndbold), Ivan Lapcević (KC Veszprém), Ratko Nikolić (Navarra SA), Alem Toskić (Celje Pivovarna), Uroš Vilovski (KC Veszprém), Rastko Stojković (KS Vive Kielce)

### Slowenien
Teamchef Zvonimir Serdarušić nominierte folgenden Kader: Matjaž Brumen (RK Cimos Koper), Jure Dobelšek (RK Cimos Koper), Dragan Gajič (RK Zagreb), Vid Kavtičnik (Montpellier HB), Miladin Kozlina (RK Celje), Zoran Lubej (RK Zagreb), Jure Natek (RK Gorenje), Aleš Pajovič (RK Celje), Aljoša Rezar (RK Celje), Gorazd Škof (RK Zagreb), Sebastian Skube (RK Trimo Trebnje), David Špiler (RK Cimos Koper), Renato Vugrinec (RK Celje), Uroš Zorman (RK Celje), Luka Žvižej (SC Szeged), Miha Žvižej (RK Gorenje)

### Spanien
Teamchef Valero Rivera nominierte folgenden Kader: José Javier Hombrados (BM Ciudad Real), Arpad Sterbik (BM Ciudad Real), José Manuel Sierra (BM Valladolid), Jorge Martínez (BM Antequera), Cristian Ugalde (FC Barcelona), Juanín García (FC Barcelona), David Davis (BM Ciudad Real), Víctor Tomás (FC Barcelona), Albert Rocas (FC Barcelona), Roberto García Parrondo (BM Ciudad Real), David Cuartero Sanchez (BM Torrevieja), Rubén Garabaya (FC Barcelona), Julen Aguinagalde (BM Ciudad Real), Carlos Prieto (Rhein-Neckar Löwen), Rafael Baena (BM Antequera), Asier Antonio Marcos (BM Valladolid), Alberto Entrerríos (BM Ciudad Real), Raúl Entrerríos (BM Valladolid), Viran Morros (BM Ciudad Real), Mikel Aguirrezabalaga (Ademar León), Chema Rodríguez (BM Ciudad Real), Daniel Sarmiento (FC Barcelona), Joan Cañellas (BM Ciudad Real), Alvaro Ferrer (BM Granollers), Iker Romero (FC Barcelona), Cristian Malmagro (SDC San Antonio), Jorge Maqueda (BM Aragón), Eduardo Gurbindo (BM Valladolid)

### Tschechien
Teamchef Martin Lipták nominierte folgenden Kader: Martin Galia (TBV Lemgo), Petr Štochl (Füchse Berlin), Miloš Slabý (TV Neuhausen), David Juříček (Montpellier HB), Tomáš Říha (HC Zubří), Václav Vraný (HSC 2000 Coburg), Jiří Hynek (Ahlener SG), Karel Nocar (Chambery), Pavel Mičkal (HSG Nordhorn), Jan Filip (Kadetten Schaffhausen), Jan Sobol (Montpellier HB), Filip Jícha (THW Kiel), Daniel Kubeš (TBV Lemgo), Alois Mráz (HSG Wetzlar), Jan Stehlík (St. Raphael VAR HB), Tomáš Sklenák (ThSV Eisenach), Ondřej Zdráhala (Karviná), Jiří Vítek (Bergischer HC), Tomáš Mrkva (HCB Karviná), Jakub Hrstka (HC Zubří), Tomáš Číp (HC Zubří), Kamil Piskač (HC Dukla Praha), Tomáš Řezníček (Conversano), Ondřej Šulc (HCB Karviná), Jiří Motl (HC Lovosice), Jan Štochl (Bergischer HC), Martin Lehocký (Dukla Praha), Radek Horák (Dukla Praha)

### Ukraine
Teamchef Leonid Sacharow nominierte folgenden Kader: Jewhen Budko (Medwedi Tschechow), Mychajlo Krywtschykow (STR Saporischschja), Jewhen Konstantynow (STR Saporischschja), Serhij Bilyk (Aon Fivers), Oleksij Hantschew (STR Saporischschja), Witalij Nat (KS Kielce), Serhij Onufrijenko (Dinamo Minsk), Jurij Petrenko (Paris HB), Oleksandr Pedan (STR Saporischschja), Olexandr Scheweljow (HK Portowyk Juschne), Wadym Braschnyk (Budiwelnyk Browary), Artem Wyschnewskyj (Universität-Newa St. Petersburg), Olexandr Petrow (Budiwelnyk Browary), Hennadij Komok (STR Saporischschja), Wolodymyr Kyssil (STR Saporischschja), Artem Swjosdow (STR Saporischschja), Andrij Nataljuk (STR Saporischschja), Serhij Burka (STR Saporischschja), Serhij Ljubtschenko (STR Saporischschja), Wjatscheslaw Lotschman (Motor-SNTU-SAS), Serhij Schelmenko (Medwedi Tschechow), Wladyslaw Ostrouschko (STR Saporischschja), Borys Krjutschkow (HK Portowyk Juschne), Mykola Stezjura (STR Saporischschja), Jewhen Hurkowskyj (Știința Municipal Dedeman Bacău), Dmytro Doroschtschuk (HK Portowyk Juschne), Kostjantyn Kurylenko (Meschkow Brest)

### Ungarn

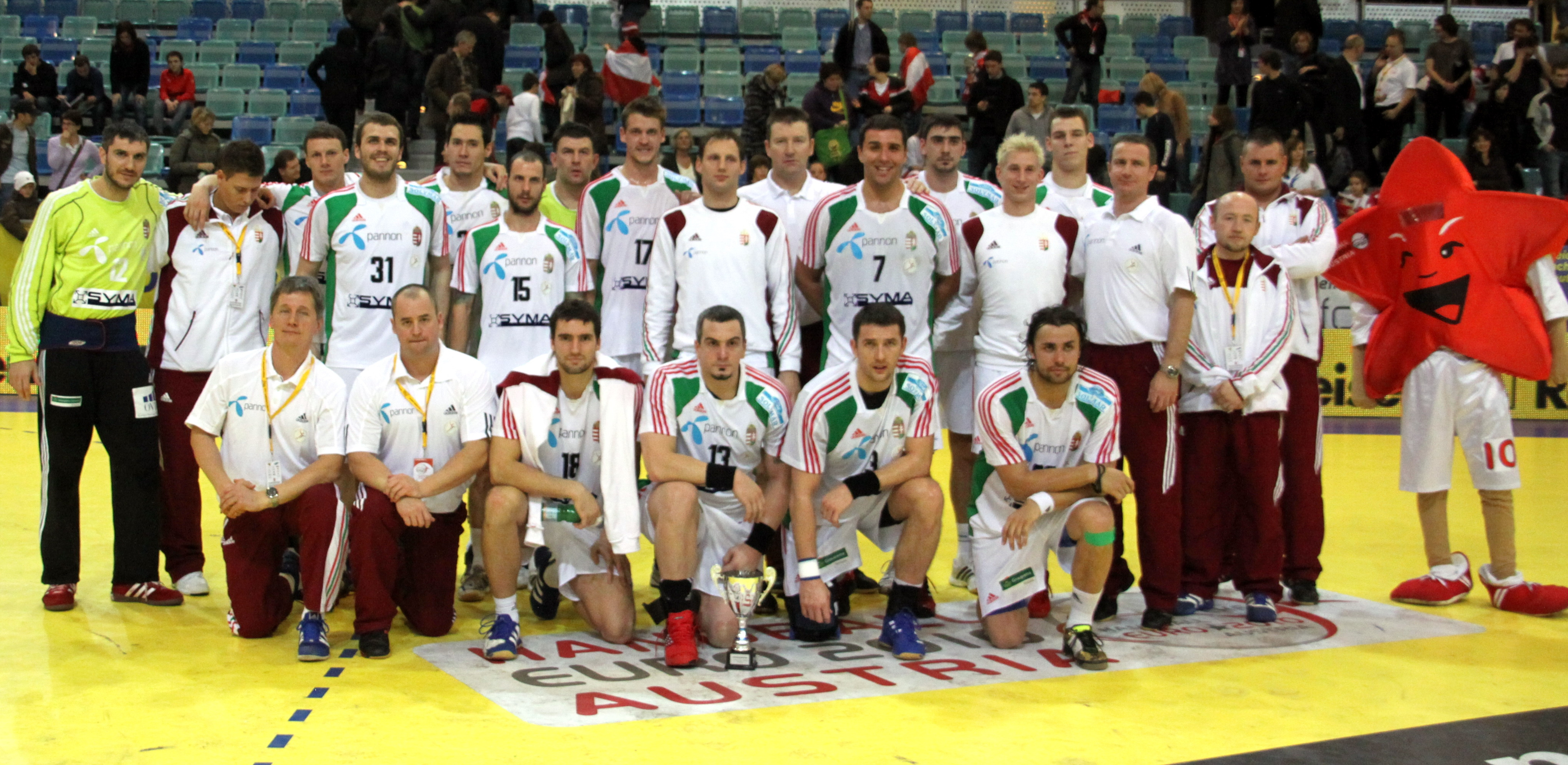
Die ungarische Handballnationalmannschaft beim Interwetten-Cup in Wiener Neustadt am 9. Januar 2010

Teamchef István Csoknyai nominierte folgenden Kader: Torhüter: Nándor Fazekas (MKB Veszprém KC) Roland Mikler (Dunaferr SE), Nenad Puljezević (TSV Hannover-Burgdorf); Feldspieler: György Bakos (Pler KC), Gábor Császár (Chambery Savoie HB), Zsolt Balogh (Pler KC), Nikola Eklemović (MKB Veszprém KC), Gyula Gál (Tatabánya Carbonex), Gábor Grebenár (CCD Balonmano Aragon), Péter Gulyás (MKB Veszprém KC), Máté Halász (Tatabánya Carbonex), Gergely Harsányi (FTC Cityline), Gábor Herbert (SC Szeged), Ferenc Ilyés (TBV Lemgo), Gergő Iváncsik (MKB Veszprém KC), Tamás Iváncsik (MKB Veszprém KC), Dávid Katzirz (SC Szeged), Milorad Krivokapić (SC Szeged), Máté Lékai (Pler KC), Balázs Laluska (RR Cimos Koper), Szilveszter Liszkai (SC Szeged), Kornél Nagy (Dunaferr SC), Barna Putics (GWD Minden), István Rédei (JD Arrate), Timuzsin Schuch (HCM Constanta), Gábor Szalafai (Dunaferr SE), Szabolcs Törő (JD Arrate), Szabolcs Zubai (SC Szeged).

## Austragungsorte
Als Schauplätze der Veranstaltung sind folgende Hallen vorgesehen:
- Stadthalle in Graz (Kapazität bei der EM: 4.996 Zuschauer)
- Olympiahalle in Innsbruck (Kapazität bei der EM: 8.200 Zuschauer)
- TipsArena in Linz (Kapazität bei der EM: 6.000 Zuschauer)
- Stadthalle in Wien (Kapazität bei der EM: 11.000 Zuschauer)
- Arena Nova in Wiener Neustadt (Kapazität bei der EM: 3.808 Zuschauer)

## Schiedsrichter
Von der EHF wurden für die Europameisterschaft zwölf Schiedsrichterpaare nominiert. Diese kamen wie folgt zum Einsatz:
| Land         | Bild                                                                             | Name                   | Geburts- datum | Einsätze                                  | Einsätze                      | Einsätze   | Einsätze             |
| Land         | Bild                                                                             | Name                   | Geburts- datum | Vorrunde                                  | Hauptrunde                    | Halbfinale | Finalspiele          |
| ------------ | -------------------------------------------------------------------------------- | ---------------------- | -------------- | ----------------------------------------- | ----------------------------- | ---------- | -------------------- |
| Land         | Bild                                                                             | Name                   | Geburts- datum | Gruppe / Spiel                            | Gruppe / Spiel                | Halbfinale | Finalspiele          |
| Dänemark     |                                                                                  | Per Olesen             | 21.07.1968     | C / GER – POL D / HUN – CZE               | II / POL – ESP II / SLO – FRA | ISL – FRA  | —                    |
| Dänemark     | Lars Ejby Pedersen                                                               | 03.06.1965             |                | C / GER – POL D / HUN – CZE               | II / POL – ESP II / SLO – FRA | ISL – FRA  | —                    |
| Deutschland  |                                                                                  | Bernd Methe            | 01.06.1964     | B / ISL – SRB A / CRO – RUS               | I / NOR – DEN I / RUS – AUT   | —          | Finale CRO – FRA     |
| Deutschland  | Reiner Methe                                                                     | 01.06.1964             |                | B / ISL – SRB A / CRO – RUS               | I / NOR – DEN I / RUS – AUT   | —          | Finale CRO – FRA     |
| Frankreich   |                                                                                  | Nordine Lazaar         | 19.09.1976     | B / DEN – AUT A / NOR – RUS               | I / NOR – AUT I / RUS – ISL   | —          | um Platz 3 POL – ISL |
| Frankreich   | Laurent Reveret                                                                  | 25.06.1976             |                | B / DEN – AUT A / NOR – RUS               | I / NOR – AUT I / RUS – ISL   | —          | um Platz 3 POL – ISL |
| Norwegen     |                                                                                  | Kenneth Abrahamsen     | 02.05.1963     | D / CZE – FRA C / POL – SLO               | II / POL – CZE II / GER – CZE | CRO – POL  | —                    |
| Norwegen     | Arne M. Kristiansen                                                              | 25.10.1962             |                | D / CZE – FRA C / POL – SLO               | II / POL – CZE II / GER – CZE | CRO – POL  | —                    |
| Österreich   |                                                                                  | Gerhard Reisinger      | 13.07.1960     | C / SWE – SLO D / HUN – ESP               | II / SLO – CZE                | —          | um Platz 5 DEN – ESP |
| Österreich   | Christian Kaschütz                                                               | 06.11.1964             |                | C / SWE – SLO D / HUN – ESP               | II / SLO – CZE                | —          | um Platz 5 DEN – ESP |
| Portugal     |                                                                                  | Ivan Caçador           | 27.07.1981     | A / RUS – UKR A / NOR – UKR               | —                             | —          | —                    |
| Portugal     | Eurico Nicolau                                                                   | 23.10.1981             |                | A / RUS – UKR A / NOR – UKR               | —                             | —          | —                    |
| Rumänien     |                                                                                  | Sorin-Laurenţiu Dinu   | 21.12.1967     | D / ESP – CZE B / AUT – ISL               | II / GER – FRA II / SLO – ESP | —          | —                    |
| Rumänien     | Constantin Din                                                                   | 29.11.1968             |                | D / ESP – CZE B / AUT – ISL               | II / GER – FRA II / SLO – ESP | —          | —                    |
| Schweden     |                                                                                  | Rickard Canbro         | 27.01.1978     | A / UKR – CRO B / DEN – ISL               | I / CRO – AUT                 | —          | —                    |
| Schweden     | Mikael Claesson                                                                  | 18.09.1974             |                | A / UKR – CRO B / DEN – ISL               | I / CRO – AUT                 | —          | —                    |
| Serbien      |                                                                                  | Nenad Nikolić          | 10.08.1976     | D / FRA – HUN C / POL – SWE C / GER – SWE | II / GER – ESP II / POL – FRA | —          | —                    |
| Serbien      | Dušan Stojković                                                                  | 16.03.1979             |                | D / FRA – HUN C / POL – SWE C / GER – SWE | II / GER – ESP II / POL – FRA | —          | —                    |
| Spanien      |                                                                                  | Gregorio Muro San José | 12.11.1968     | A / CRO – NOR B / AUT – SRB               | I / RUS – DEN I / NOR – ISL   | —          | —                    |
| Spanien      | Alfonzo Rodríguez Murcia                                                         | 28.07.1967             |                | A / CRO – NOR B / AUT – SRB               | I / RUS – DEN I / NOR – ISL   | —          | —                    |
| Tschechien   |                                                                                  | Václav Horáček         | 30.01.1978     | B / SRB – DEN                             | I / CRO – ISL I / CRO – DEN   | —          | —                    |
| Tschechien   | Jiří Novotný                                                                     | 25.09.1979             |                | B / SRB – DEN                             | I / CRO – ISL I / CRO – DEN   | —          | —                    |
| Weißrussland |                                                                                  | Andrej Husko           | 27.11.1979     | C / SLO – GER D / FRA – ESP               | —                             | —          | —                    |
| Weißrussland | Sjarhej Repkin                                                                   | 15.01.1979             |                | C / SLO – GER D / FRA – ESP               | —                             | —          | —                    |
|              | Anmerkung: der erstgenannte Schiedsrichter steht links, der zweitgenannte rechts |                        |                |                                           |                               |            |                      |

## Vorrunde
In der Vorrunde spielte jede Mannschaft einer Gruppe einmal gegen jedes andere Team in der gleichen Gruppe. Die jeweils besten drei Mannschaften jeder Gruppe qualifizierten sich für die Hauptrunde, die Gruppenvierten schieden aus dem Turnier aus.

### Gruppe A
Die Spiele der Gruppe A wurden in Graz ausgetragen. Die drei Gruppenbesten (Kroatien, Norwegen und Russland) sind für die Hauptrundengruppe I qualifiziert. Der Letztplatzierte (Ukraine) schied aus.
| Pl. | Team     | Sp. | S | U | N | Tore  | Diff. | Pkt. | Anmerkung                       |
| --- | -------- | --- | - | - | - | ----- | ----- | ---- | ------------------------------- |
| 1.  | Kroatien | 3   | 3 | 0 | 0 | 83:76 | +07   | 6    | für die Hauptrunde qualifiziert |
| 2.  | Norwegen | 3   | 2 | 0 | 1 | 82:78 | +04   | 4    | für die Hauptrunde qualifiziert |
| 3.  | Russland | 3   | 1 | 0 | 2 | 89:91 | −02   | 2    | für die Hauptrunde qualifiziert |
| 4.  | Ukraine  | 3   | 0 | 0 | 3 | 87:96 | −09   | 0    | ausgeschieden                   |

### Gruppe B
Die Spiele der Gruppe B wurden in Linz ausgetragen. Die drei Gruppenbesten (Island, Dänemark und Österreich) sind für die Hauptrundengruppe I qualifiziert; der Letztplatzierte (Serbien) schied aus.
| Pl. | Team       | Sp. | S | U | N | Tore    | Diff. | Pkt. | Anmerkung                       |
| --- | ---------- | --- | - | - | - | ------- | ----- | ---- | ------------------------------- |
| 1.  | Island     | 3   | 1 | 2 | 0 | 093:088 | +05   | 4    | für die Hauptrunde qualifiziert |
| 2.  | Dänemark   | 3   | 2 | 0 | 1 | 083:079 | +04   | 4    | für die Hauptrunde qualifiziert |
| 3.  | Österreich | 3   | 1 | 1 | 1 | 103:101 | +02   | 3    | für die Hauptrunde qualifiziert |
| 4.  | Serbien    | 3   | 0 | 1 | 2 | 083:094 | −11   | 1    | ausgeschieden                   |

### Gruppe C
Die Spiele der Gruppe C wurden in Innsbruck ausgetragen. Die drei Gruppenbesten (Polen, Slowenien und Deutschland) qualifizierten sich für die Hauptrundengruppe II. Der Letztplatzierte (Schweden) schied aus.
| Pl. | Team        | Sp. | S | U | N | Tore  | Diff. | Pkt. | Anmerkung                       |
| --- | ----------- | --- | - | - | - | ----- | ----- | ---- | ------------------------------- |
| 1.  | Polen       | 3   | 2 | 1 | 0 | 84:79 | +05   | 5    | für die Hauptrunde qualifiziert |
| 2.  | Slowenien   | 3   | 1 | 2 | 0 | 91:89 | +02   | 4    | für die Hauptrunde qualifiziert |
| 3.  | Deutschland | 3   | 1 | 1 | 1 | 89:90 | −01   | 3    | für die Hauptrunde qualifiziert |
| 4.  | Schweden    | 3   | 0 | 0 | 3 | 78:84 | −06   | 0    | ausgeschieden                   |

### Gruppe D
Die Spiele der Gruppe D wurden in Wiener Neustadt ausgetragen. Die drei Gruppenbesten (Spanien, Frankreich und Tschechien) qualifizierten sich für die Hauptrundengruppe II; Ungarn schied als letztplatzierte Mannschaft aus.
| Pl. | Team       | Sp. | S | U | N | Tore  | Diff. | Pkt. | Anmerkung                       |
| --- | ---------- | --- | - | - | - | ----- | ----- | ---- | ------------------------------- |
| 1.  | Spanien    | 3   | 2 | 1 | 0 | 95:74 | +21   | 5    | für die Hauptrunde qualifiziert |
| 2.  | Frankreich | 3   | 1 | 2 | 0 | 74:73 | +01   | 4    | für die Hauptrunde qualifiziert |
| 3.  | Tschechien | 3   | 1 | 0 | 2 | 78:84 | −6    | 2    | für die Hauptrunde qualifiziert |
| 4.  | Ungarn     | 3   | 0 | 1 | 2 | 80:96 | −16   | 1    | ausgeschieden                   |

### Bilder aus der Vorrunde

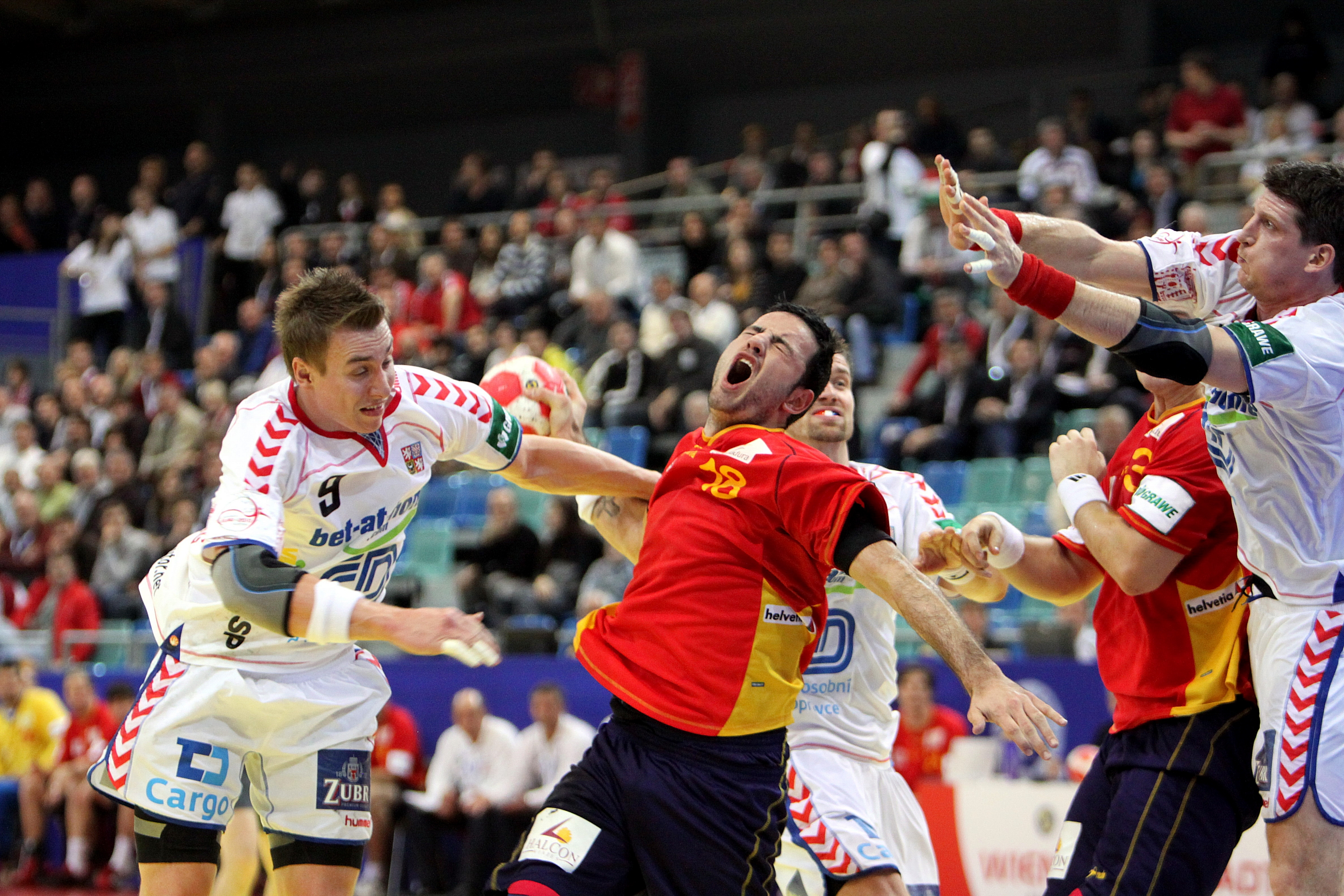
ESP – CZE: Spaniens Topscorer Iker Romero (rotes Trikot) wird von Filip Jícha (links) unsanft gestoppt
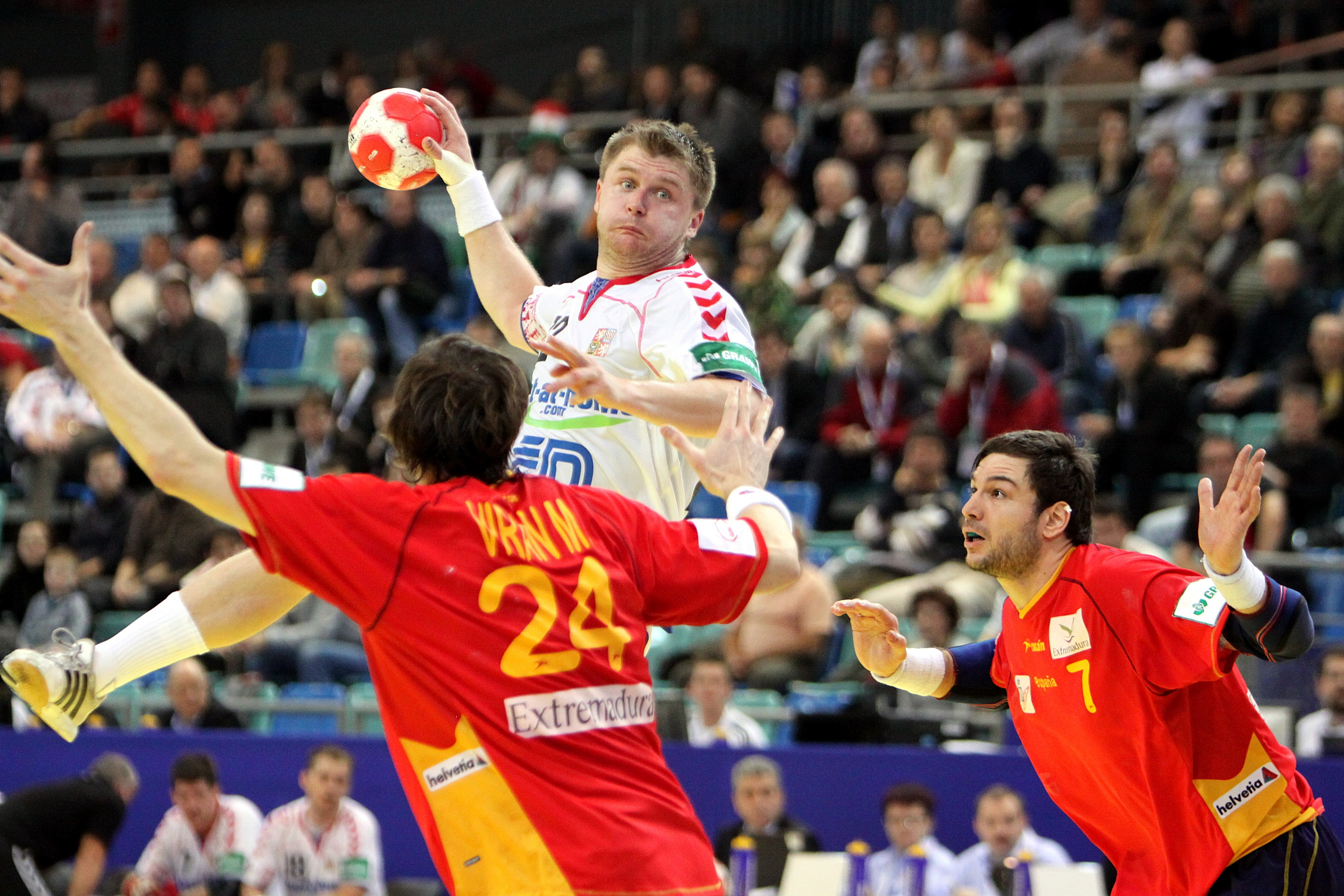
ESP – CZE: Tomáš Sklenák (in weiß) setzt sich gegen Mikel Aguirrezabalaga (links) und Carlos Prieto durch
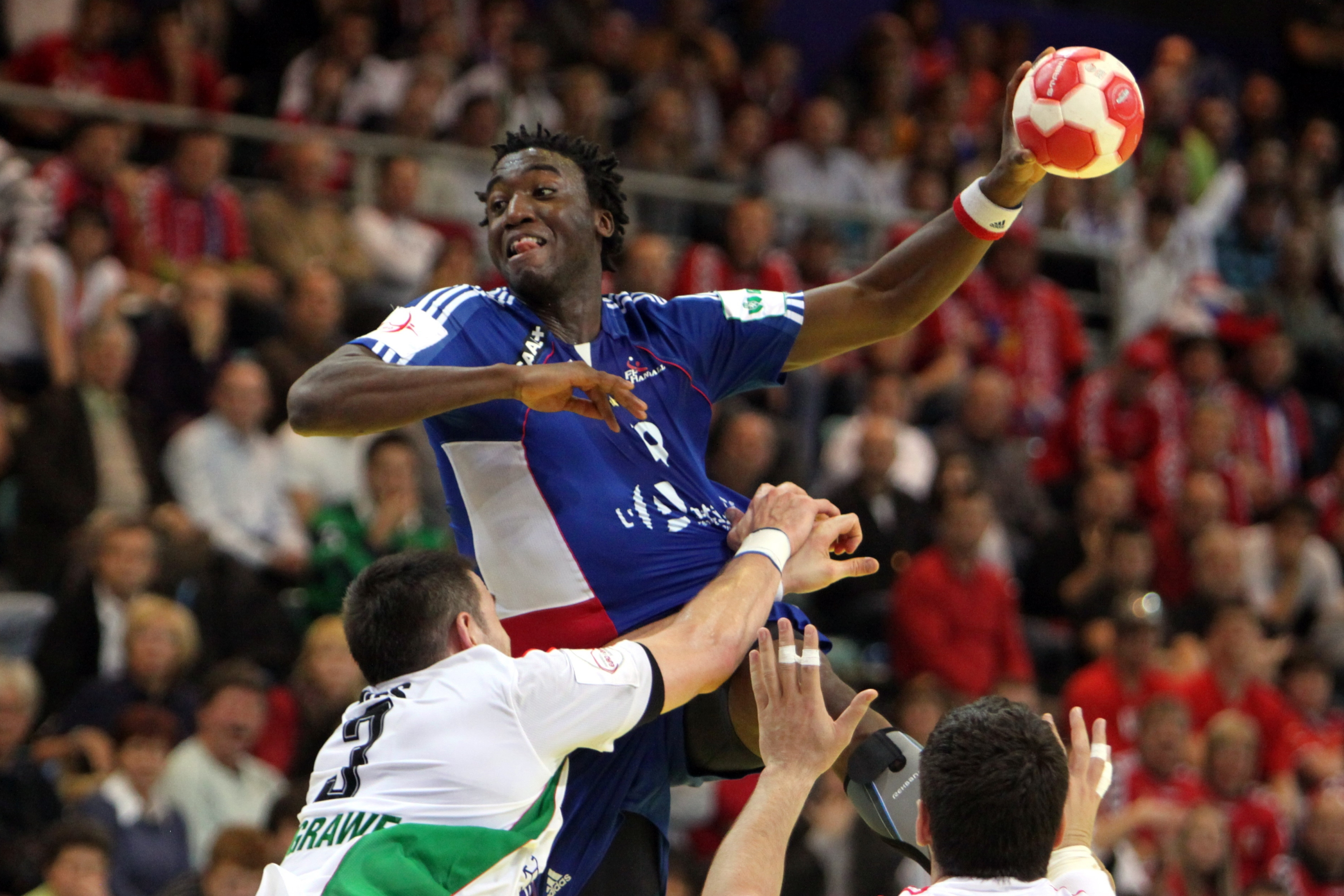
FRA – HUN: Luc Abalo (blaues Trikot) setzt sich mit einem Sprungwurf erfolgreich gegen Ferenc Ilyés durch
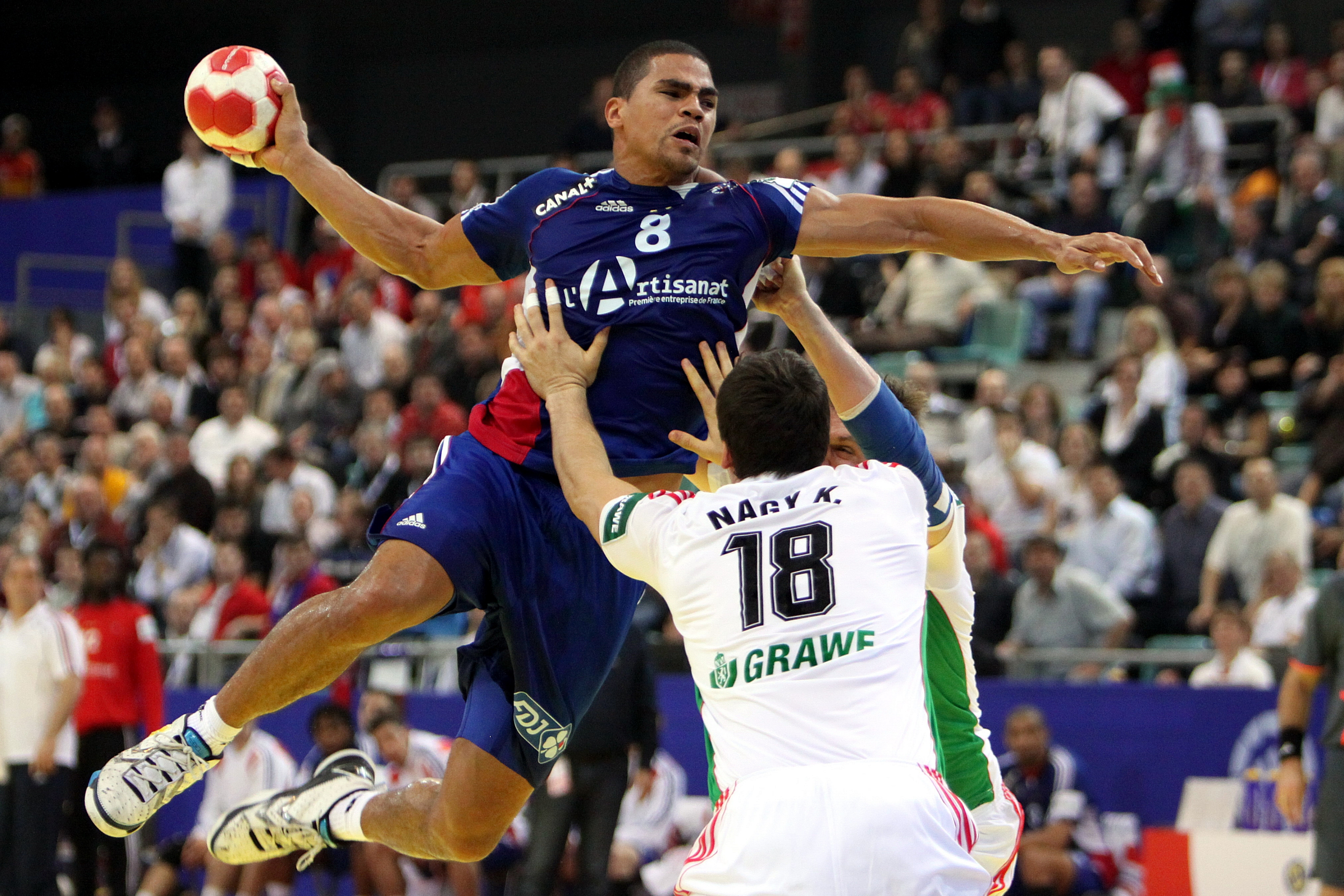
FRA – HUN: Daniel Narcisse kann von Kornél Nagy und Balázs Laluska (dahinter) nicht gestoppt werden
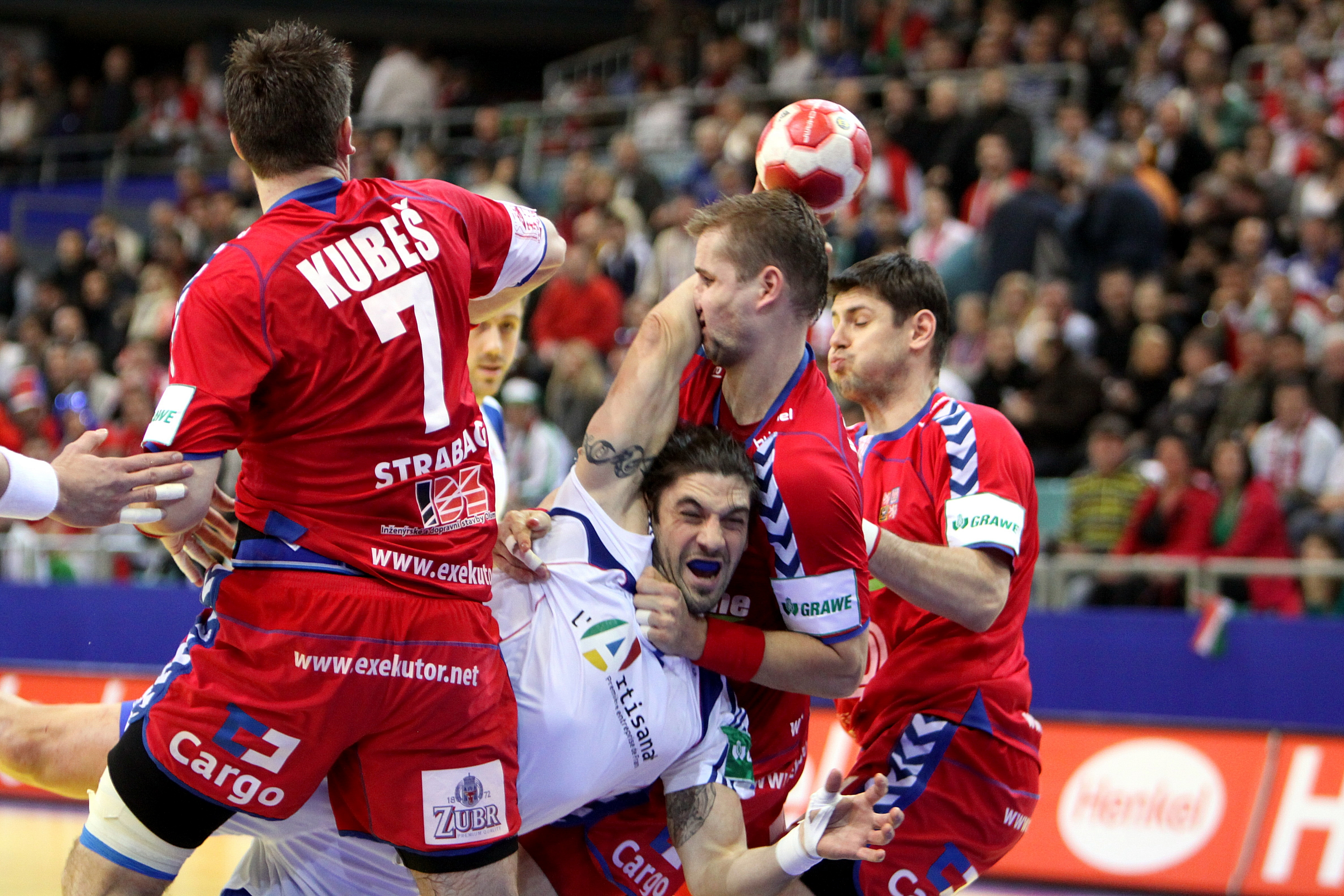
CZE – FRA: Bertrand Gille wird von gleich drei Tschechen erfolgreich am Torwurf gehindert
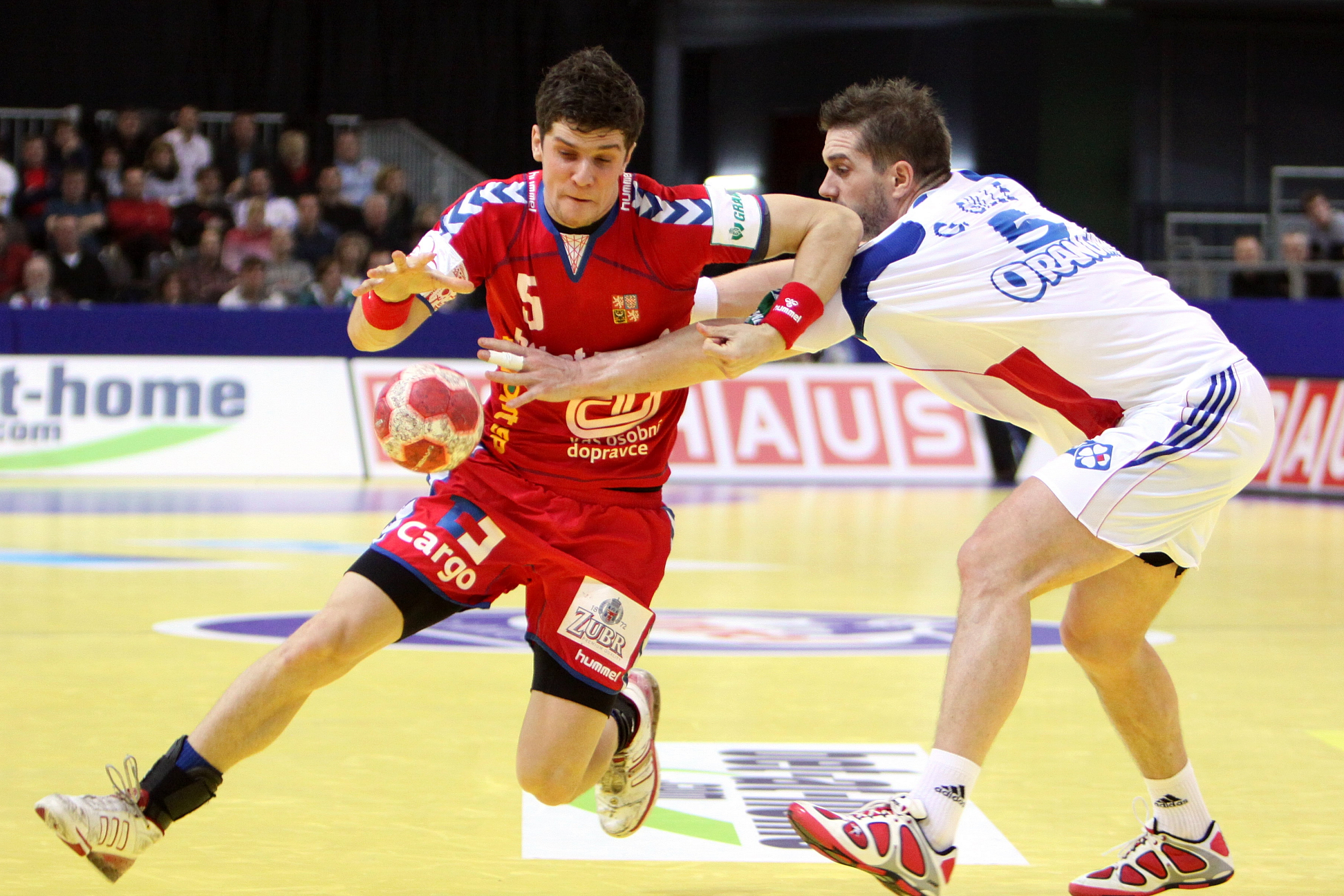
CZE – FRA: Ondrej Zdrahala setzt sich gegen Guillaume Gille durch
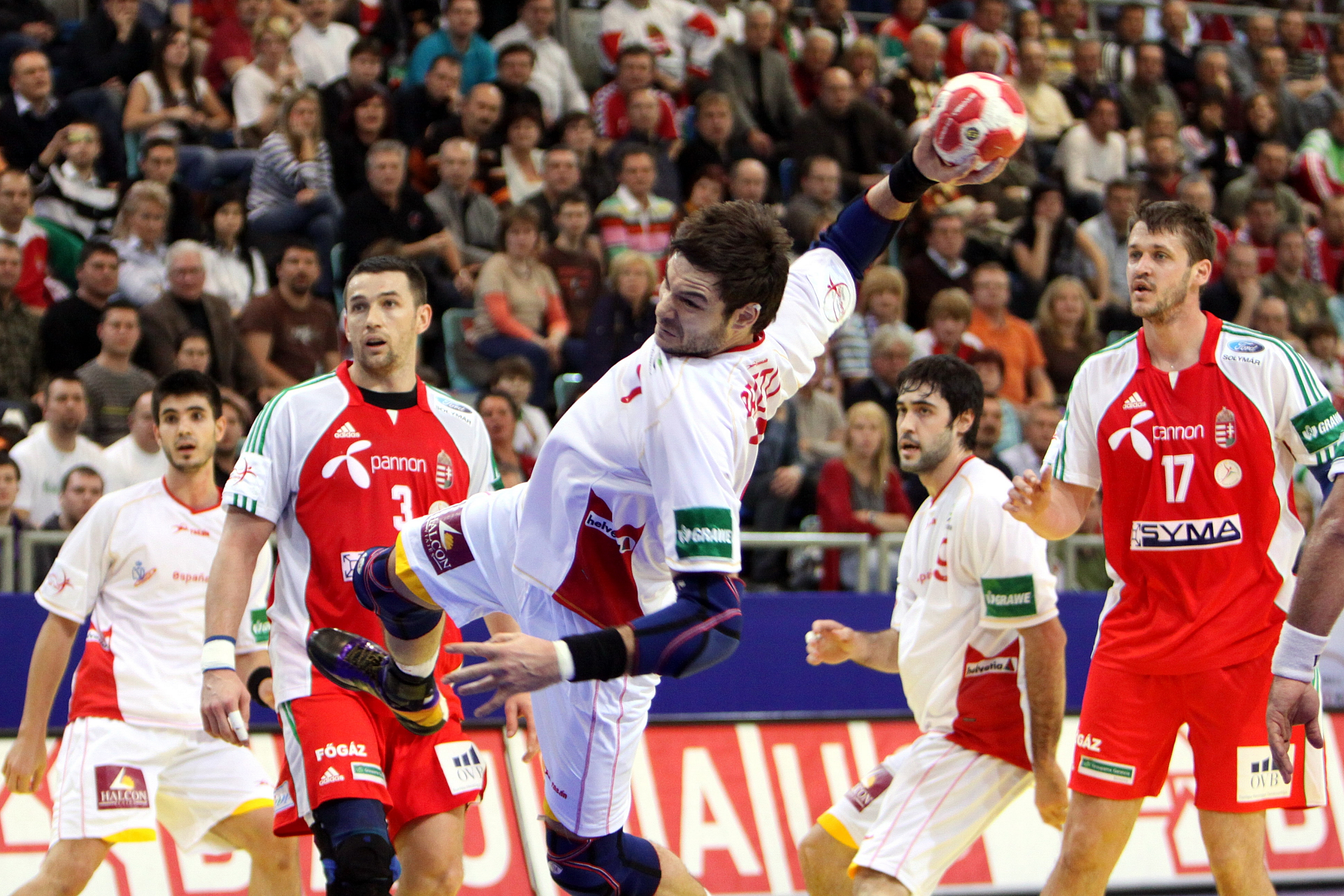
HUN – ESP: Carlos Prieto im Flug, Ferenc Ilyés (3) und Balázs Laluska kommen zu spät
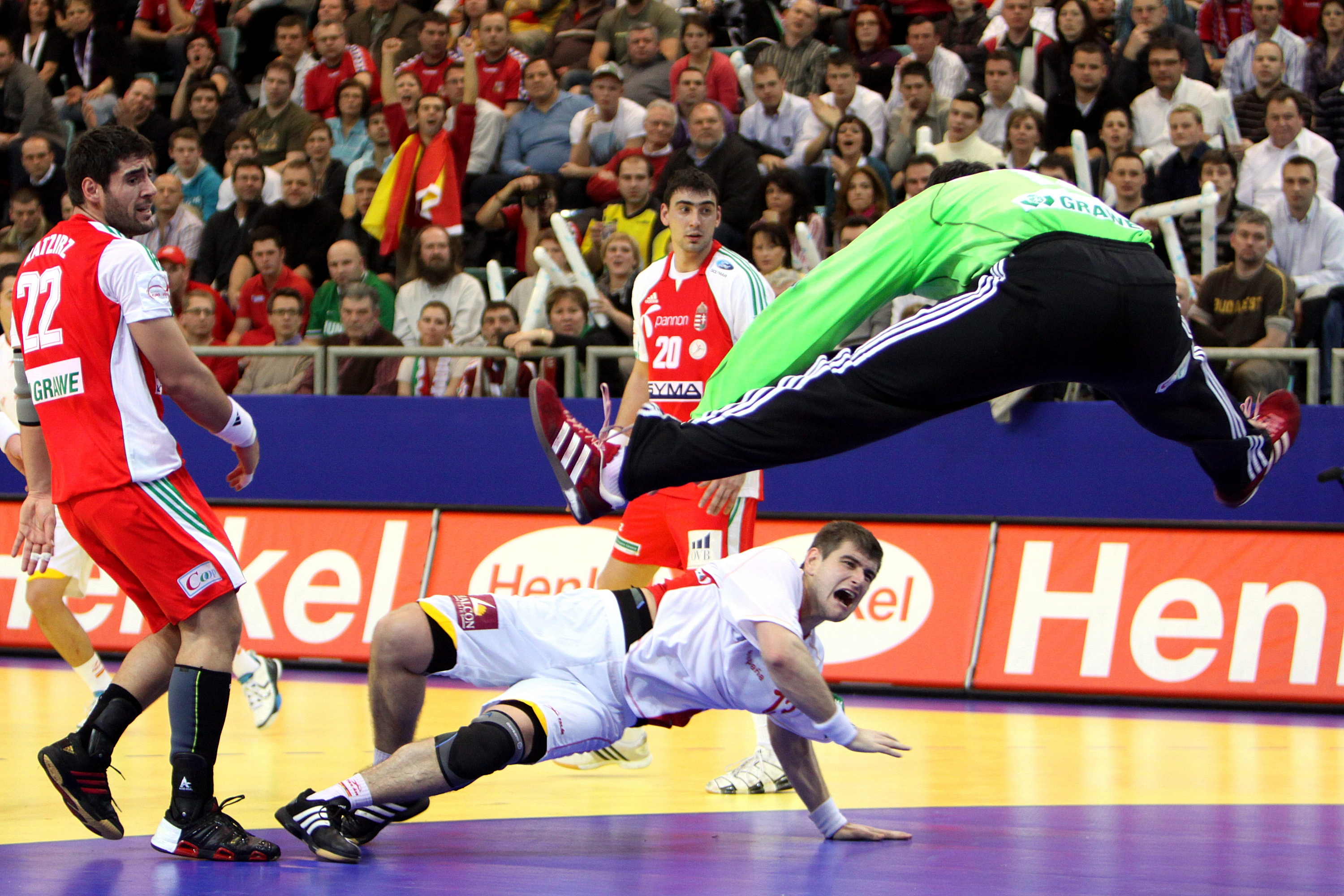
HUN – ESP: Julen Aguinagalde taucht unter Torhüter Nándor Fazekas durch, Dávid Katzirz (22) und Péter Gulyás als Beobachter
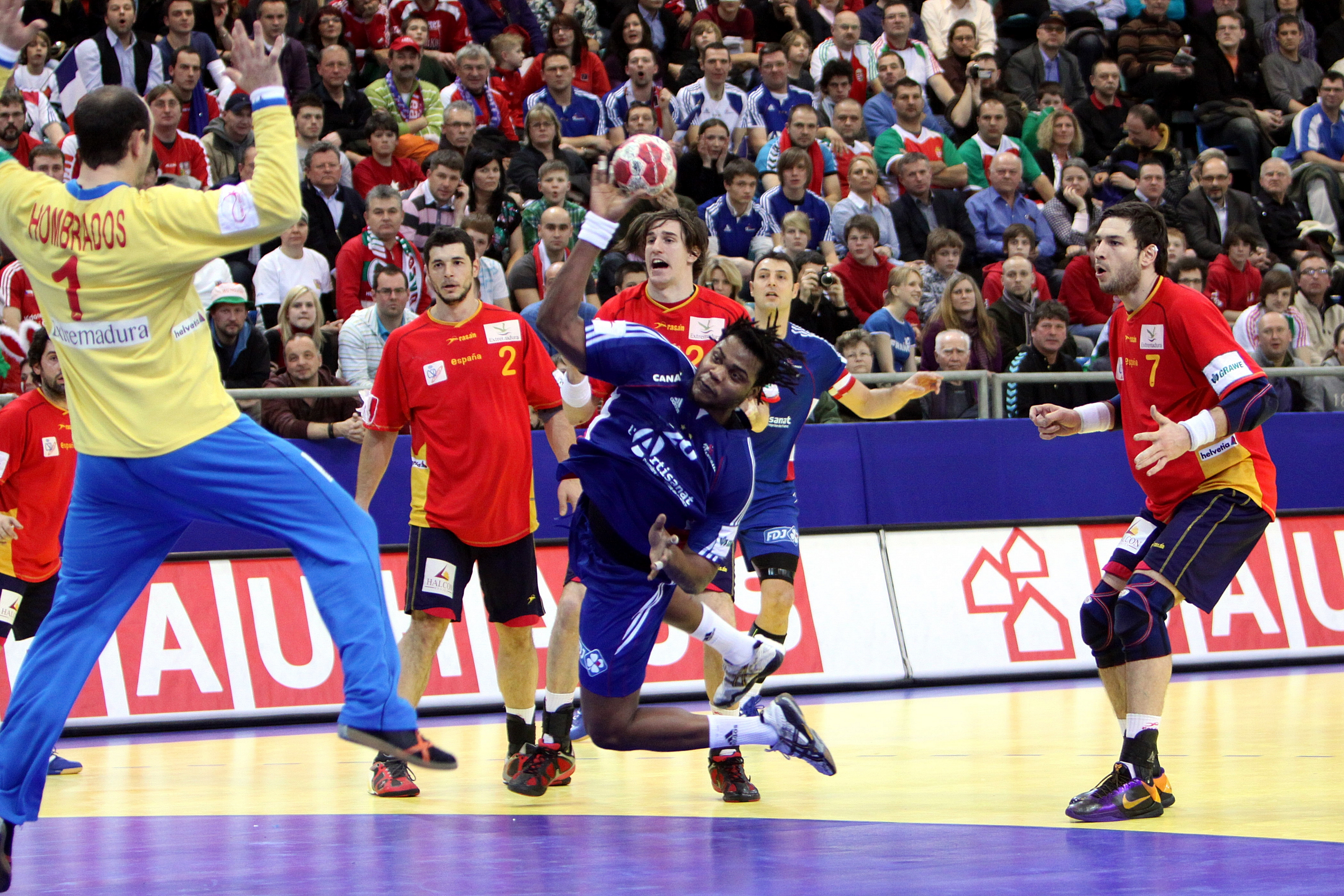
FRA – ESP: Cédric Sorhaindo bezwingt Torhüter José Javier Hombrados, Entrerríos (2), Morros (24) und Prieto (7) als „Zuschauer“
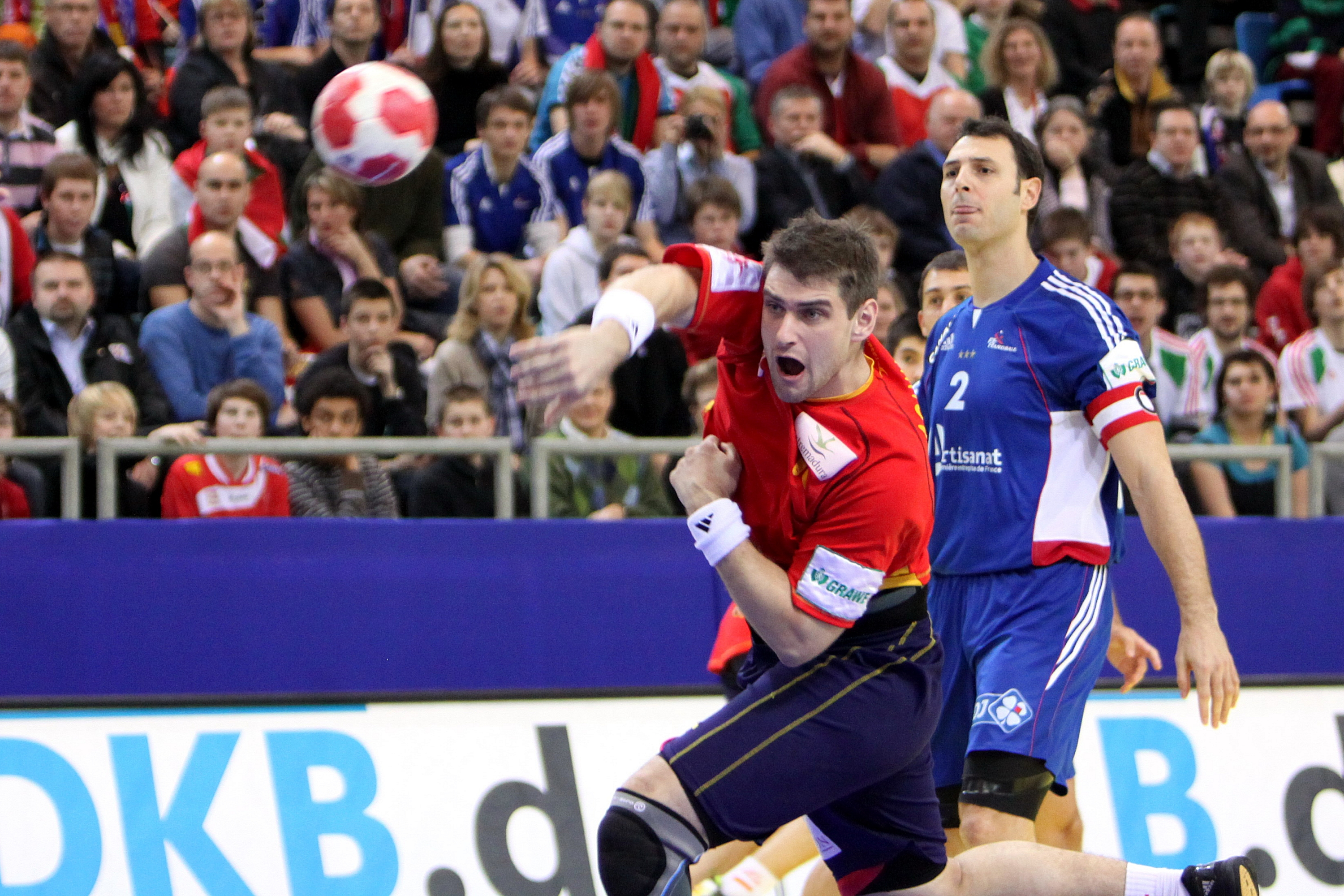
FRA – ESP: Julen Aguinagalde trifft, Kapitän Jérôme Fernandez kommt zu spät
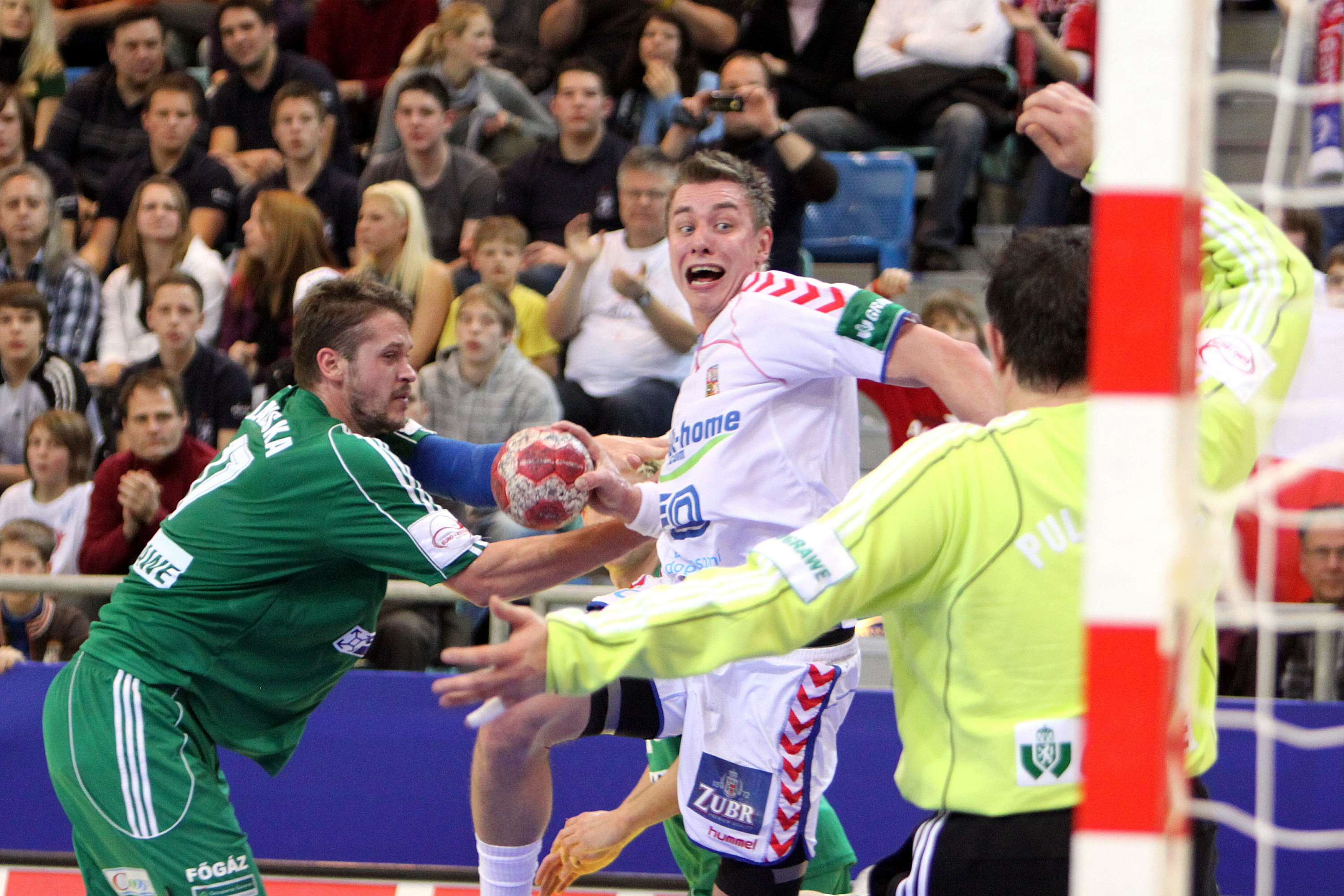
HUN – CZE: Filip Jícha bei einem seiner 14 Treffer gegen Ungarn, Balázs Laluska kommt zu spät und Torhüter Nenad Puljezević ist chancenlos
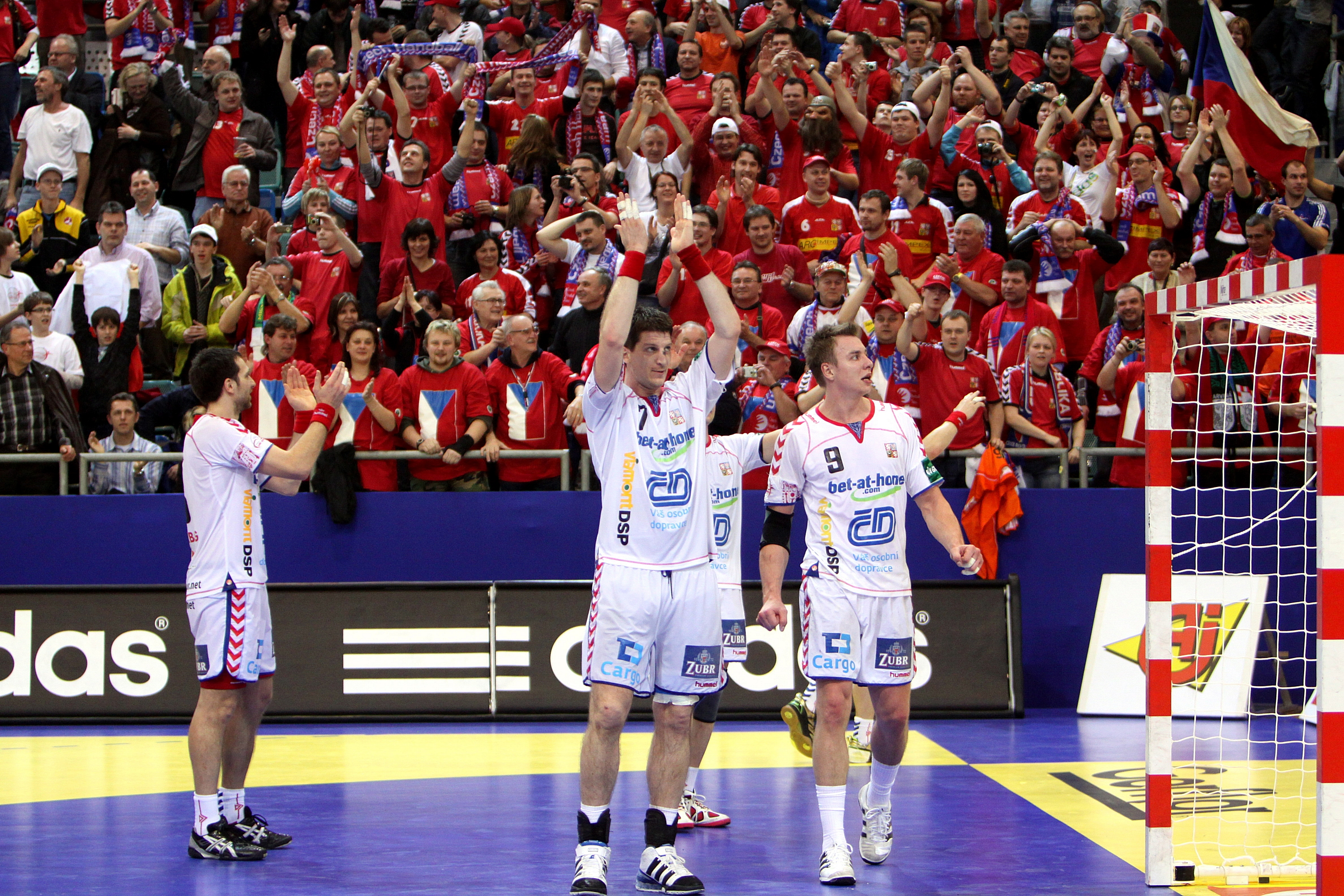
HUN – CZE: Die Tschechische Nationalmannschaft darf sich nach der EM 2004 wieder über den Einzug in die Hauptrunde freuen

## Hauptrunde
In der Hauptrunde spielten die drei besten Mannschaften der Vorrundengruppen A und B in der Gruppe I und die drei besten Mannschaften der Gruppen C und D in der Gruppe II, wobei jede Mannschaft gegen die drei Teams der anderen Vorrundengruppe spielte. Die Ergebnisse gegen die beiden Mannschaften aus der eigenen Vorrundengruppe wurden in die Hauptrunde mitgenommen. Die beiden besten Mannschaften jeder Hauptrundengruppe stiegen in das Halbfinale auf, die beiden Gruppendritten qualifizierten sich für das Spiel um Platz fünf.

### Gruppe I
Alle Spiele der Gruppe I wurden vom 25. bis 28. Januar 2010 in Wien ausgetragen.
| Pl. | Team       | Sp. | S | U | N | Tore    | Diff. | Pkt. | Anmerkung                             |
| --- | ---------- | --- | - | - | - | ------- | ----- | ---- | ------------------------------------- |
| 1.  | Kroatien   | 5   | 4 | 1 | 0 | 134:123 | +11   | 9    | für das Halbfinale qualifiziert       |
| 2.  | Island     | 5   | 3 | 2 | 0 | 163:149 | +14   | 8    | für das Halbfinale qualifiziert       |
| 3.  | Dänemark   | 5   | 3 | 0 | 2 | 136:134 | +02   | 6    | für das Spiel um Platz 5 qualifiziert |
| 4.  | Norwegen   | 5   | 2 | 0 | 3 | 138:135 | +03   | 4    | ausgeschieden                         |
| 5.  | Österreich | 5   | 1 | 1 | 3 | 147:156 | −09   | 3    | ausgeschieden                         |
| 6.  | Russland   | 5   | 0 | 0 | 5 | 140:161 | −21   | 0    | ausgeschieden                         |

### Gruppe II
Alle Spiele der Gruppe II wurden vom 24. bis 28. Januar 2010 in Innsbruck ausgetragen.
| Pl. | Team        | Sp. | S | U | N | Tore    | Diff. | Pkt. | Anmerkung                             |
| --- | ----------- | --- | - | - | - | ------- | ----- | ---- | ------------------------------------- |
| 1. | Frankreich  | 5   | 4 | 1 | 0 | 135:118 | +17   | 9    | für das Halbfinale qualifiziert       |
| 2. | Polen 1)    | 5   | 3 | 1 | 1 | 148:144 | +04   | 7    | für das Halbfinale qualifiziert       |
| 3. | Spanien 1)  | 5   | 3 | 1 | 1 | 152:133 | +19   | 7    | für das Spiel um Platz 5 qualifiziert |
| 4. | Tschechien  | 5   | 1 | 1 | 3 | 142:154 | −12   | 3    | ausgeschieden                         |
| 5. | Deutschland | 5   | 0 | 2 | 3 | 127:136 | −09   | 2    | ausgeschieden                         |
| 6. | Slowenien   | 5   | 0 | 2 | 3 | 159:178 | −19   | 2    | ausgeschieden                         |
| 1) Bei Punktgleichheit entschied der direkte Vergleich über die Platzierung. Auf Grund dieser Regel erreichte Polen das Halbfinale. |             |     |   |   |   |         |       |      |                                       |

Am 24. Januar 2010 wurde bei allen Spielen eine Schweigeminute zum Gedenken an den am 23. Januar 2010 verstorbenen deutschen Nationalspieler Oleg Velyky eingelegt.

### Bilder aus der Hauptrunde

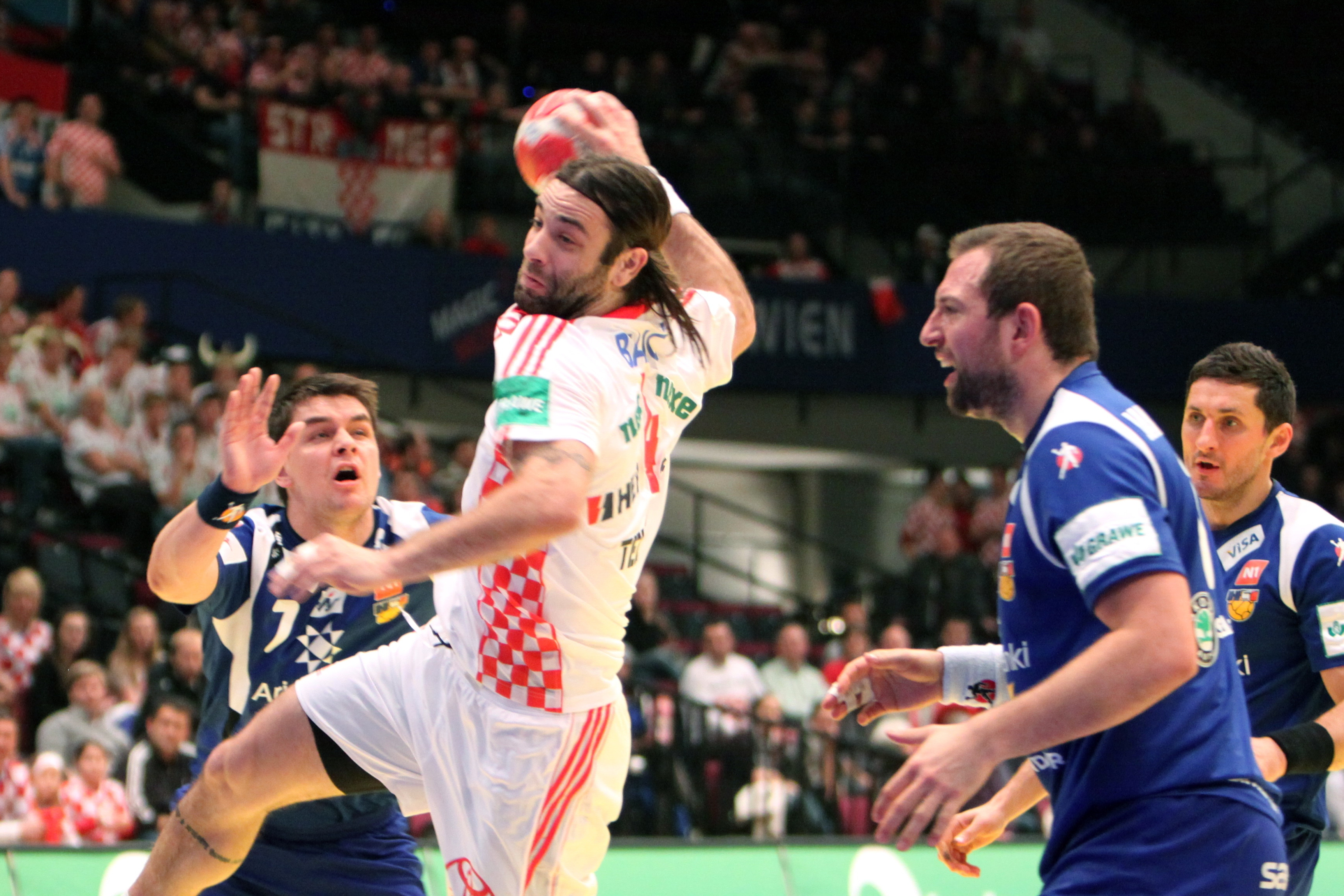
CRO – ISL: Kroatiens Superstar Ivano Balić beim erfolgreichen Wurf, Arnór Atlason (links) kommt zu spät.
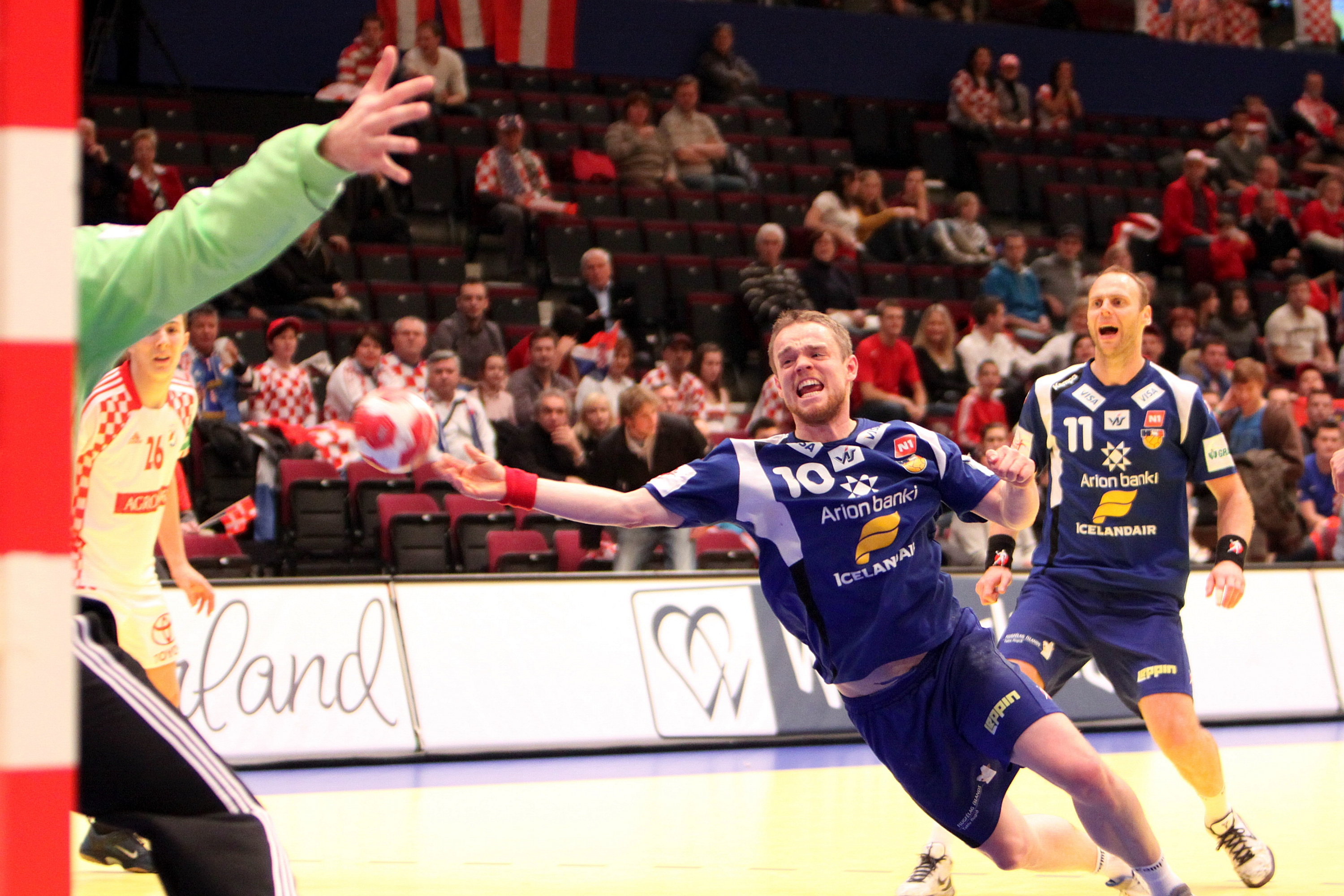
CRO – ISL: Der Isländer Snorri Guðjónsson trifft spektakulär, Ólafur Stefánsson schaut gebannt zu.
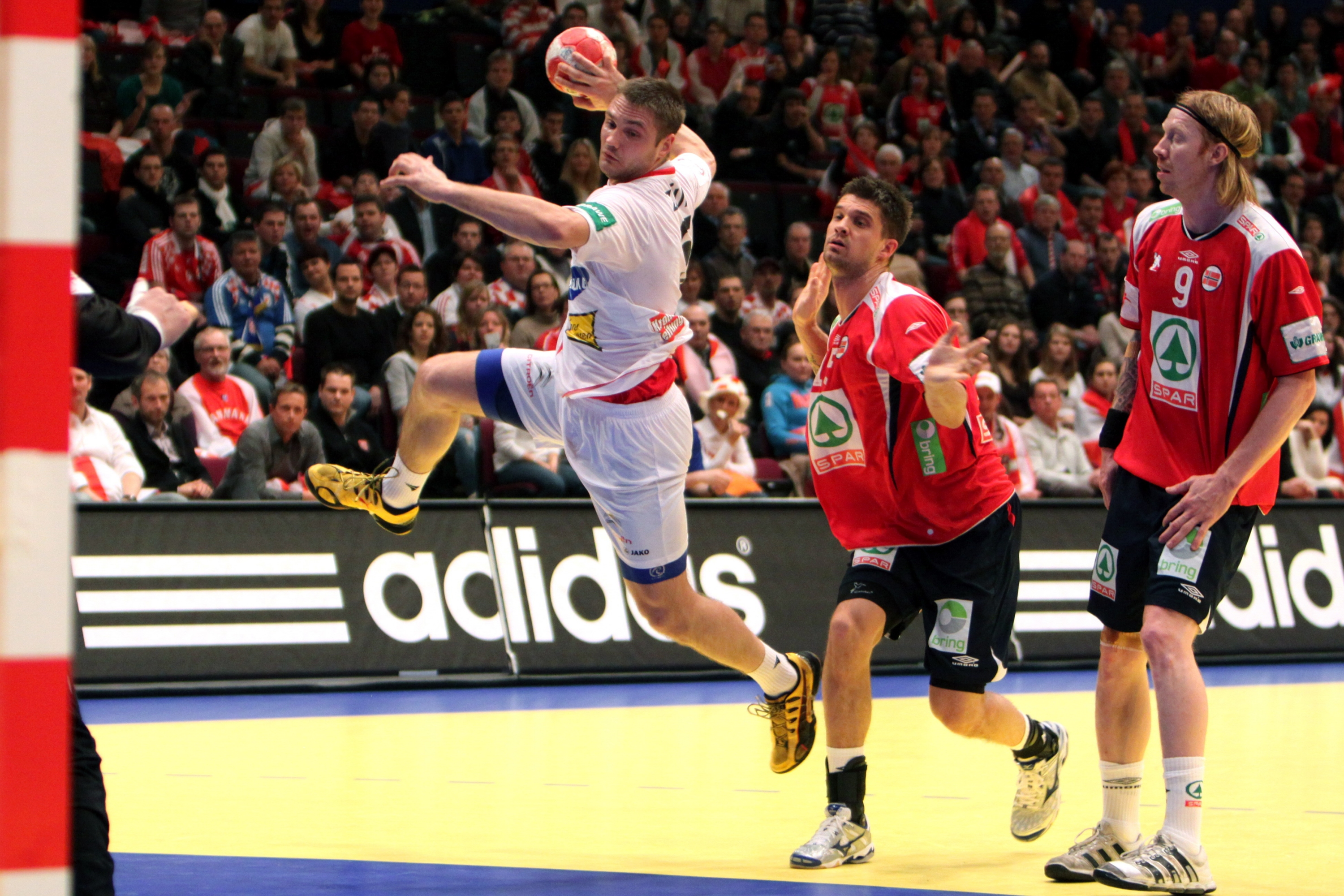
NOR – AUT: Österreichs Vytautas Žiūra beim Torwurf, Kristian Kjelling und Børge Lund (9) als Beobachter.
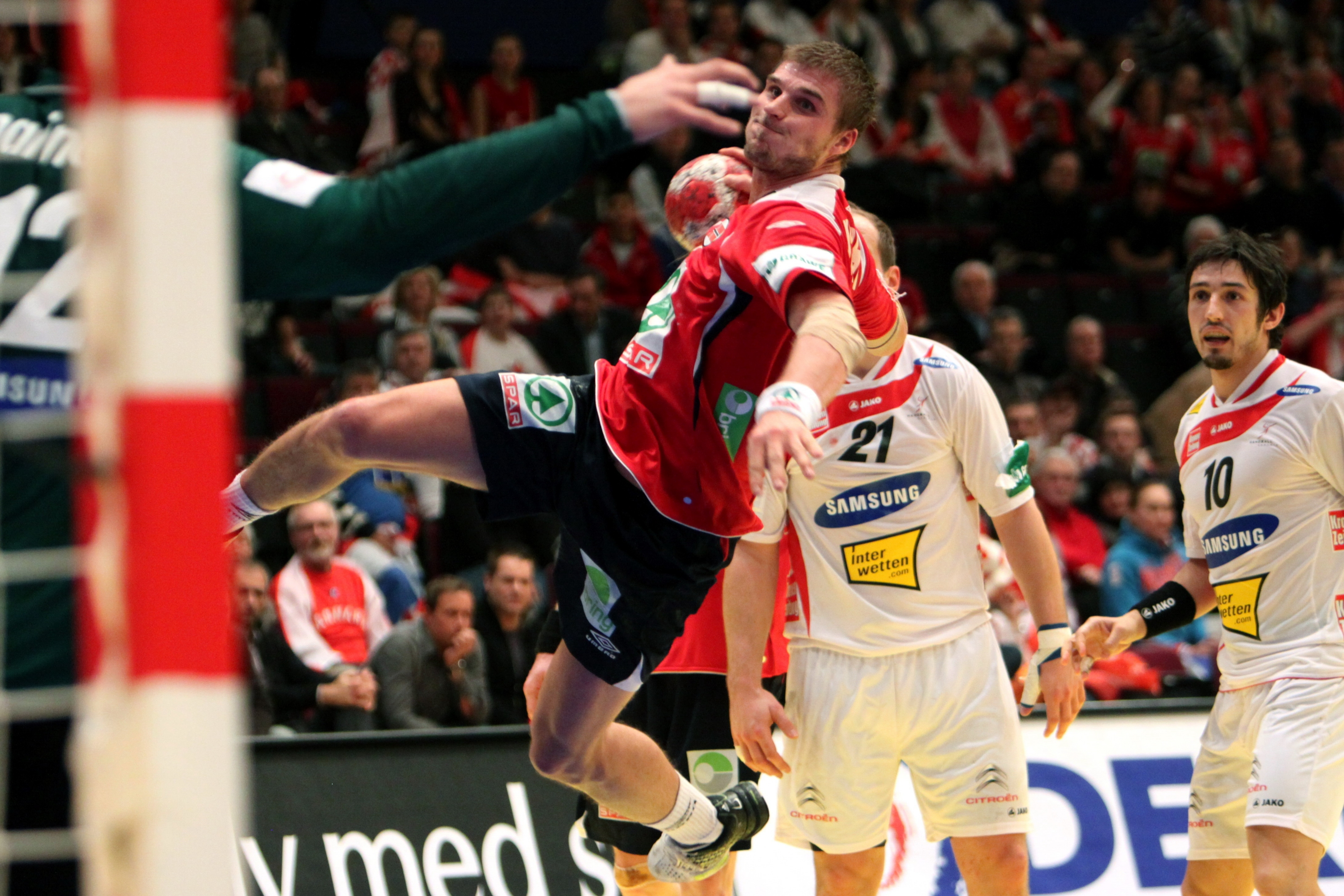
NOR – AUT: Bjarte Myrhol bei einem seiner sechs Treffer gegen Österreich Roland Schlinger (21), hinten: Lucas Mayer.
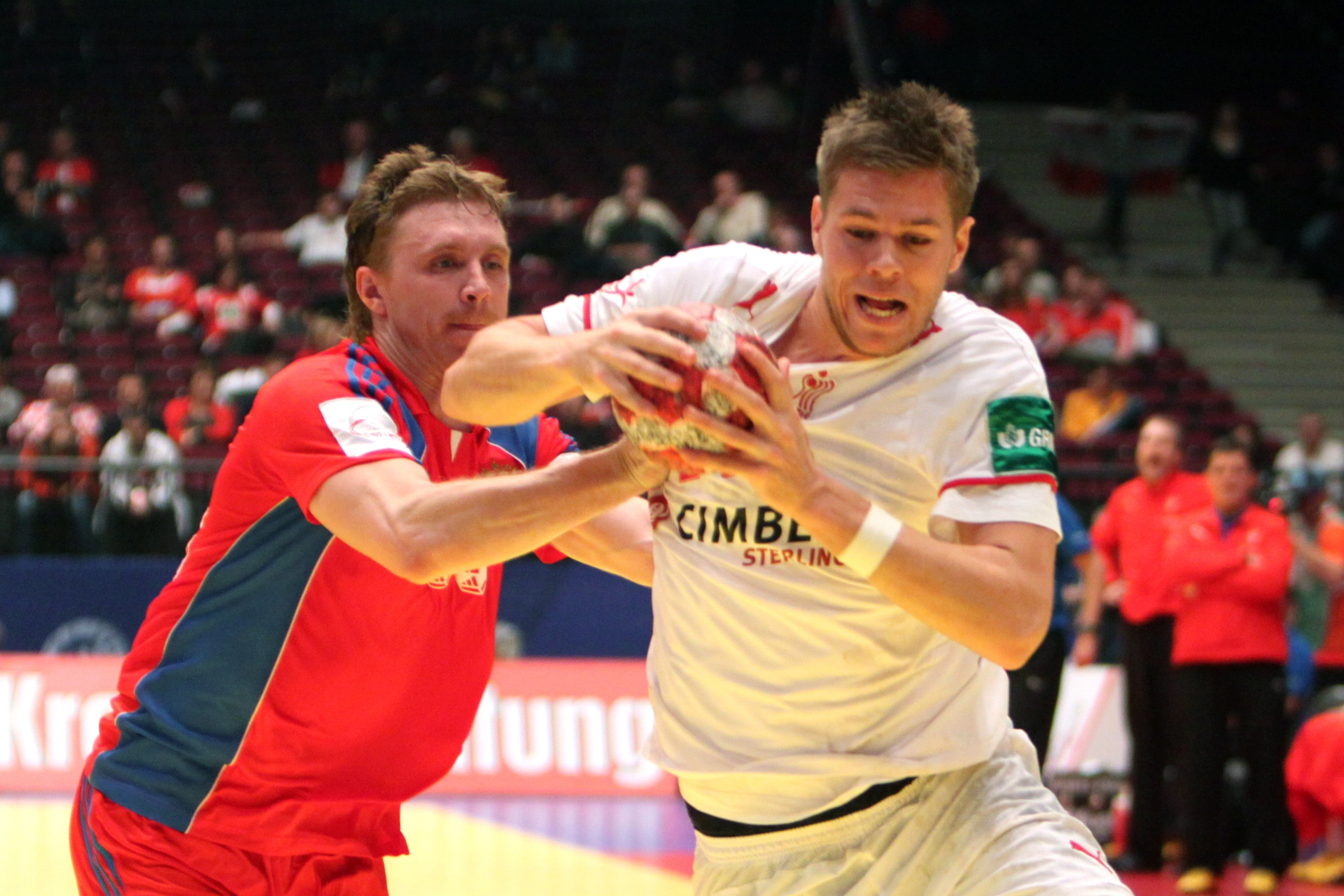
RUS – DEN: Der Däne Mikkel Hansen kann von Alexei Kainarow nur mehr am Leibchen zurückgehalten werden.
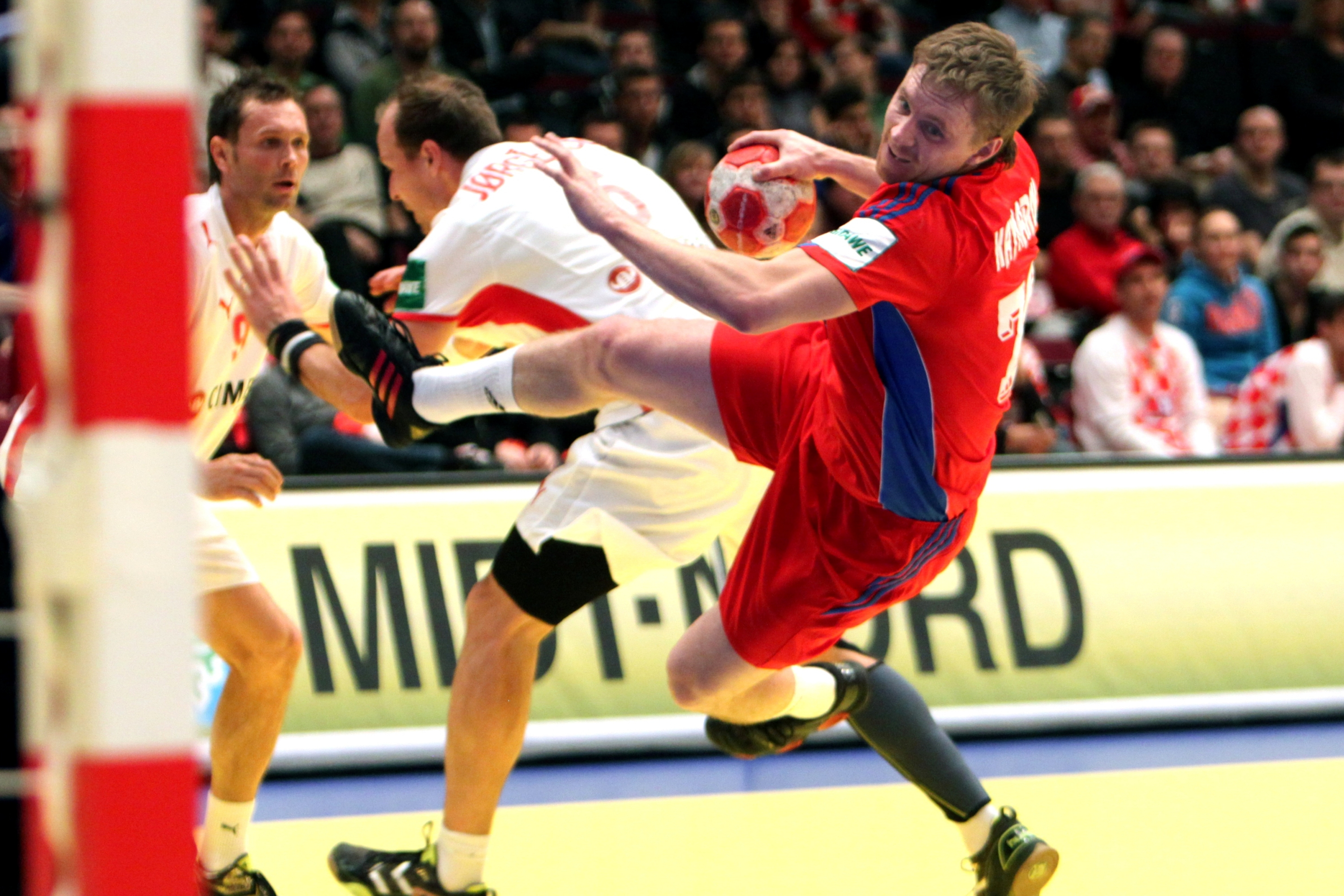
RUS – DEN: Der Russe Alexey Kaynarov ist der (dänischen) Abwehr entwischt und erzielt ein spektakuläres Tor.
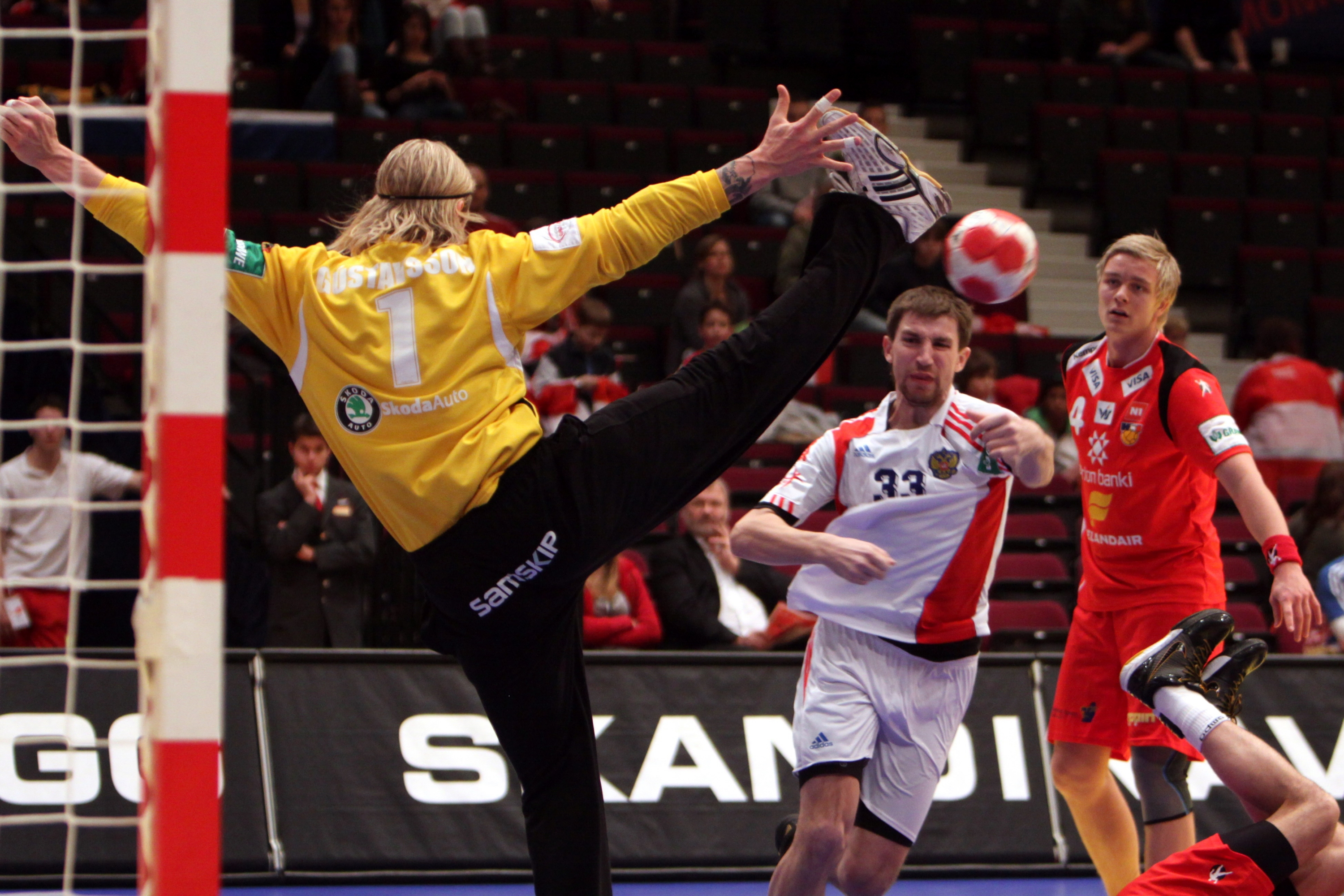
RUS – ISL: Sergey Predybaylov scheitert an Islands Torhüter Björgvin Páll Gústavsson, rechts Aron Pálmarsson.
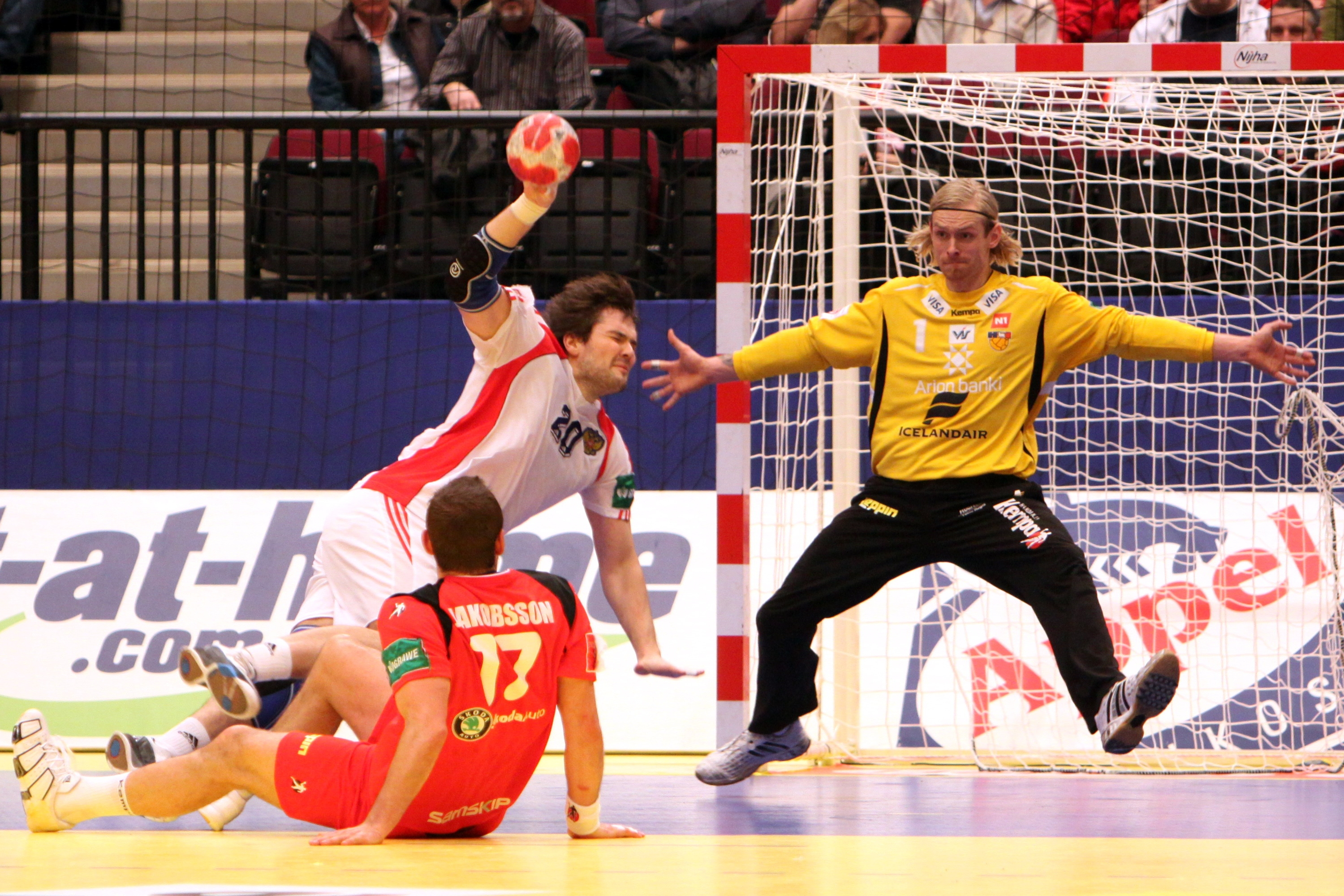
RUS – ISL: Michail Tschipurin setzt sich gegen Sverre Andreas Jakobsson durch und bezwingt Torhüter Björgvin Páll Gústavsson.
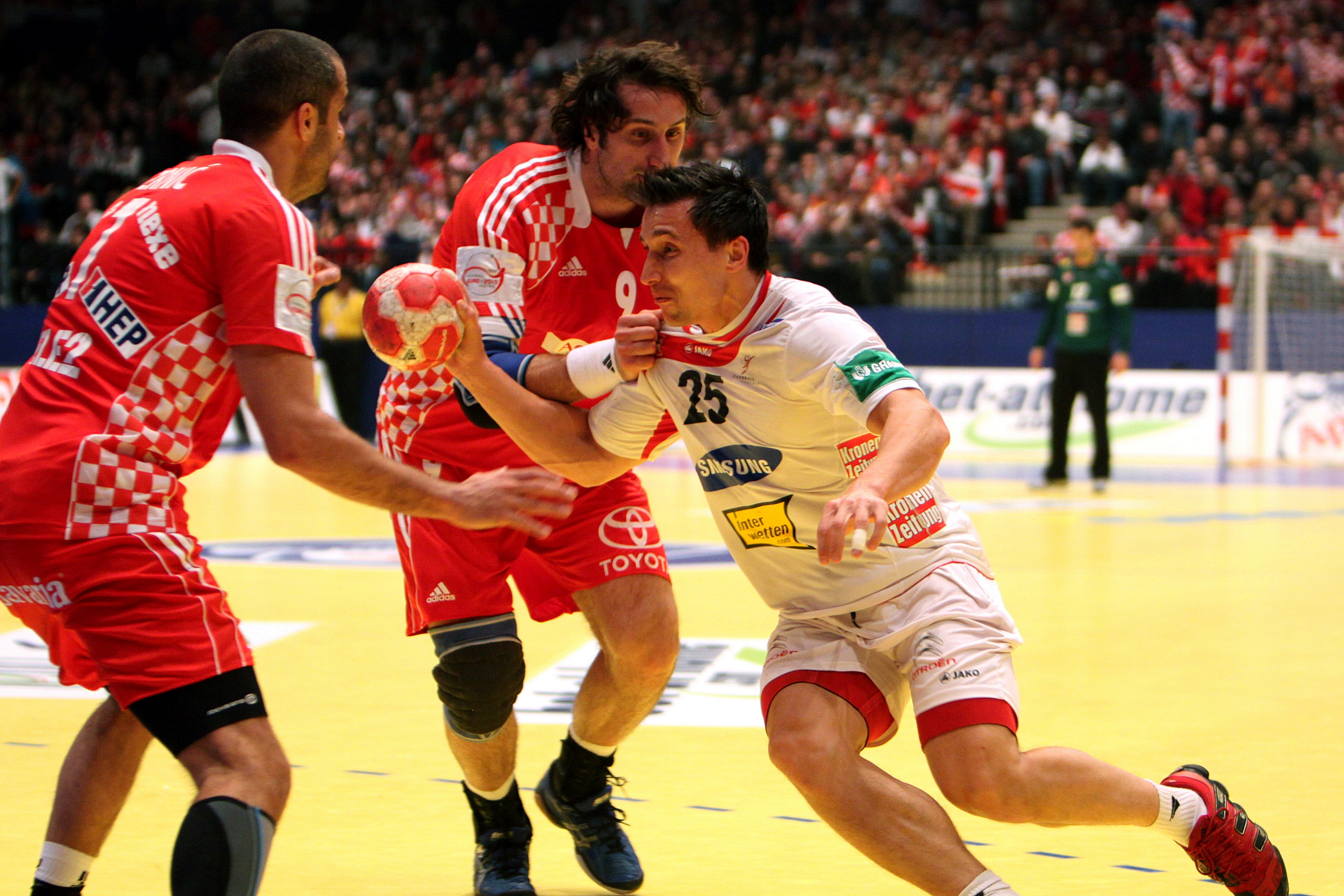
CRO – AUT: Vedran Zrnić (links) und Igor Vori versuchen den Österreicher Mare Hojc zu stoppen.
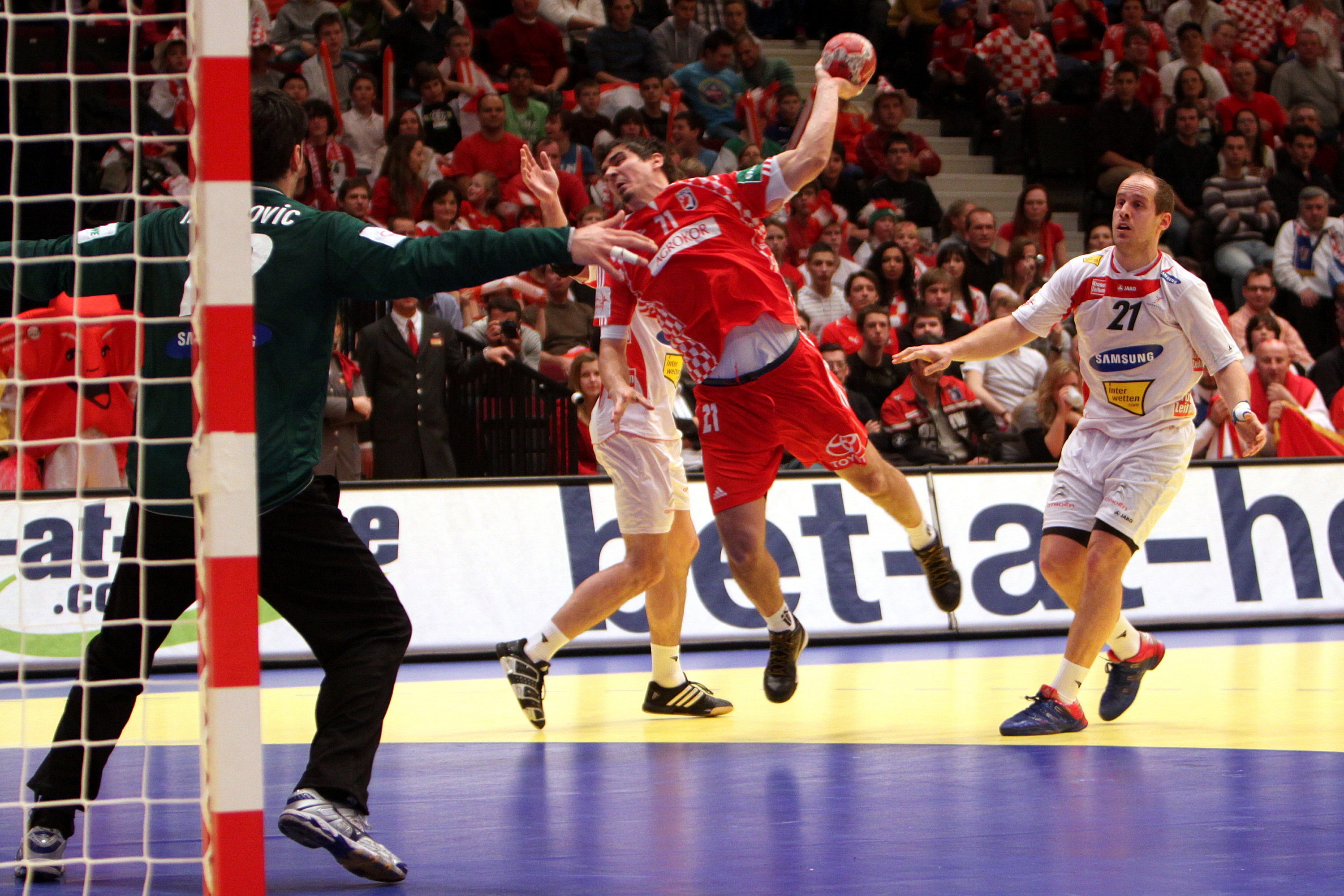
CRO – AUT: Denis Buntić hat sich gegen Roland Schlinger durchgesetzt und bezwingt Torhüter Nikola Marinovic.
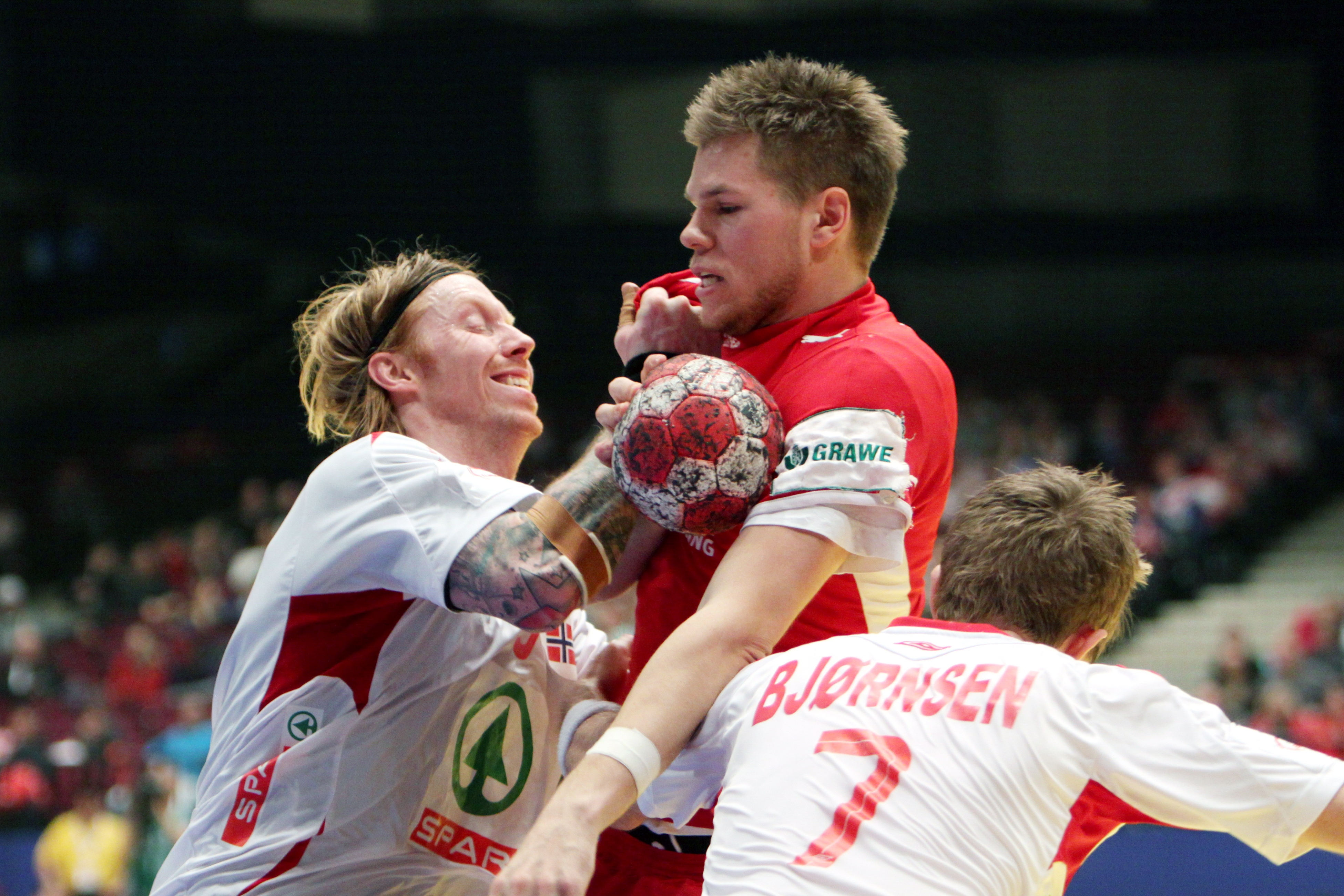
NOR – DEN: Mikkel Hansen wird von Børge Lund (links) und Lars Erik Bjørnsen am Wurf gehindert.
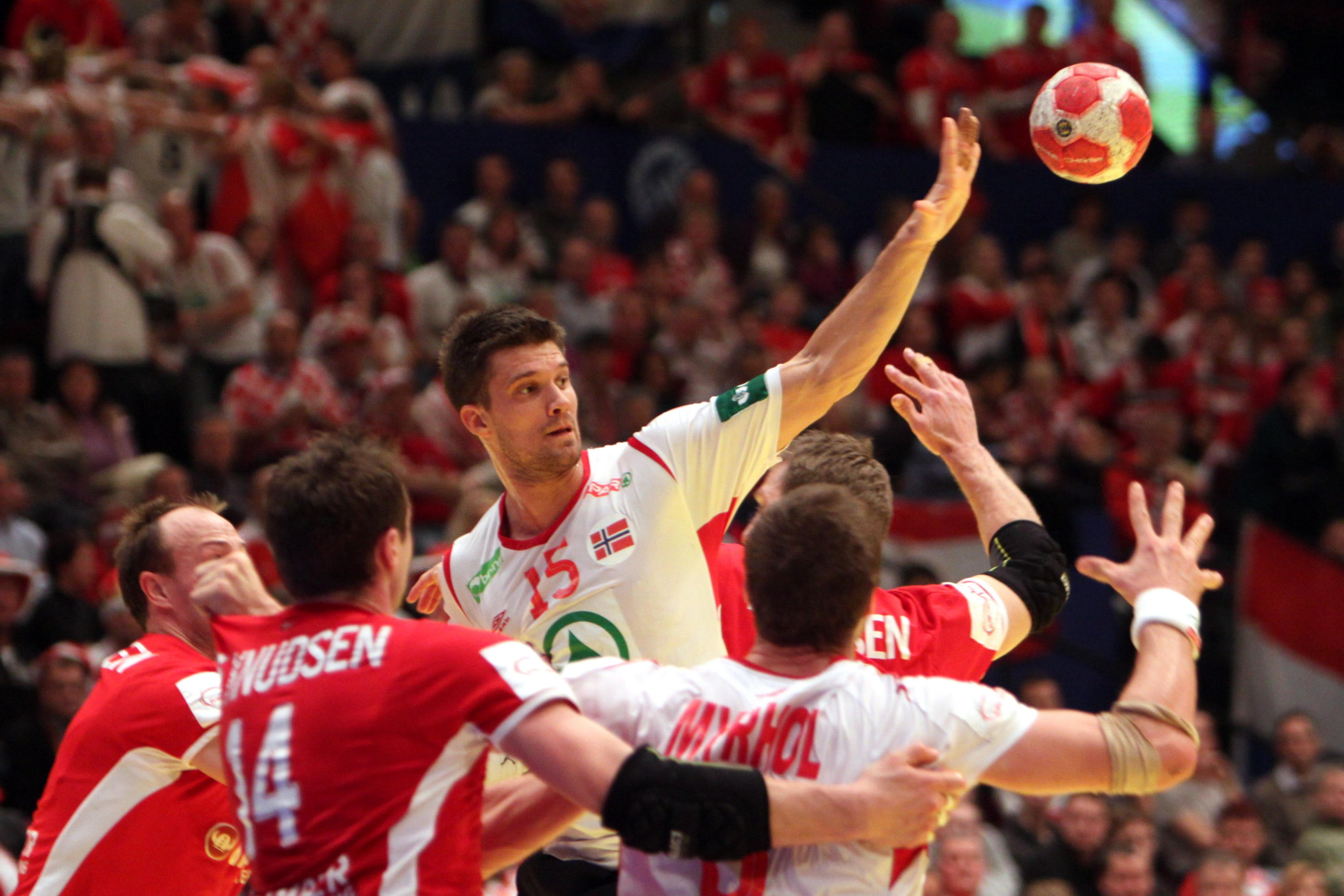
NOR – DEN: Trotz der sieben Tore von Kristian Kjelling (15) musste sich Norwegen gegen Dänemark im Finish geschlagen geben.
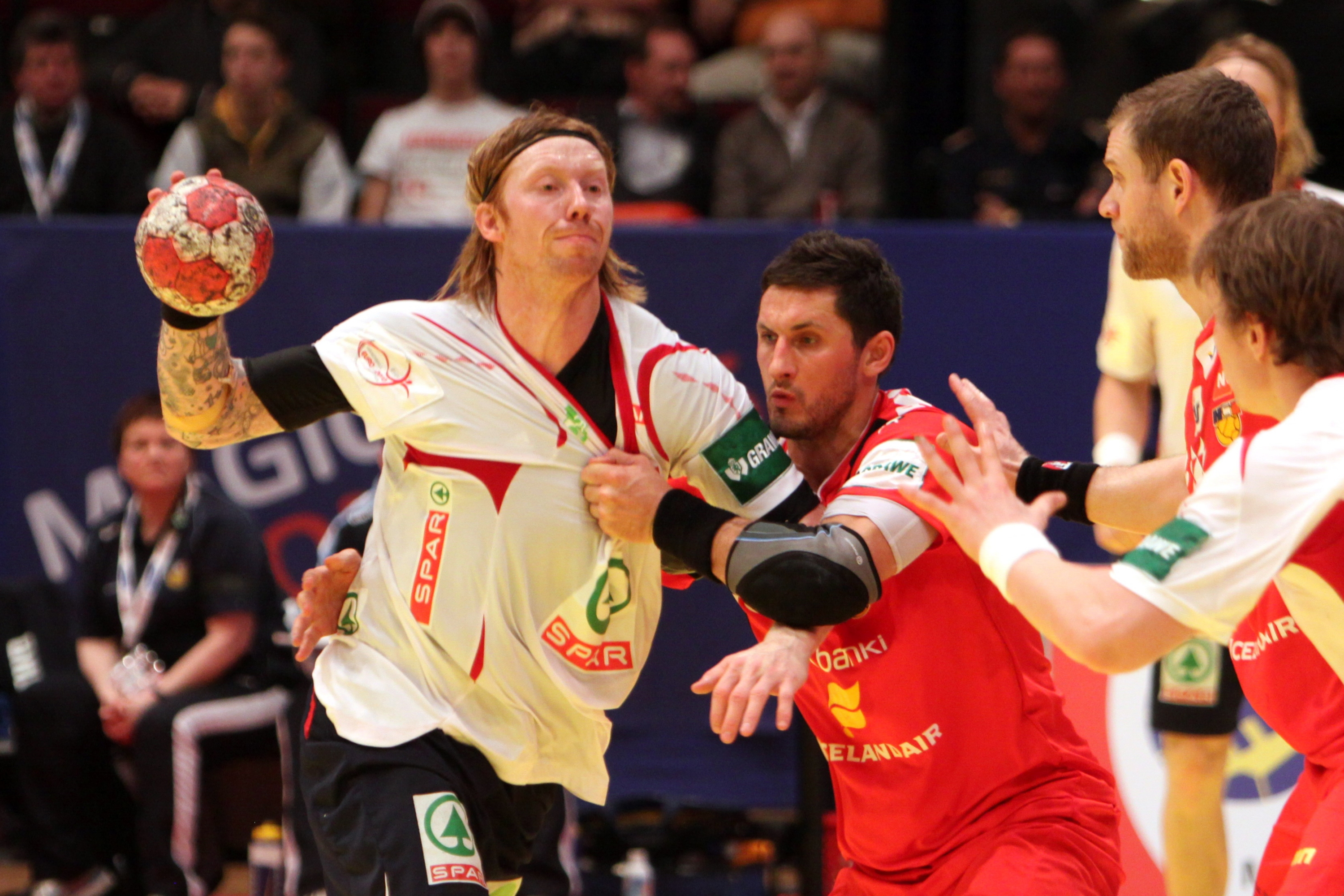
NOR – ICE: Børge Lund wird vom Isländer Alexander Petersson am Torwurf gehindert
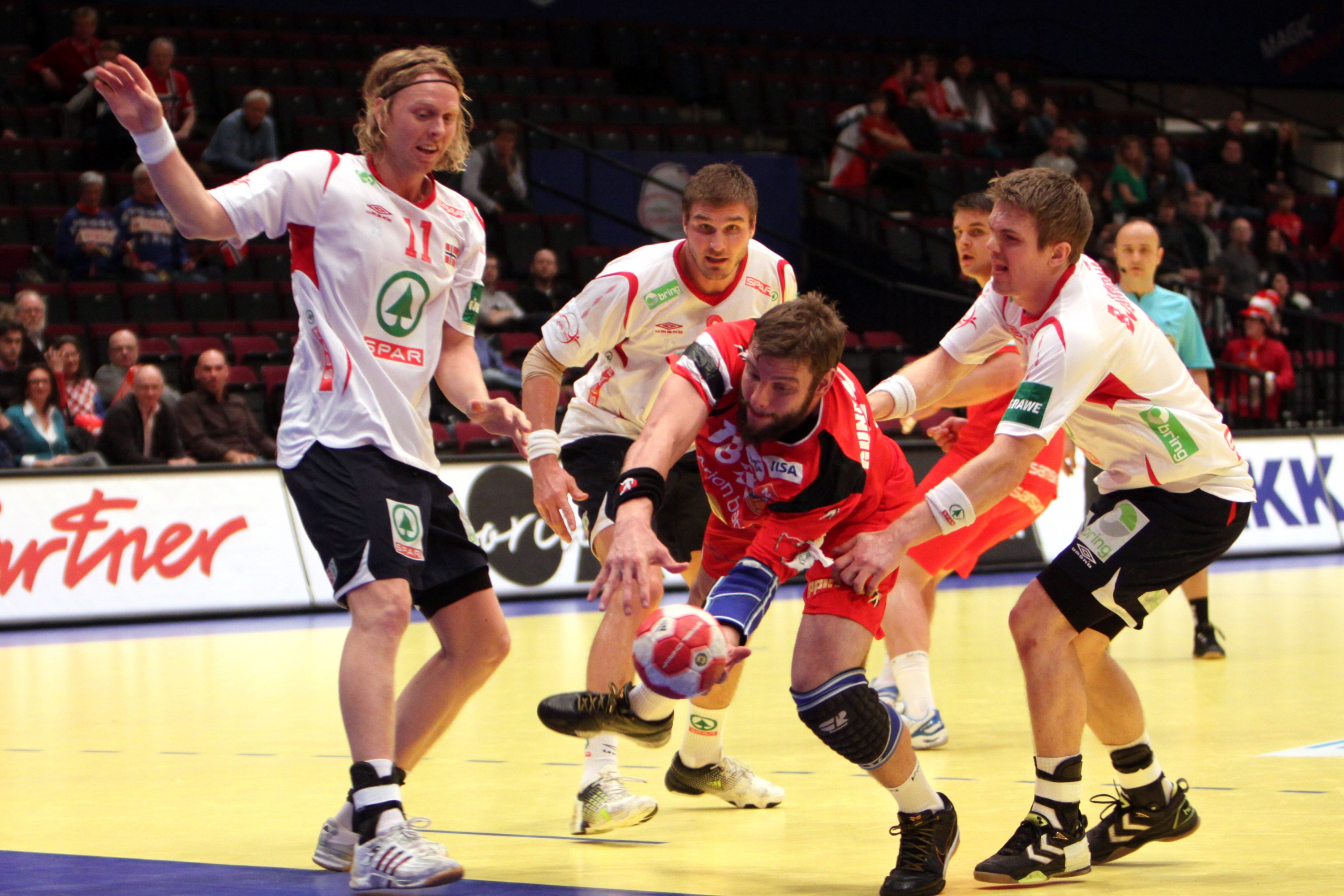
NOR – ICE: Håvard Tvedten ist durch. Vignir Svavarsson und Alexander Petersson (rechts) können nicht mehr eingreifen.
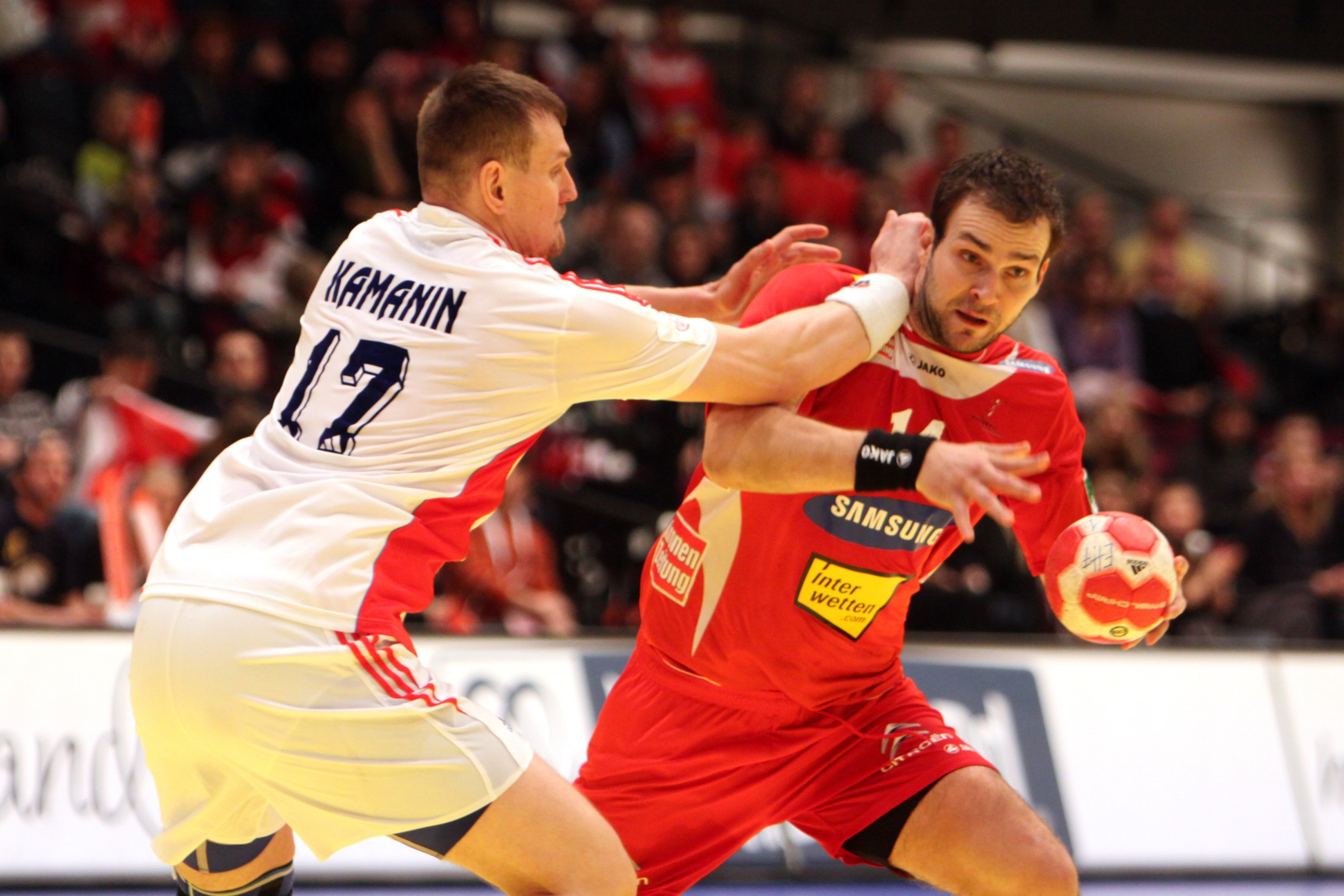
RUS – AUT: Russlands Abwehrchef Alexei Kamanin im Duell mit Österreichs Teamkapitän Viktor Szilágyi.
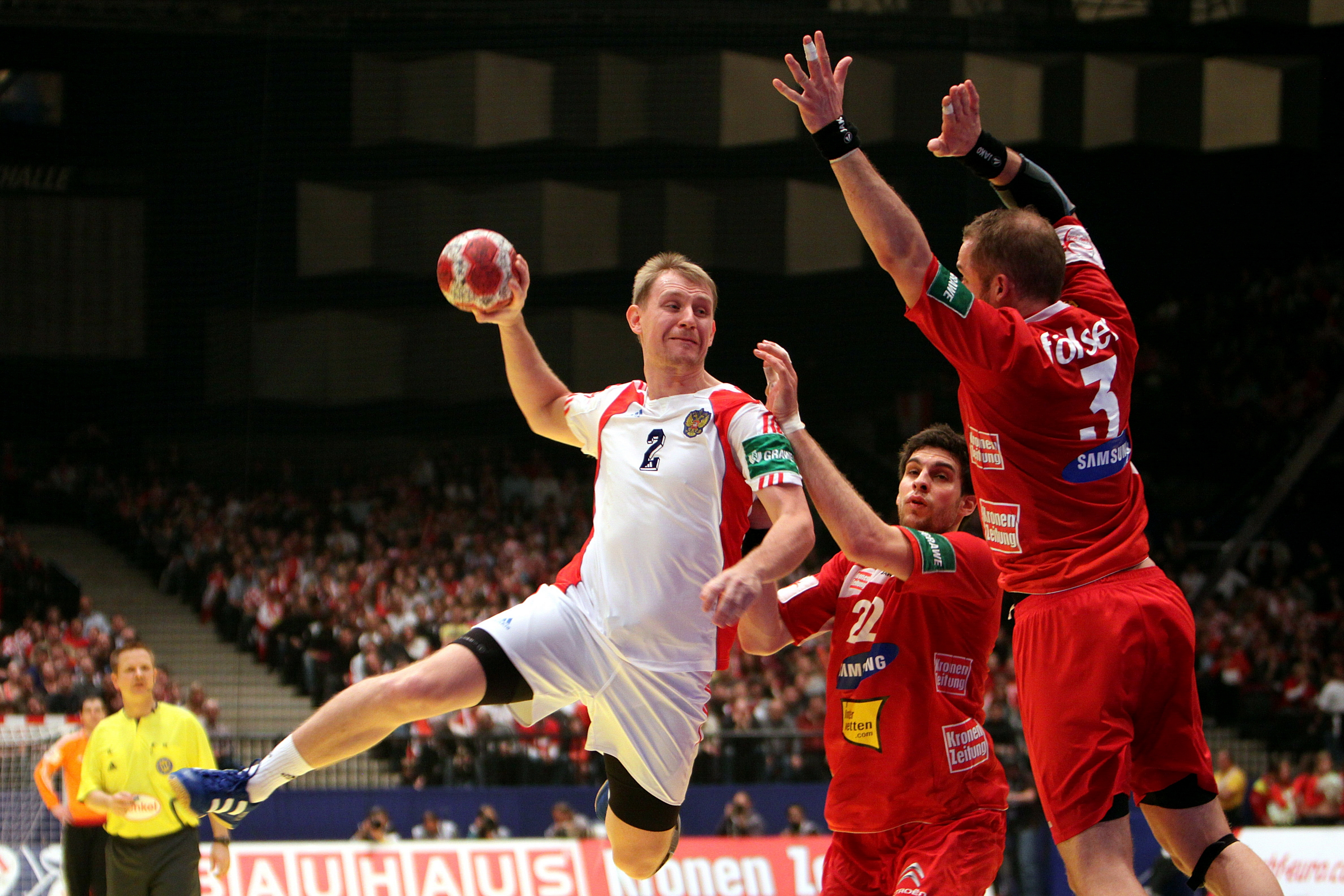
RUS – AUT: Wassili Filippow setzt zum Wurf an, Markus Wagesreiter und Patrick Fölser kommen zu spät.
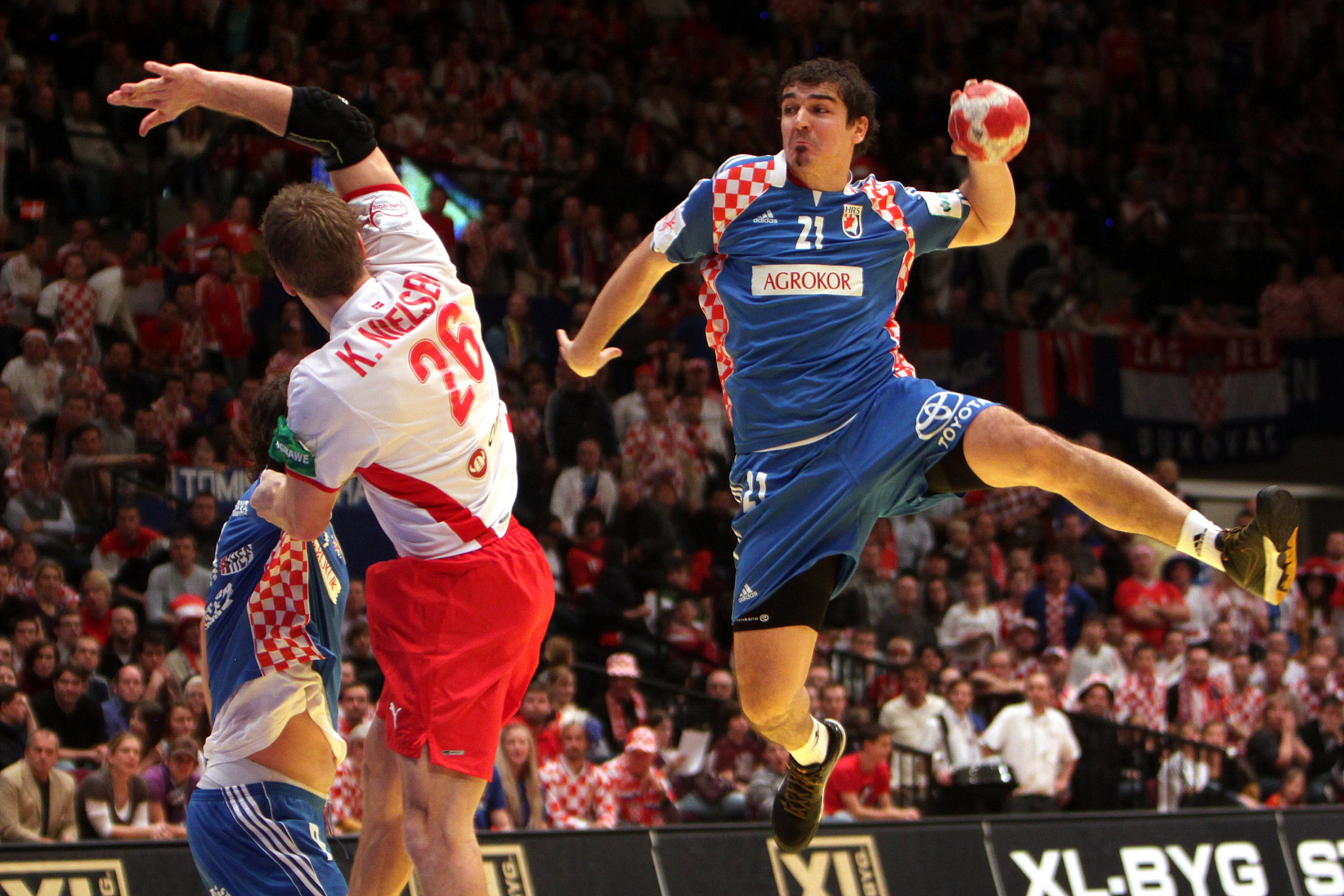
CRO – DEN: Kroatiens Denis Buntić fliegt und trifft. Kasper Nielsens Abwehrversuch bleibt erfolglos.
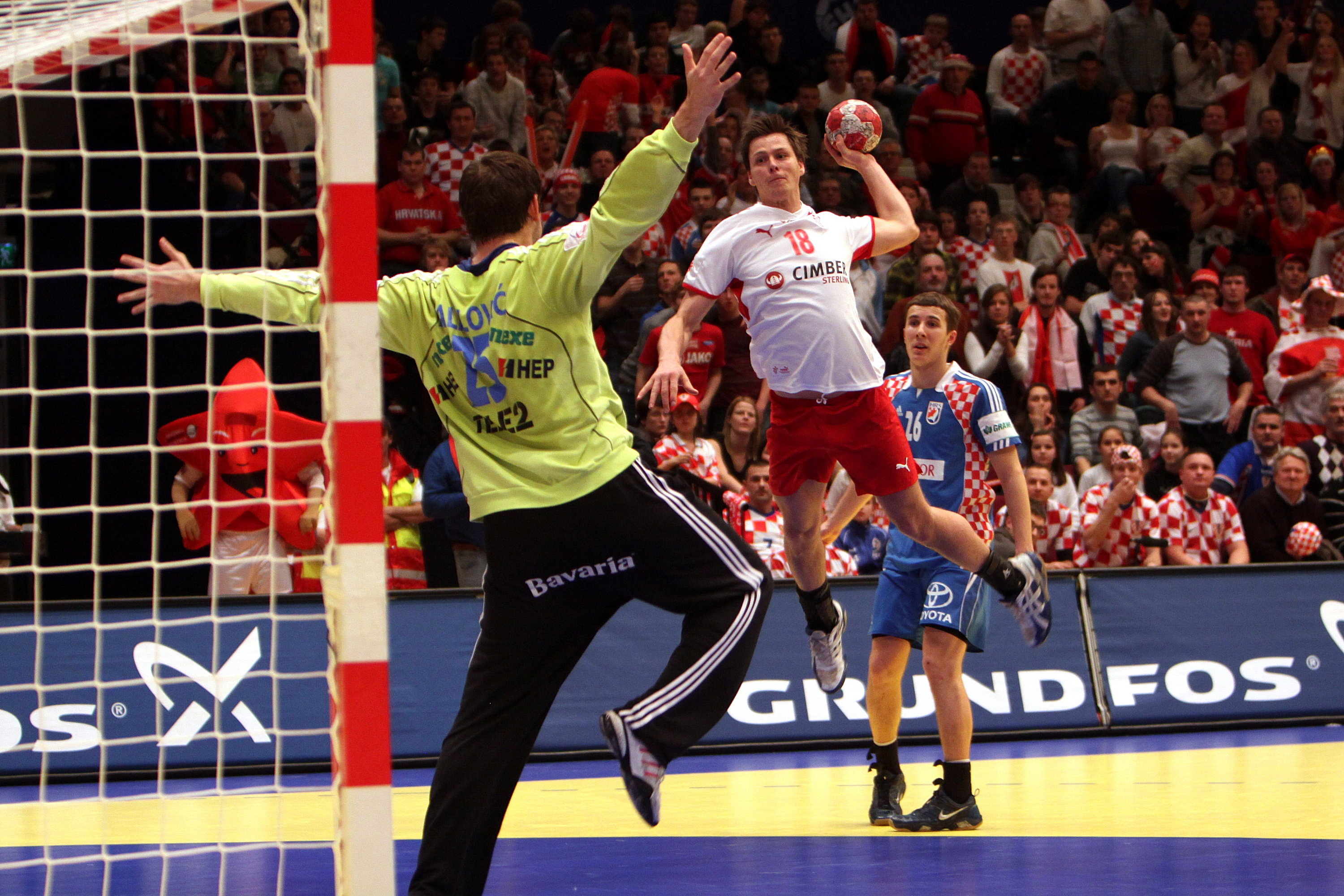
CRO – DEN: Der Däne Hans Lindberg bezwingt Torhüter Mirko Alilović. Manuel Štrlek kann nicht mehr eingreifen.

## Halbfinale
| 30. Januar 2010 | 30. Januar 2010 | 30. Januar 2010 | 30. Januar 2010 | 30. Januar 2010 |
| --------------- | --- | --- | --- | --- |
| 14:00 Uhr       | Island | – | Frankreich | 28:36 (14:16) |
| Tore:           | Pálmarsson (6), Atlason (5), Guðjónsson (5), Sigurðsson (5), Petersson (3), Stefansson (2), Gunnarsson (1) und Svavarsson (1) – Karabatić (9), Guigou (6), Joli (6), Abalo (3), Gille (3), Narcisse (3), Sorhaindo (3), Junillon (2) und Fernandez (1). | Pálmarsson (6), Atlason (5), Guðjónsson (5), Sigurðsson (5), Petersson (3), Stefansson (2), Gunnarsson (1) und Svavarsson (1) – Karabatić (9), Guigou (6), Joli (6), Abalo (3), Gille (3), Narcisse (3), Sorhaindo (3), Junillon (2) und Fernandez (1). | Pálmarsson (6), Atlason (5), Guðjónsson (5), Sigurðsson (5), Petersson (3), Stefansson (2), Gunnarsson (1) und Svavarsson (1) – Karabatić (9), Guigou (6), Joli (6), Abalo (3), Gille (3), Narcisse (3), Sorhaindo (3), Junillon (2) und Fernandez (1). | Pálmarsson (6), Atlason (5), Guðjónsson (5), Sigurðsson (5), Petersson (3), Stefansson (2), Gunnarsson (1) und Svavarsson (1) – Karabatić (9), Guigou (6), Joli (6), Abalo (3), Gille (3), Narcisse (3), Sorhaindo (3), Junillon (2) und Fernandez (1). |
|                 | 9.000 Zuschauer – Schiedsrichter: Per Olesen und Lars Ejby Pedersen (Dänemark) | | | |
| 16:30 Uhr       | Kroatien | – | Polen | 24:21 (09:10) |
| Tore:           | Čupić (6), Balić (5), Duvnjak (5), Vuković (2), Zrnić (2), Buntić (1), Mataija (1), Štrlek (1) und Valčić (1) – M. Jurecki (7), Jachlewski (3), Jaszka (3), Tłuczyński (3), K. Lijewski (2), Jurasik (1), B. Jurecki (1) und M. Lijewski (1).           | Čupić (6), Balić (5), Duvnjak (5), Vuković (2), Zrnić (2), Buntić (1), Mataija (1), Štrlek (1) und Valčić (1) – M. Jurecki (7), Jachlewski (3), Jaszka (3), Tłuczyński (3), K. Lijewski (2), Jurasik (1), B. Jurecki (1) und M. Lijewski (1).           | Čupić (6), Balić (5), Duvnjak (5), Vuković (2), Zrnić (2), Buntić (1), Mataija (1), Štrlek (1) und Valčić (1) – M. Jurecki (7), Jachlewski (3), Jaszka (3), Tłuczyński (3), K. Lijewski (2), Jurasik (1), B. Jurecki (1) und M. Lijewski (1).           | Čupić (6), Balić (5), Duvnjak (5), Vuković (2), Zrnić (2), Buntić (1), Mataija (1), Štrlek (1) und Valčić (1) – M. Jurecki (7), Jachlewski (3), Jaszka (3), Tłuczyński (3), K. Lijewski (2), Jurasik (1), B. Jurecki (1) und M. Lijewski (1).           |
|                 | 11.000 Zuschauer – Schiedsrichter: Kenneth Abrahamsen und Arne M. Kristiansen (Norwegen) | | | |

### Bilder der Halbfinalspiele

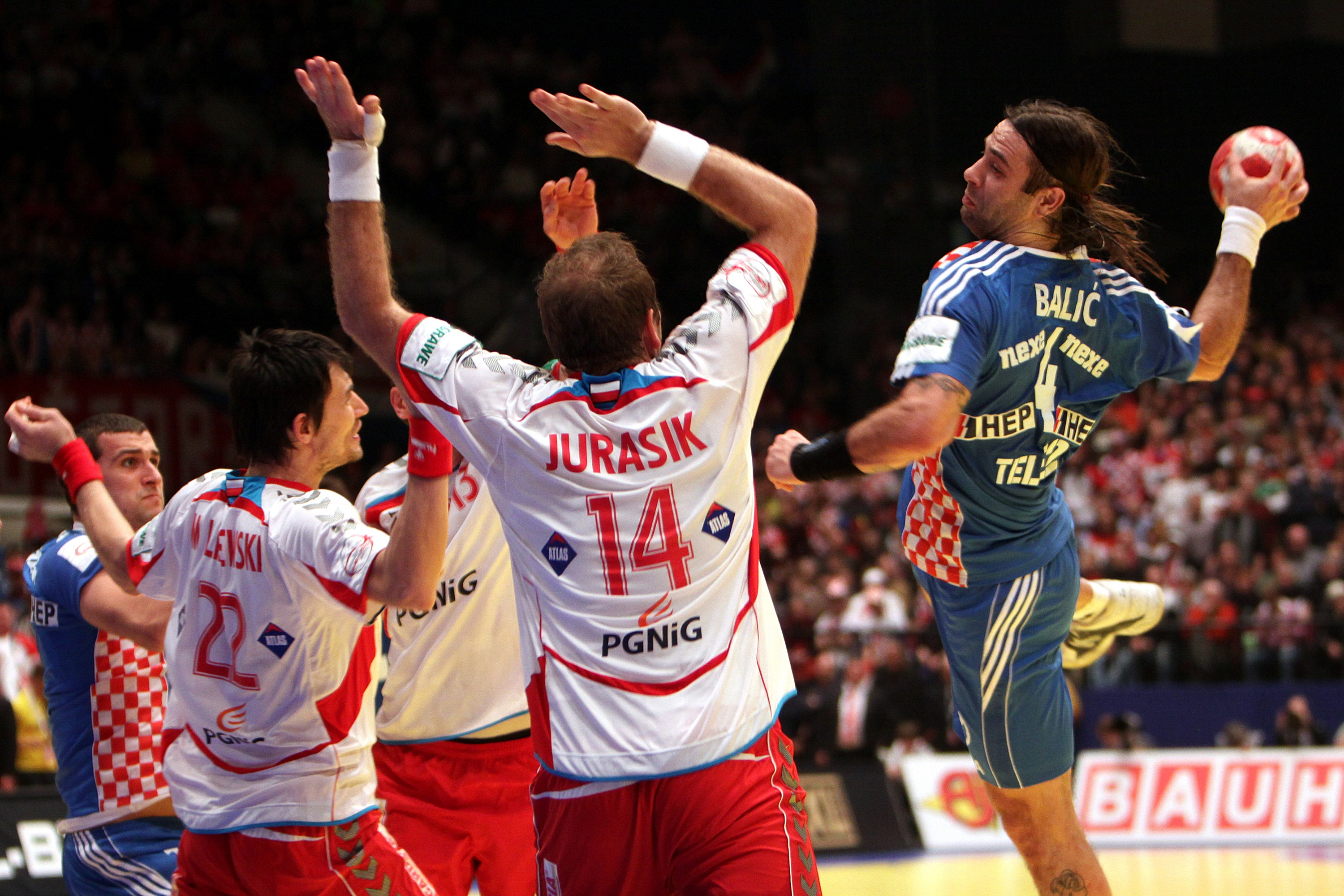
CRO – POL: Spielmacher Ivano Balić war einfach nicht zu halten und führte Kroatien zum Sieg.
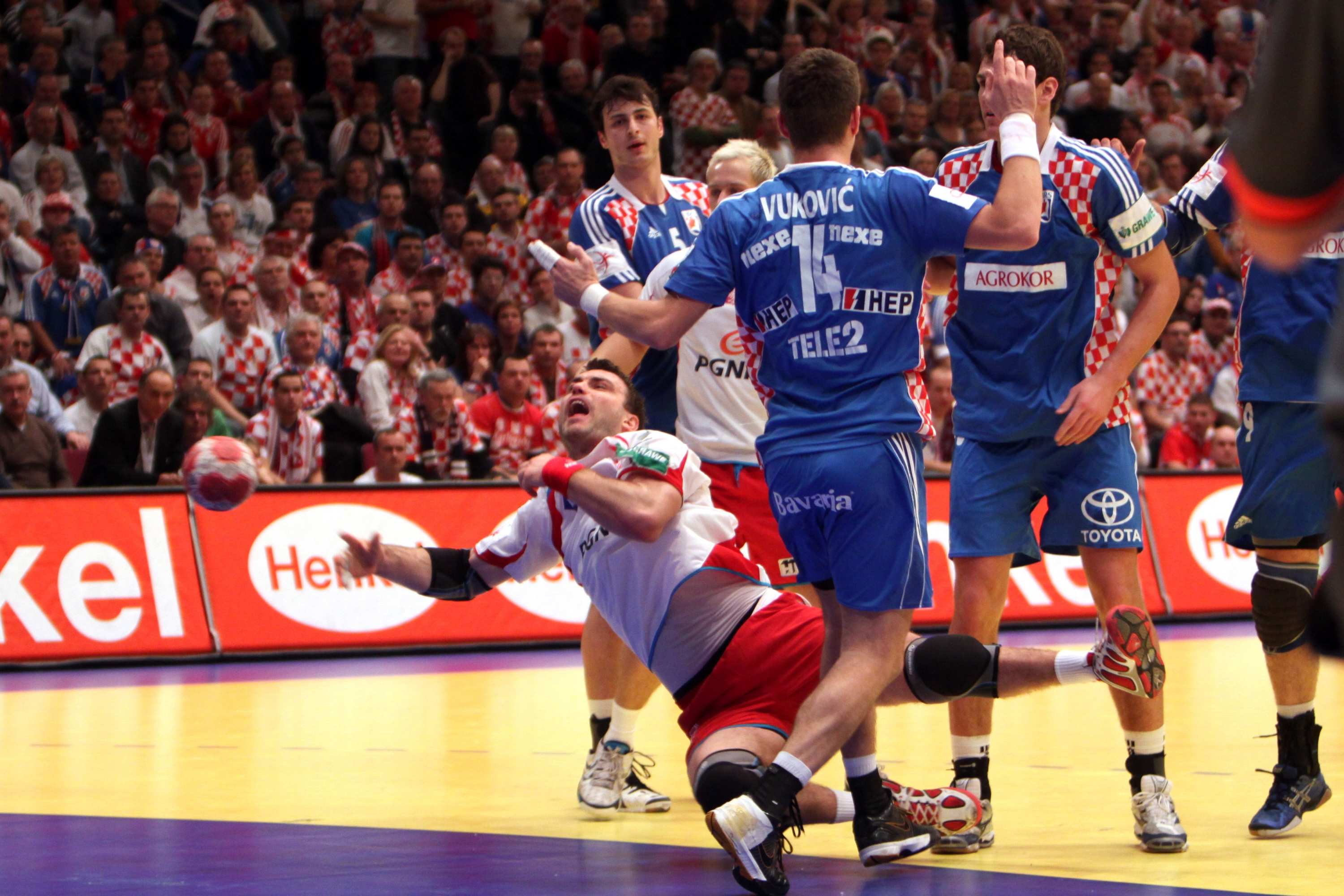
CRO – POL: Polens Bartosz Jurecki trifft im Fallen. Domagoj Duvnjak, Drago Vuković und Jakov Gojun können nicht mehr eingreifen.
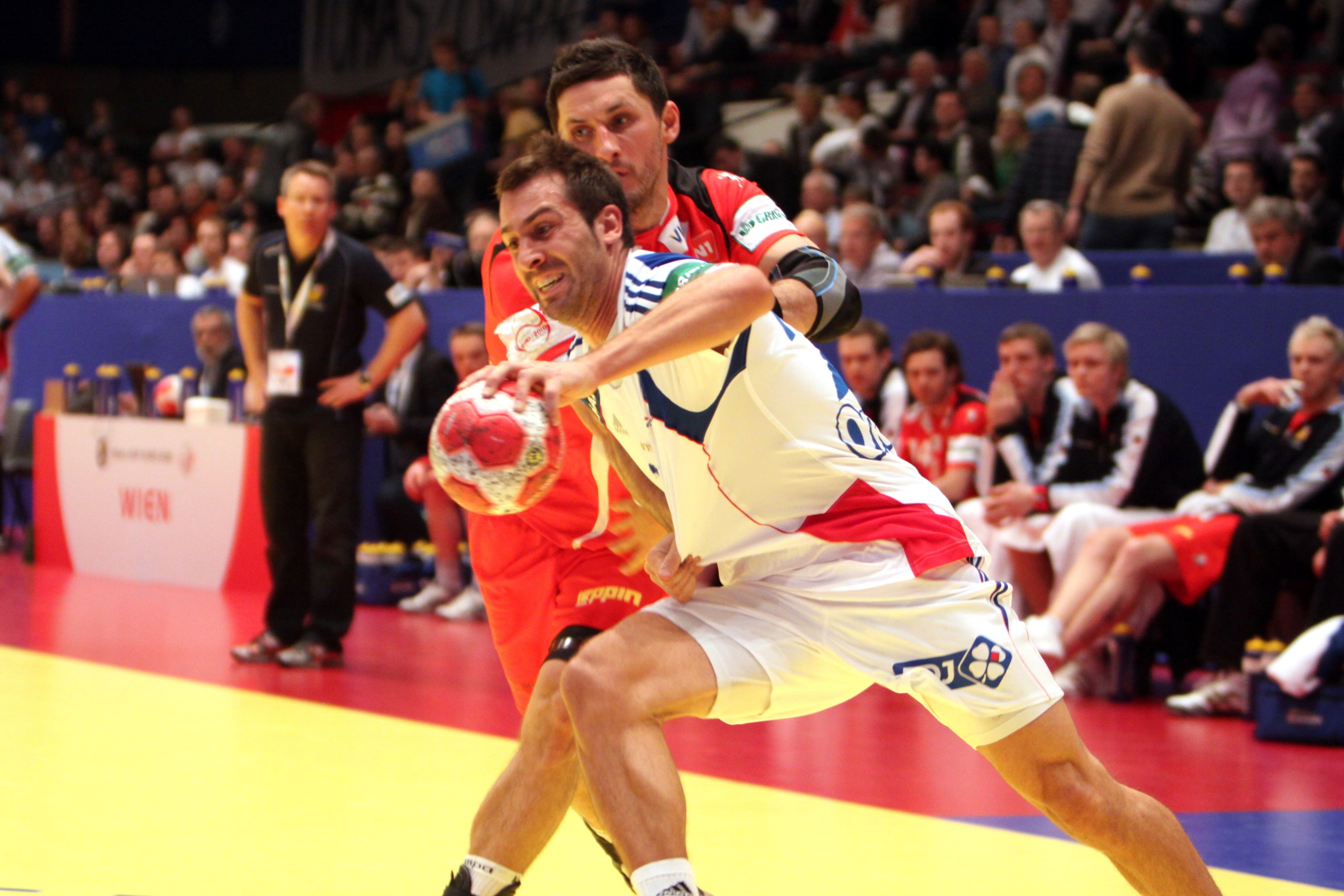
ISL – FRA: Frankreichs Michaël Guigou ist durch und setzt zum Wurf an. Alexander Petersson kommt zu spät.
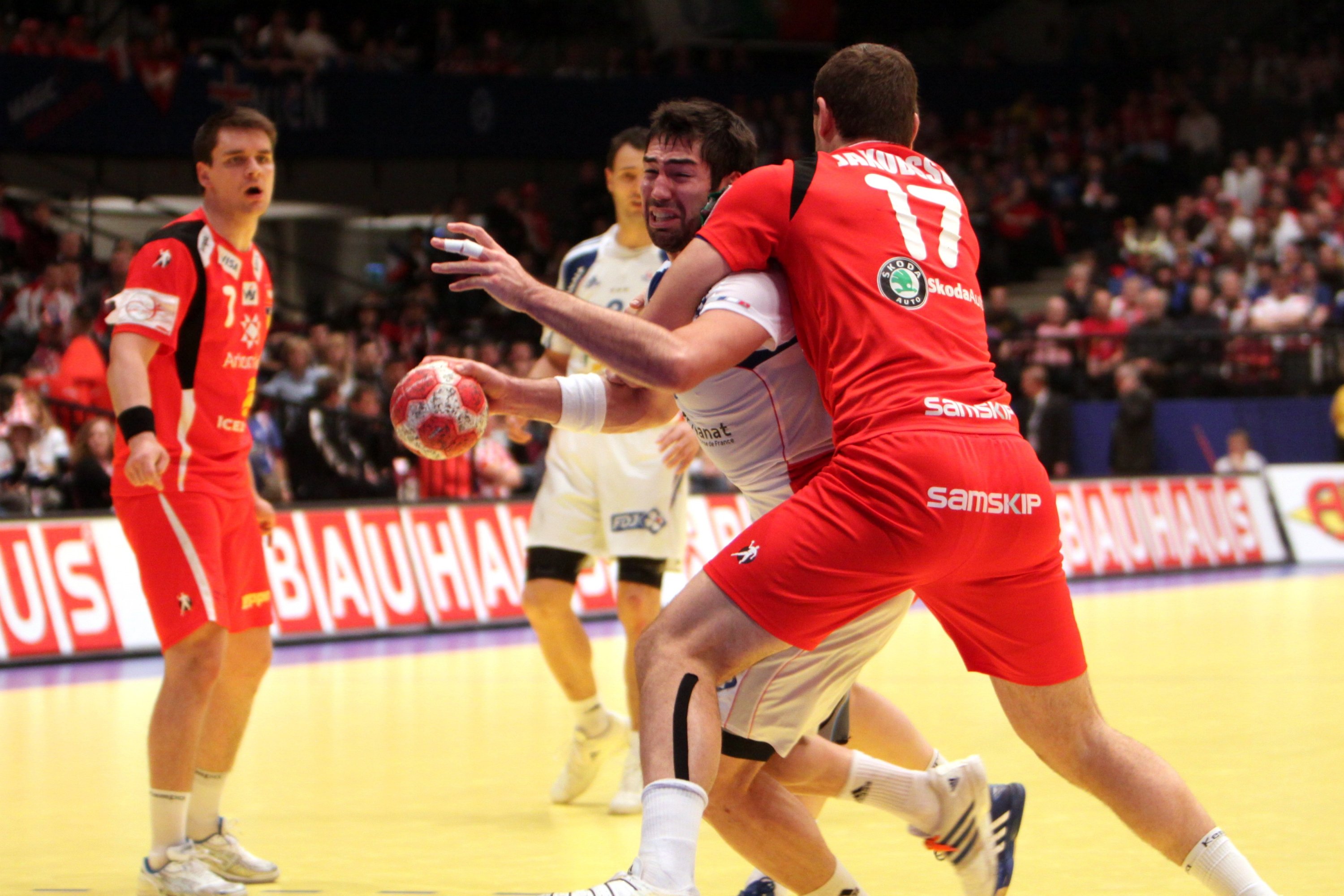
ISL – FRA: Frankreichs Superstar Nikola Karabatić konnte von der isländischen Abwehr nicht gestoppt werden und erzielte neun Treffer.

## Finalspiele
Die Ränge 7 bis 16 ergeben sich aus den Gruppenplatzierungen und werden, anders als bei Weltmeisterschaften, nicht einzeln ausgespielt.

### Spiel um Platz 5
| 30. Januar 2010 | 30. Januar 2010 | 30. Januar 2010 | 30. Januar 2010 | 30. Januar 2010 |
| --------------- | --- | --- | --- | --- |
| 11:30 Uhr       | Dänemark | – | Spanien | 34:27 (18:13) |
| Tore:           | Laen (8), Hansen (6), Eggert Jensen (5), Mogensen (4), Svan Hansen (4), Christiansen (2), Jørgensen (1), Knudsen (1), Lindberg (1), K. Nielsen (1) und M. Nielsen (1) – Malmagro (7), Romero (5), Aguinagalde (4), R. Entrerrios (4), Tomas (3), A. Entrerrios (2) und Garcia (2). | Laen (8), Hansen (6), Eggert Jensen (5), Mogensen (4), Svan Hansen (4), Christiansen (2), Jørgensen (1), Knudsen (1), Lindberg (1), K. Nielsen (1) und M. Nielsen (1) – Malmagro (7), Romero (5), Aguinagalde (4), R. Entrerrios (4), Tomas (3), A. Entrerrios (2) und Garcia (2). | Laen (8), Hansen (6), Eggert Jensen (5), Mogensen (4), Svan Hansen (4), Christiansen (2), Jørgensen (1), Knudsen (1), Lindberg (1), K. Nielsen (1) und M. Nielsen (1) – Malmagro (7), Romero (5), Aguinagalde (4), R. Entrerrios (4), Tomas (3), A. Entrerrios (2) und Garcia (2). | Laen (8), Hansen (6), Eggert Jensen (5), Mogensen (4), Svan Hansen (4), Christiansen (2), Jørgensen (1), Knudsen (1), Lindberg (1), K. Nielsen (1) und M. Nielsen (1) – Malmagro (7), Romero (5), Aguinagalde (4), R. Entrerrios (4), Tomas (3), A. Entrerrios (2) und Garcia (2). |
|                 | 4.000 Zuschauer – Schiedsrichter: Gerhard Reisinger und Christian Kaschütz (Österreich) | | | |

### Spiel um Platz 3
| 31. Januar 2010 | 31. Januar 2010 | 31. Januar 2010 | 31. Januar 2010 | 31. Januar 2010 |
| --------------- | --- | --- | --- | --- |
| 15:00 Uhr       | Polen | – | Island | 26:29 (10:18) |
| Tore:           | B. Jurecki (4), M. Jurecki (4), Tłuczyński (4), Jachlewski (3), K. Lijewski (3), Jaszka (2), Kuchczyński (2), Rosiński (2), Jurasik (1) und M. Lijewski (1) – Sigurðsson (8), Gunnarsson (6), Guðjónsson (4), Atlason (3), Stefánsson (3), Ingimundarson (2), Pálmarsson (2) und Petersson (1). | B. Jurecki (4), M. Jurecki (4), Tłuczyński (4), Jachlewski (3), K. Lijewski (3), Jaszka (2), Kuchczyński (2), Rosiński (2), Jurasik (1) und M. Lijewski (1) – Sigurðsson (8), Gunnarsson (6), Guðjónsson (4), Atlason (3), Stefánsson (3), Ingimundarson (2), Pálmarsson (2) und Petersson (1). | B. Jurecki (4), M. Jurecki (4), Tłuczyński (4), Jachlewski (3), K. Lijewski (3), Jaszka (2), Kuchczyński (2), Rosiński (2), Jurasik (1) und M. Lijewski (1) – Sigurðsson (8), Gunnarsson (6), Guðjónsson (4), Atlason (3), Stefánsson (3), Ingimundarson (2), Pálmarsson (2) und Petersson (1). | B. Jurecki (4), M. Jurecki (4), Tłuczyński (4), Jachlewski (3), K. Lijewski (3), Jaszka (2), Kuchczyński (2), Rosiński (2), Jurasik (1) und M. Lijewski (1) – Sigurðsson (8), Gunnarsson (6), Guðjónsson (4), Atlason (3), Stefánsson (3), Ingimundarson (2), Pálmarsson (2) und Petersson (1). |
|                 | 11.000 Zuschauer – Schiedsrichter: Nordine Lazaar und Laurent Reveret (Frankreich) | | | |

### Endspiel um den Europameistertitel 2010
| 31. Januar 2010 | 31. Januar 2010 | 31. Januar 2010 | 31. Januar 2010 | 31. Januar 2010 |
| --------------- | --- | --- | --- | --- |
| 17:30 Uhr       | Kroatien | – | Frankreich | 21:25 (12:12) |
| Tore:           | Zrnić (7), Balić (4), Duvnjak (3), Štrlek (2), Vori (2), Vuković (2) und Kopljar (1) – Karabatić (6), Abalo (4), Guigou (3), Narcisse (3), Sorhaindo (3), Bosquet (2), Fernandez (2), Gille (1) und Joli (1). | Zrnić (7), Balić (4), Duvnjak (3), Štrlek (2), Vori (2), Vuković (2) und Kopljar (1) – Karabatić (6), Abalo (4), Guigou (3), Narcisse (3), Sorhaindo (3), Bosquet (2), Fernandez (2), Gille (1) und Joli (1). | Zrnić (7), Balić (4), Duvnjak (3), Štrlek (2), Vori (2), Vuković (2) und Kopljar (1) – Karabatić (6), Abalo (4), Guigou (3), Narcisse (3), Sorhaindo (3), Bosquet (2), Fernandez (2), Gille (1) und Joli (1). | Zrnić (7), Balić (4), Duvnjak (3), Štrlek (2), Vori (2), Vuković (2) und Kopljar (1) – Karabatić (6), Abalo (4), Guigou (3), Narcisse (3), Sorhaindo (3), Bosquet (2), Fernandez (2), Gille (1) und Joli (1). |
|                 | 11.000 Zuschauer – Schiedsrichter: Bernd und Reiner Methe (Deutschland) | | | |

### Bilder der Finalspiele

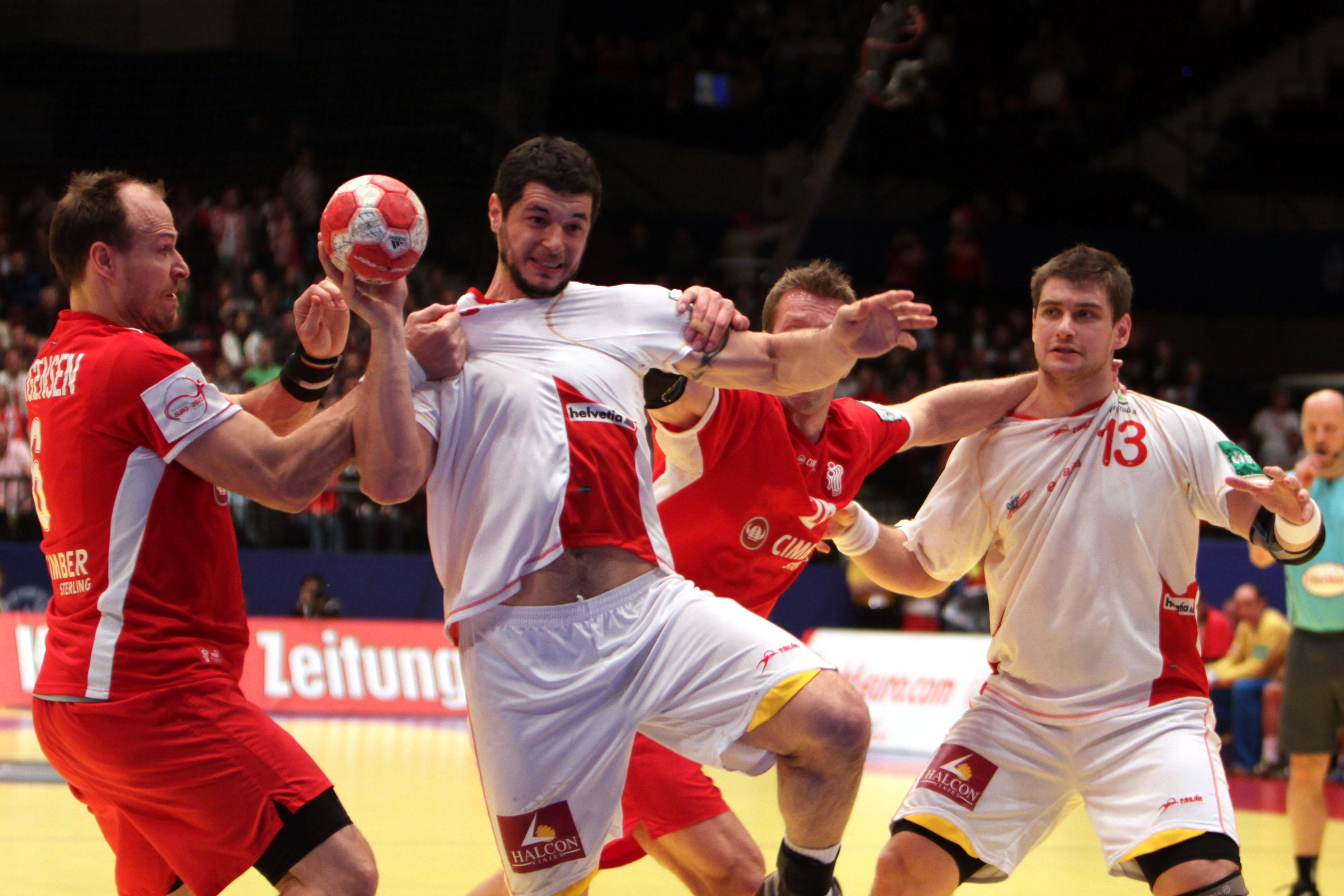
DEN – ESP: Spaniens Alberto Entrerríos wird von den Dänen Lars Jørgensen (links) und Kasper Nielsen zurückgehalten.
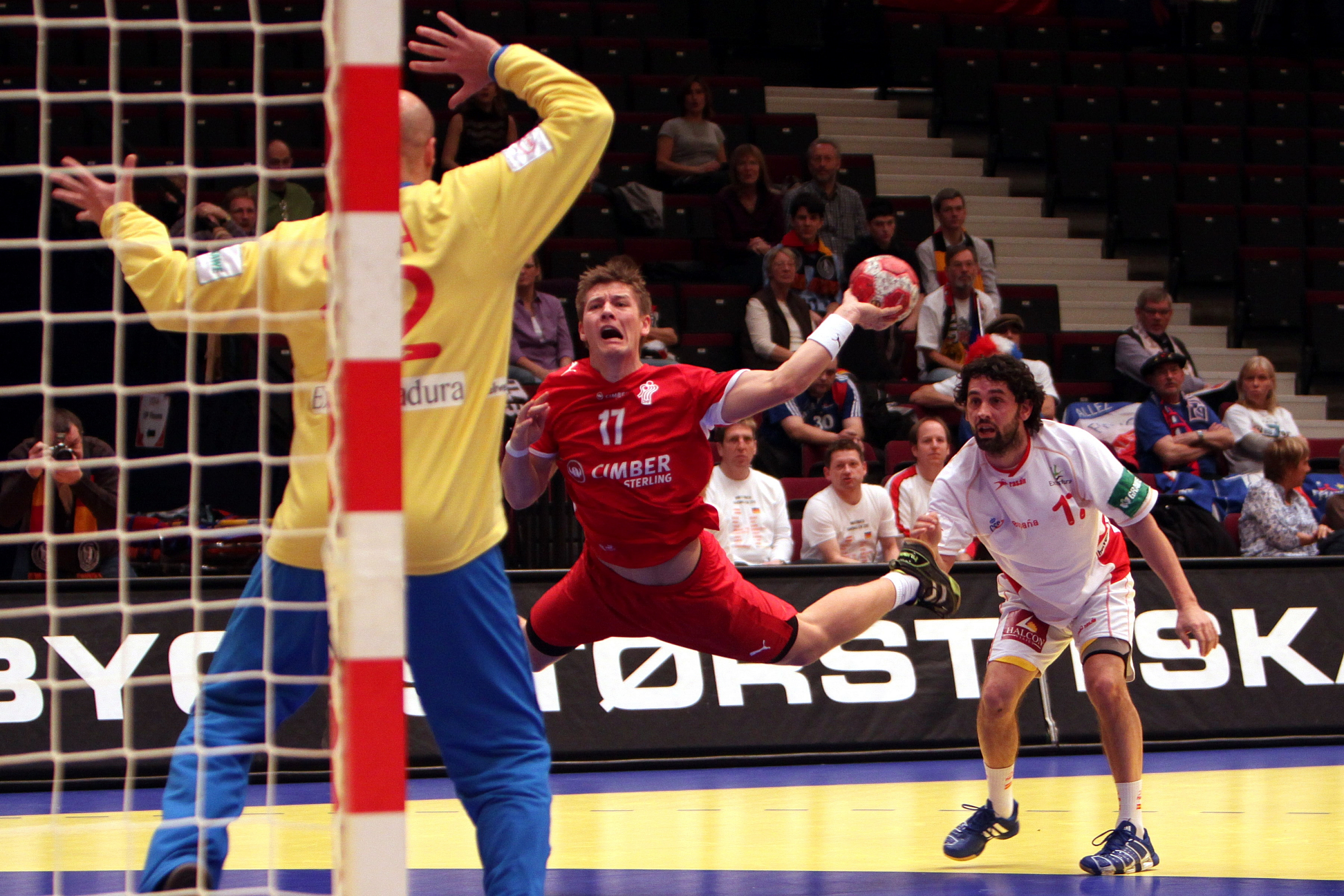
DEN – ESP: Lasse Svan Hansen (Dänemark) trifft spektakulär gegen Torhüter José Manuel Sierra. Juanín García kann nur mehr zuschauen.
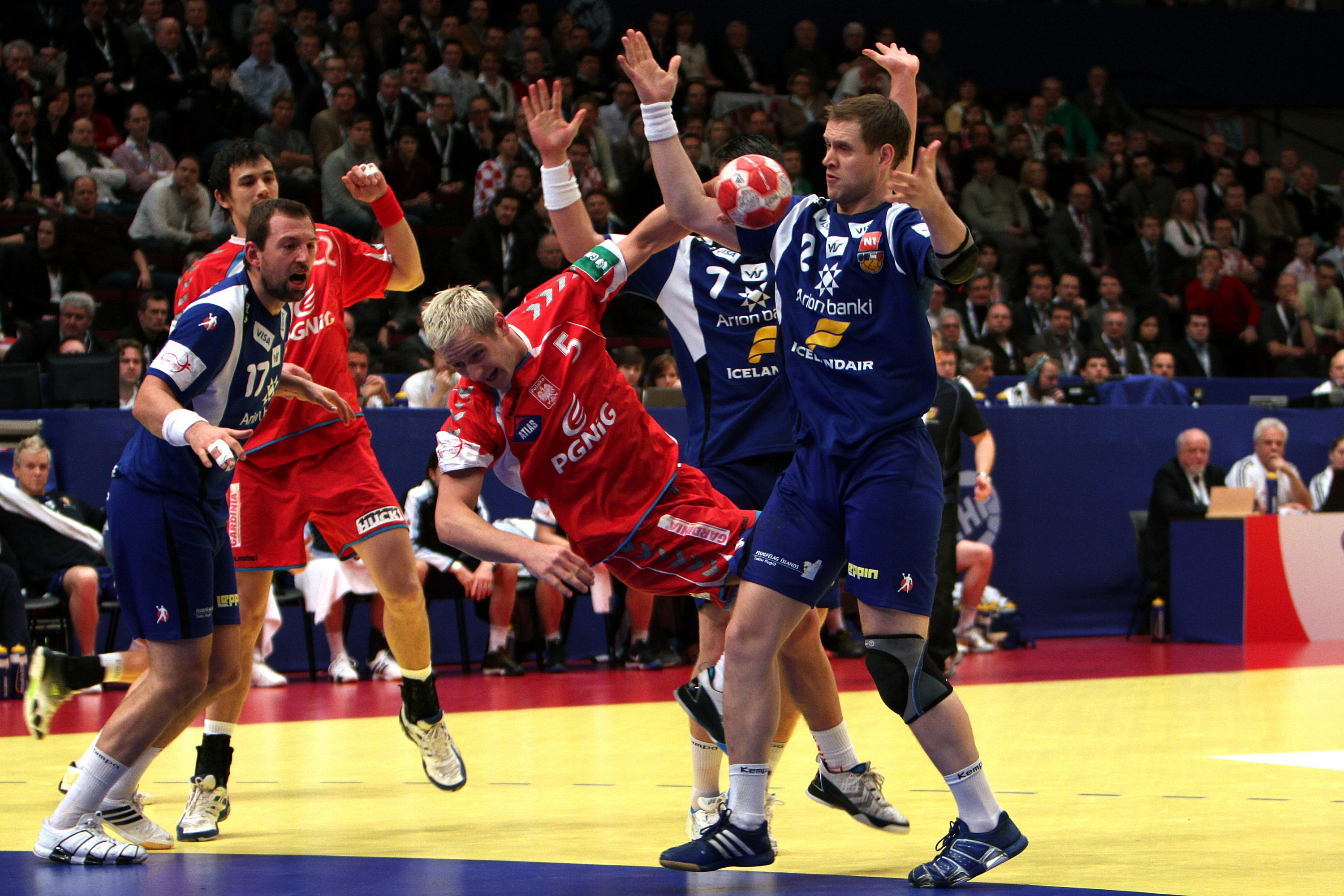
POL – ISL: Der Pole Mateusz Jachlewski kann vom Isländer Vignir Svavarsson nur mehr im Kreis stshend am Torwurf gehindert werden.
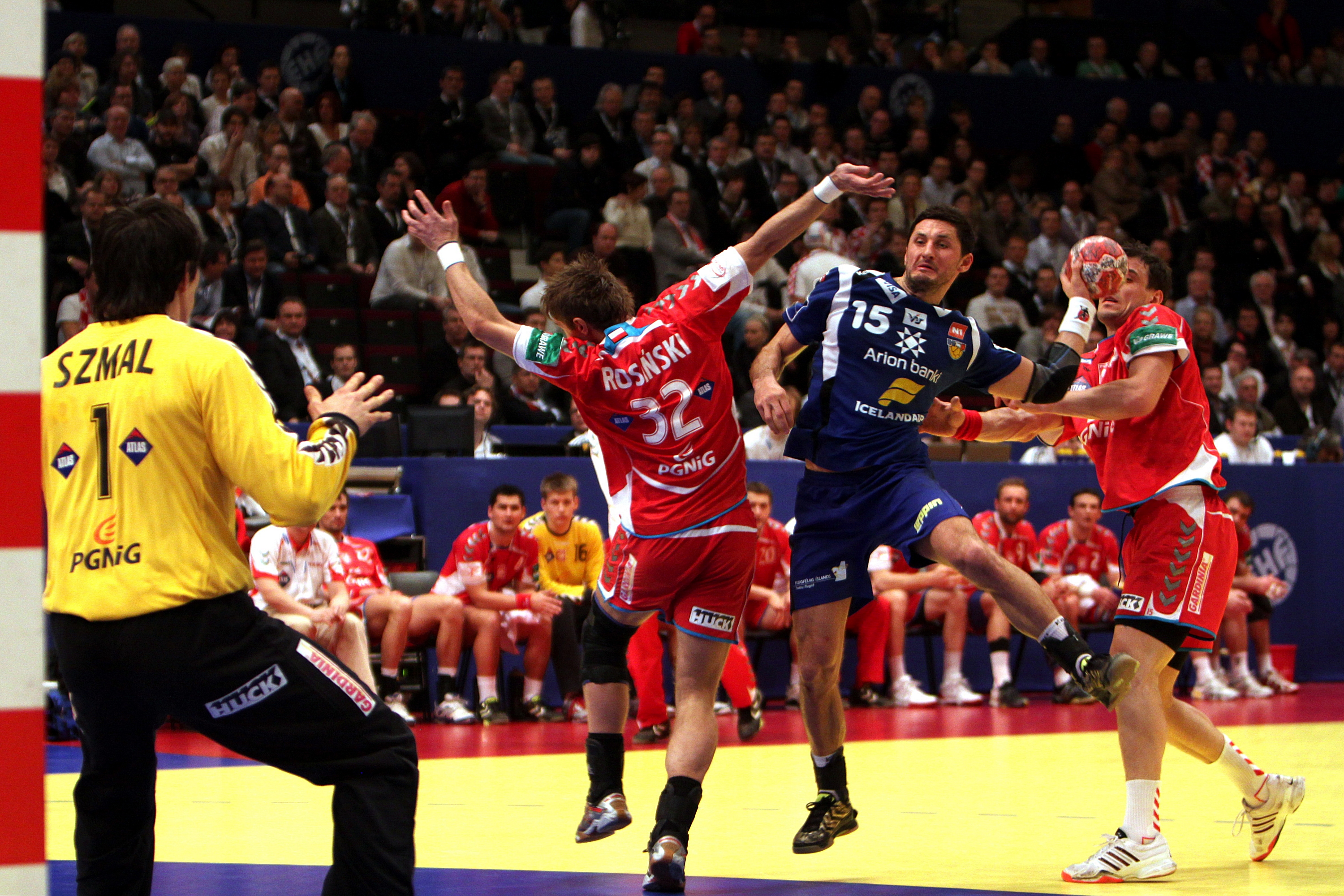
POL – ISL: Alexander Petersson (Island) setzt sich kraftvoll gegen Tomasz Rosiński (32) und Michał Jurecki durch.
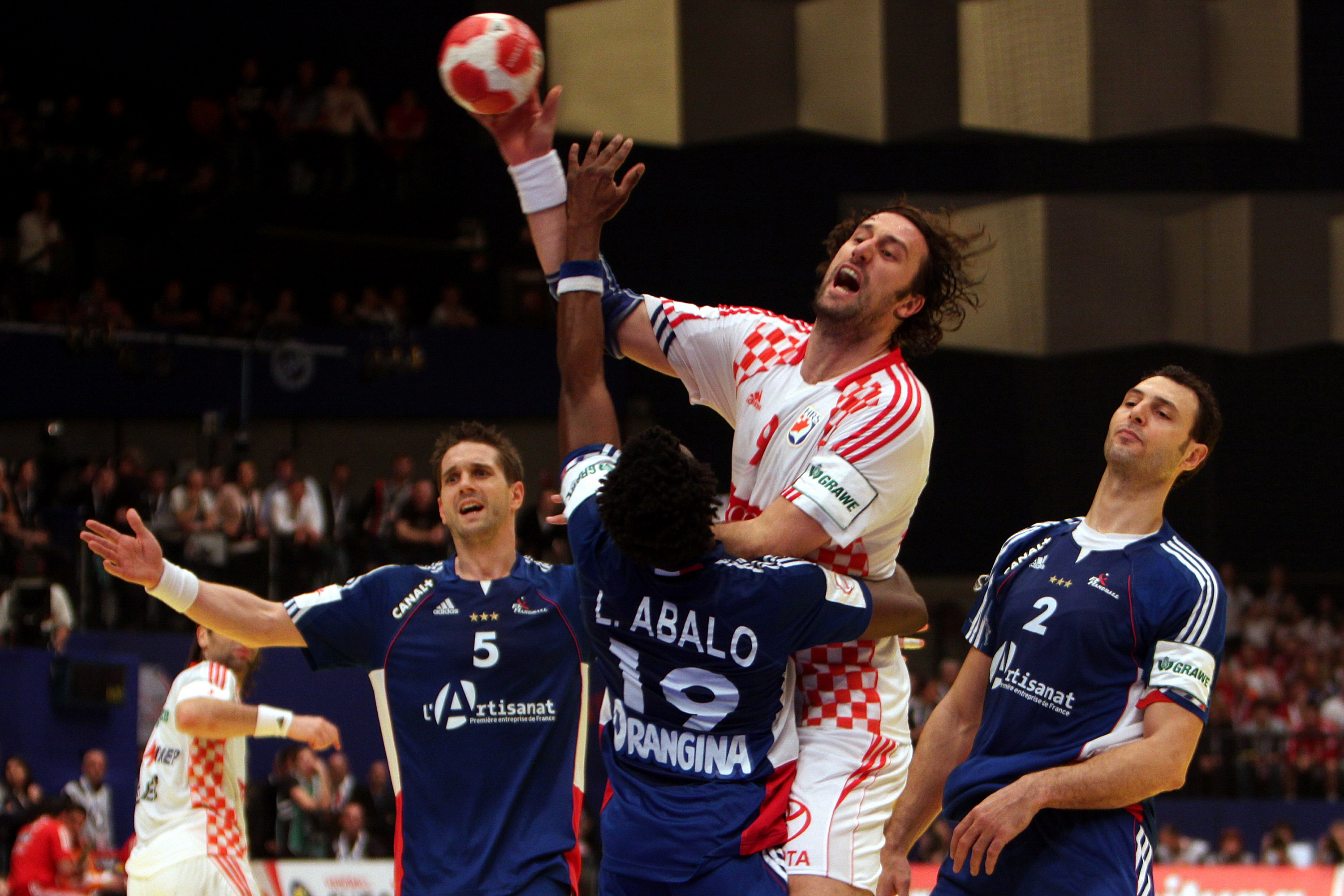
CRO – FRA: Igor Vori (Kroatien) wird von Luc Abalo beim Wurf geblockt. Guillaume Gille und Jérôme Fernandez als Beobachter.
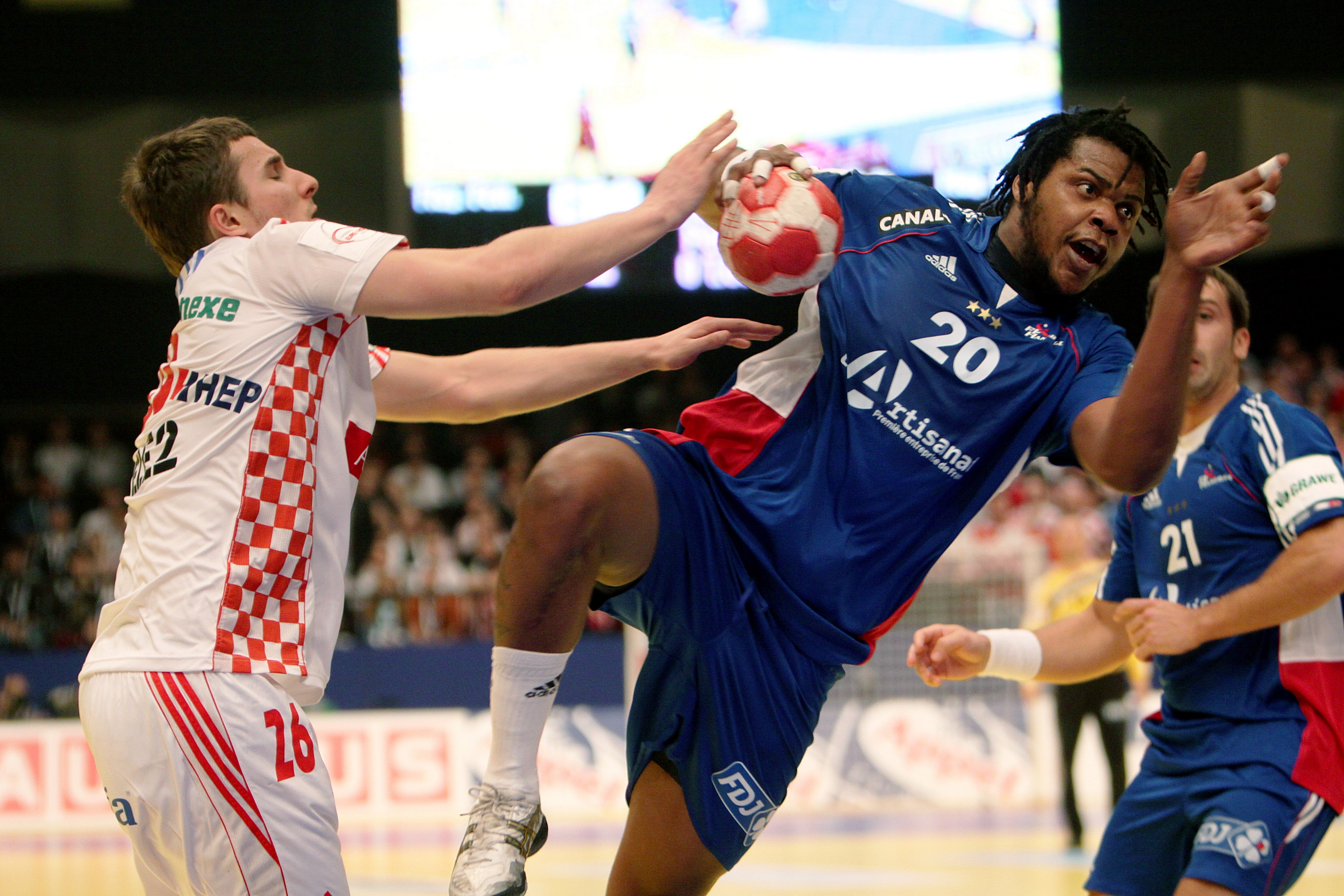
CRO – FRA: Manuel Štrlek (Kroatien) versucht vergeblich Cédric Sorhaindo am Wurf zu hindern.

## Endstand der Handball-Europameisterschaft 2010
Die besten drei Mannschaften der EM qualifizierten sich direkt für die Handball-Weltmeisterschaft 2011 in Schweden. Nachdem Europameister Frankreich als amtierender Weltmeister von 2009 bereits qualifiziert ist, ging der dritte Qualifikationsplatz an den Viertplatzierten über, womit Polen ebenfalls Teilnehmer ist.
Frankreich konnte sich durch den Gewinn des Europameisterschaftstitels 2010 direkt für die Handball-Europameisterschaft der Männer 2012 in Serbien qualifizieren.
| Platz | Team        | Spiele | Tore    | Tordiff. | Anmerkung                         |
| ----- | ----------- | ------ | ------- | -------- | --------------------------------- |
| 01.   | Frankreich  | 8      | 225:196 | +29      | für die EM 2012 qualifiziert      |
| 02.   | Kroatien    | 8      | 207:194 | +13      | für die WM 2011 qualifiziert      |
| 03.   | Island      | 8      | 249:240 | +09      | für die WM 2011 qualifiziert      |
| 04.   | Polen       | 8      | 222:221 | +01      | für die WM 2011 qualifiziert      |
|       |             |        |         |          |                                   |
| 05.   | Dänemark    | 7      | 198:184 | +14      |                                   |
| 06.   | Spanien     | 7      | 213:192 | +21      |                                   |
|       |             |        |         |          |                                   |
| 07.   | Norwegen    | 6      | 169:164 | +05      | nach der Hauptrunde ausgeschieden |
| 08.   | Tschechien  | 6      | 175:180 | −05      | nach der Hauptrunde ausgeschieden |
| 09.   | Österreich  | 6      | 184:187 | −03      | nach der Hauptrunde ausgeschieden |
| 10.   | Deutschland | 6      | 157:165 | −08      | nach der Hauptrunde ausgeschieden |
| 11.   | Slowenien   | 6      | 186:203 | −17      | nach der Hauptrunde ausgeschieden |
| 12.   | Russland    | 6      | 177:194 | −17      | nach der Hauptrunde ausgeschieden |
|       |             |        |         |          |                                   |
| 13.   | Serbien     | 3      | 083:094 | −11      | nach der Vorrunde ausgeschieden   |
| 14.   | Ungarn      | 3      | 080:096 | −16      | nach der Vorrunde ausgeschieden   |
| 15.   | Schweden    | 3      | 078:084 | −06      | nach der Vorrunde ausgeschieden   |
| 16.   | Ukraine     | 3      | 087:096 | −09      | nach der Vorrunde ausgeschieden   |

## Torschützenliste
| Pl. | Name                    | Land       | Tore | FT | 7m | T/S  |
| --- | ----------------------- | ---------- | ---- | -- | -- | ---- |
| 1   | Filip Jícha             | Tschechien | 53   | 46 | 7  | 8,83 |
| 2   | Luka Žvižej             | Slowenien  | 41   | 33 | 8  | 6,83 |
| 3   | Nikola Karabatić        | Frankreich | 40   | 40 | 0  | 5    |
| 4   | Guðjón Valur Sigurðsson | Island     | 39   | 39 | 0  | 4,88 |
| 5   | Arnór Atlason           | Island     | 39   | 39 | 0  | 4,88 |
| 6   | Håvard Tvedten          | Norwegen   | 39   | 19 | 20 | 6,5  |
| 7   | Snorri Guðjónsson       | Island     | 36   | 18 | 18 | 4,5  |
| 8   | Ivan Čupić              | Kroatien   | 36   | 10 | 26 | 4,5  |
| 9   | Konstantin Igropulo     | Russland   | 35   | 16 | 19 | 5,83 |
| 10  | Mikkel Hansen           | Dänemark   | 34   | 34 | 0  | 4,86 |

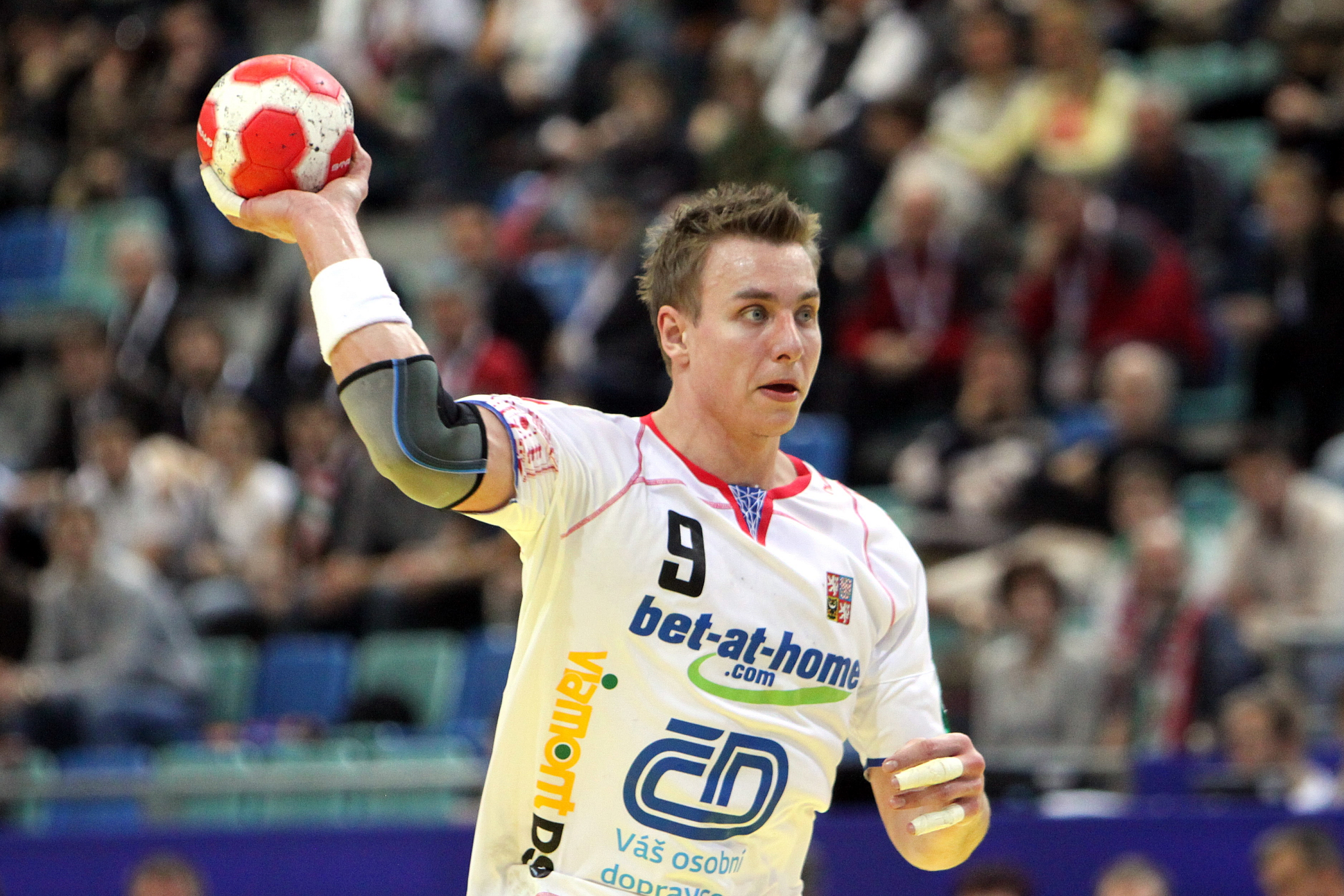
Überlegener Torschützenkönig der EM: Filip Jícha

FT – Feldtore, 7m – Siebenmeter, T/S – Tore pro Spiel

## All-Star-Team
|                                               |  |                                                        |  |                                                             |  |                                                               |  |                                                   |
| Linksaußen Manuel Štrlek Kroatien (RK Zagreb) |  |                                                        |  | Kreisspieler Igor Vori Kroatien (HSV Hamburg)               |  |                                                               |  | Rechtsaußen Luc Abalo Frankreich (BM Ciudad Real) |
|                                               |  | Rückraum links Filip Jícha Tschechien (THW Kiel)       |  |                                                             |  | Rückraum rechts Ólafur Stefánsson Island (Rhein-Neckar Löwen) |  |                                                   |
|                                               |  |                                                        |  | Rückraum Mitte Nikola Karabatić Frankreich (Montpellier HB) |  |                                                               |  |                                                   |
|                                               |  |                                                        |  |                                                             |  |                                                               |  |                                                   |
|                                               |  |                                                        |  | Torwart Sławomir Szmal Polen (Rhein-Neckar Löwen)           |  |                                                               |  |                                                   |
|                                               |  |                                                        |  |                                                             |  |                                                               |  |                                                   |
|                                               |  | Wertvollster Spieler Filip Jícha Tschechien (THW Kiel) |  |                                                             |  | Bester Verteidiger Jakov Gojun Kroatien (RK Zagreb)           |  |                                                   |

## Fernsehübertragung

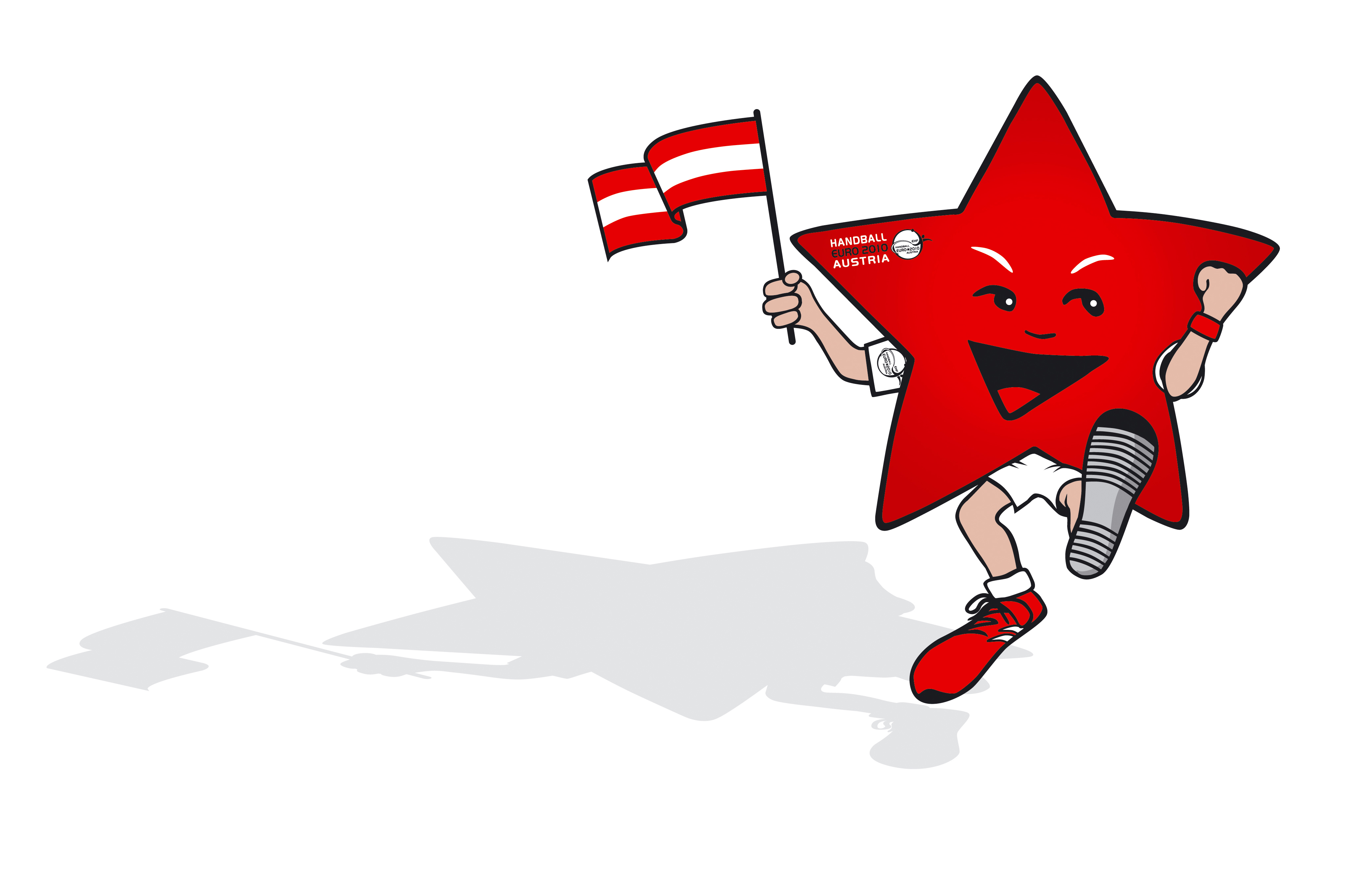
Maskottchen der Europameisterschaft der Männer 2010

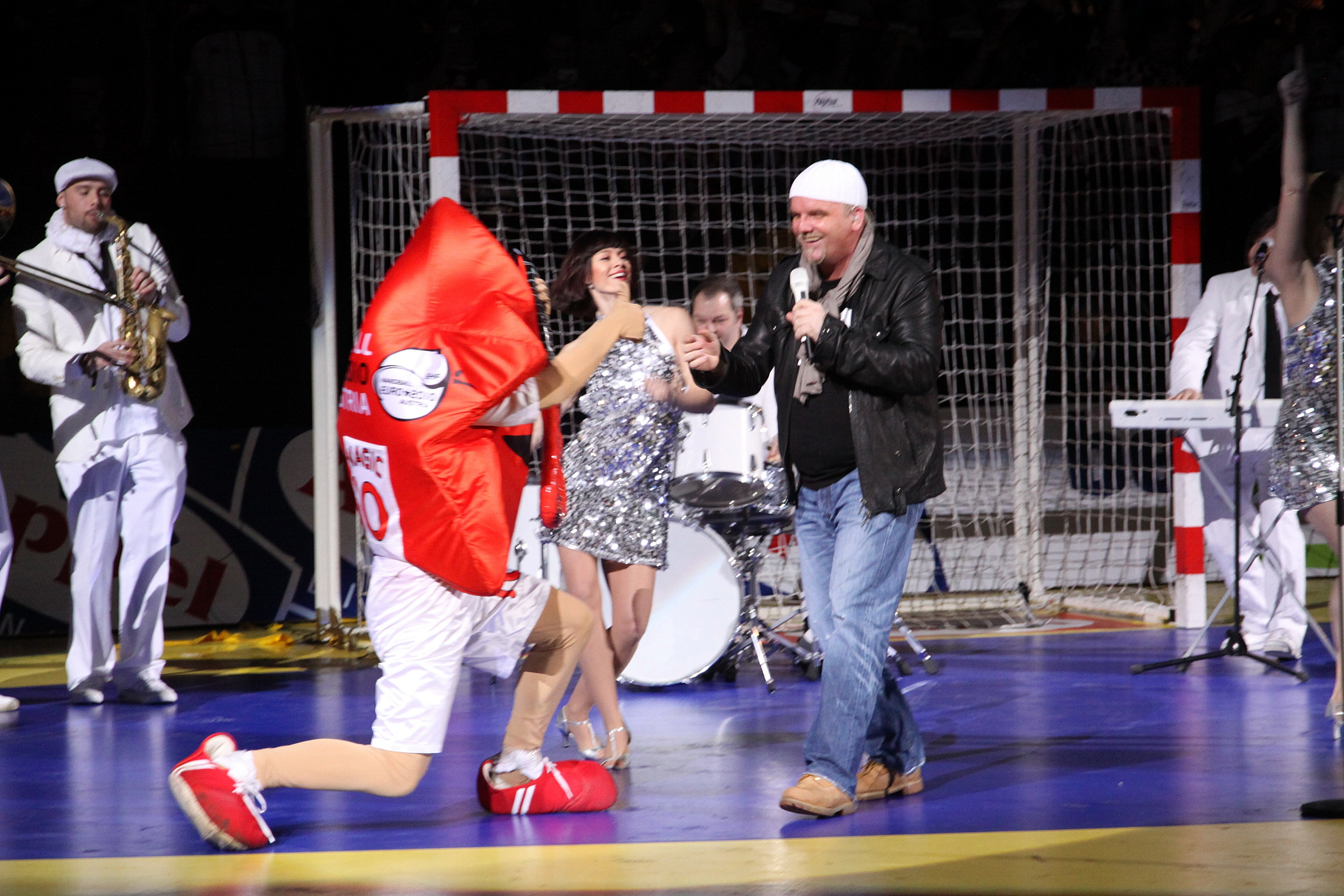
DJ Ötzi interpretierte den EM-Song

Der Bezahl-Sender TV1.EU übertrug im Internet alle Spiele live. Der ORF übertrug alle Österreich-Spiele, ARD und ZDF übertrugen alle Spiele der DHB-Auswahl live. Der Sender DSF übertrug 15 Spiele ohne deutsche Beteiligung, darunter die Halbfinal- und Finalspiele live.

## Maskottchen und EM-Song
Das Maskottchen der Europameisterschaft heißt Magic, ein roter Stern mit lachendem menschlichen Gesicht. Den offiziellen Song zur EM, Sweet Caroline – Magic Moments, sang DJ Ötzi.